# Collection d'antiquités égyptiennes du Musée des Beaux-Arts de Lyon

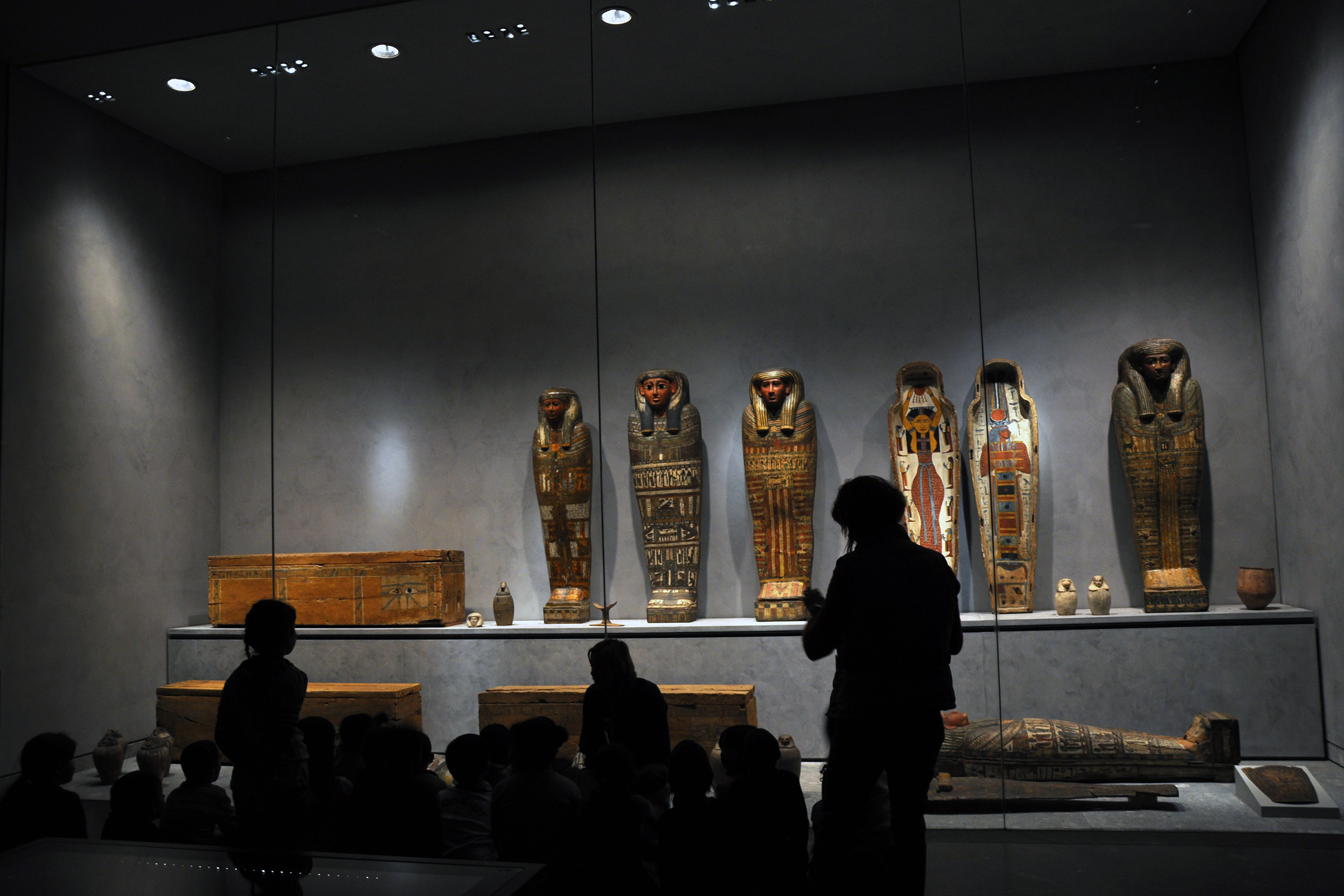
Une salle de la collection égyptienne du Musée des Beaux-Arts de Lyon en 2010.

L’Égypte antique constitue le thème principal du département des Antiquités du Musée des Beaux-Arts de Lyon et la collection égyptienne qu'il détient est la plus grande de France après celle du Musée du Louvre. Sur les treize salles que compte le département, l'Égypte en occupe neuf. Cette place s’explique par l’importance historique de l’égyptologie à Lyon, animée par des hommes tels que Victor Loret, dont la famille a fait don au musée en 1954 de plus d'un millier d'objets. Dès 1895, le Musée du Louvre fournit près de quatre cents objets (vases à onguent, figurines funéraires, etc.) pour constituer le fonds du département ; d'autres objets (vases canopes, éléments de parure, ainsi que des tissus de la nécropole d'Antinoé) complètent ce dépôt quelques années plus tard, augmenté, en 1936, d'objets provenant du village des artisans de Pharaon à Deir el-Médineh.
Les presque deux mille six cents pièces de la collection égyptienne conservées au Musée des Beaux-Arts de Lyon, présentées dans neuf salles, sont exposées le long d'un parcours à la fois thématique et chronologique.
Les points forts de la collection sont la vitrine des sarcophages (avec notamment le cercueil d'Isetemkheb, datant de la XXVIe dynastie) et les portes de Ptolémée III et Ptolémée IV du temple de Médamoud, ramenées par le Lyonnais Alexandre Varille en 1939 et offertes au musée par l'Institut français d'archéologie orientale. À côté de ces chefs-d'œuvre et d'autres pièces exceptionnelles, de nombreux objets donnent un aperçu de la vie quotidienne en Égypte antique.

## Historique des collections

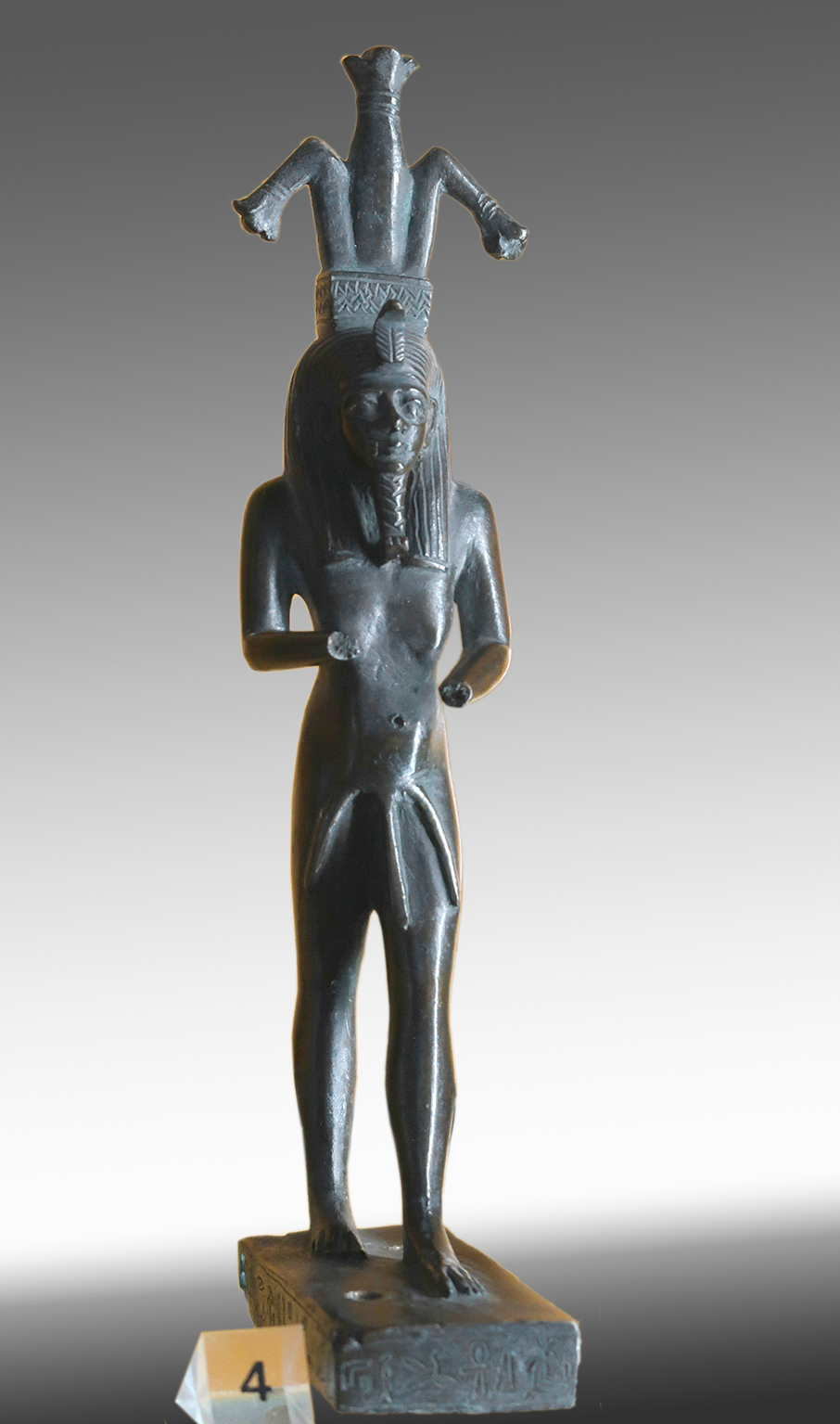
Statuette du Nil-divin Hâpy, aux formes androgynes. Basse époque. Vers 664-332 AEC). Bronze, H. 20,9 cm. Pièce acquise au XVIIIe siècle par la municipalité de Lyon.

Dès l'origine du musée, le premier directeur François Artaud introduit dans les collections des éléments d'antiquité égyptiennes, sans que cela soit alors un axe fort. Ces collections s'enrichissent lentement en même temps que les autres antiquités. Un tournant est pris à partir des années 1960 avec l'arrivée des pièces d'égyptologie du Musée Guimet puis dans les années 1990 - 2000 des fonds de l'institut d'égyptologie de l'université Lumière-Lyon-II. Les fonds d'égyptologie, qui ne formaient auparavant qu'un ensemble limité au sein d'une collection encyclopédique, deviennent l'élément principal de la section antiquité du musée.

### Les premières collections du musée
Dès l'ouverture du musée, quelques éléments d'égyptologie ornent les collections. Au XVIIe et surtout au XVIIIe siècle, des amateurs éclairés rassemblent à Lyon des pièces venues d'Égypte et les présentent dans des cabinets de curiosité. Ainsi, le Collège de la Trinité possède un cabinet des antiques où sont recensés en 1764 plusieurs objets égyptiens. La municipalité rassemble également quelques objets, dont la figure en bronze d'Isis allaitant ou la rare représentation du Nil-divin Hâpy. En 1794, ces deux ensembles sont réunis après les confiscations révolutionnaires.
Le premier directeur du Musée des Beaux-Arts, François Artaud, en archéologue passionné, obtient de la municipalité le versement définitif des deux collections et il en tire un ouvrage descriptif en 1816 : Le cabinet des antiques du musée de Lyon dans lequel il décrit 172 antiquités. Artaud est en contact avec plusieurs personnalités liées à l'égyptologie dont Giuseppe Passalacqua, qui offre au musée plusieurs textiles, avec Auguste de Forbin et Jean-François Champollion, qui vient au musée en 1828 et relate son admiration pour la figurine du Nil-divin Hâpy. Champollion donne également de nombreuses pièces au musée lyonnais. Enfin, Artaud constitue lui-même une collection de pièces égyptiennes, qu'il vend à la ville en 1835.

### Durant leXIXesiècle
Durant la première moitié du XIXe siècle, l'engouement pour les antiquités égyptiennes est grande en France. À Lyon, plusieurs collections privées se forment, dont certaines rejoindront les établissements publics. Parmi elles se trouvent celle d'Ambroise Marie Comarmond, dont l'ensemble en 1839 compte 1 500 pièces. De nombreux dons et legs enrichissent notablement le musée dont ceux de Chenavard et Rey en 1844, d'Aimé Bruyas en 1848 ou celui de Jacques-Amédée Lambert en 1850,.

### 1939: Arrivée des portes ptolémaïques

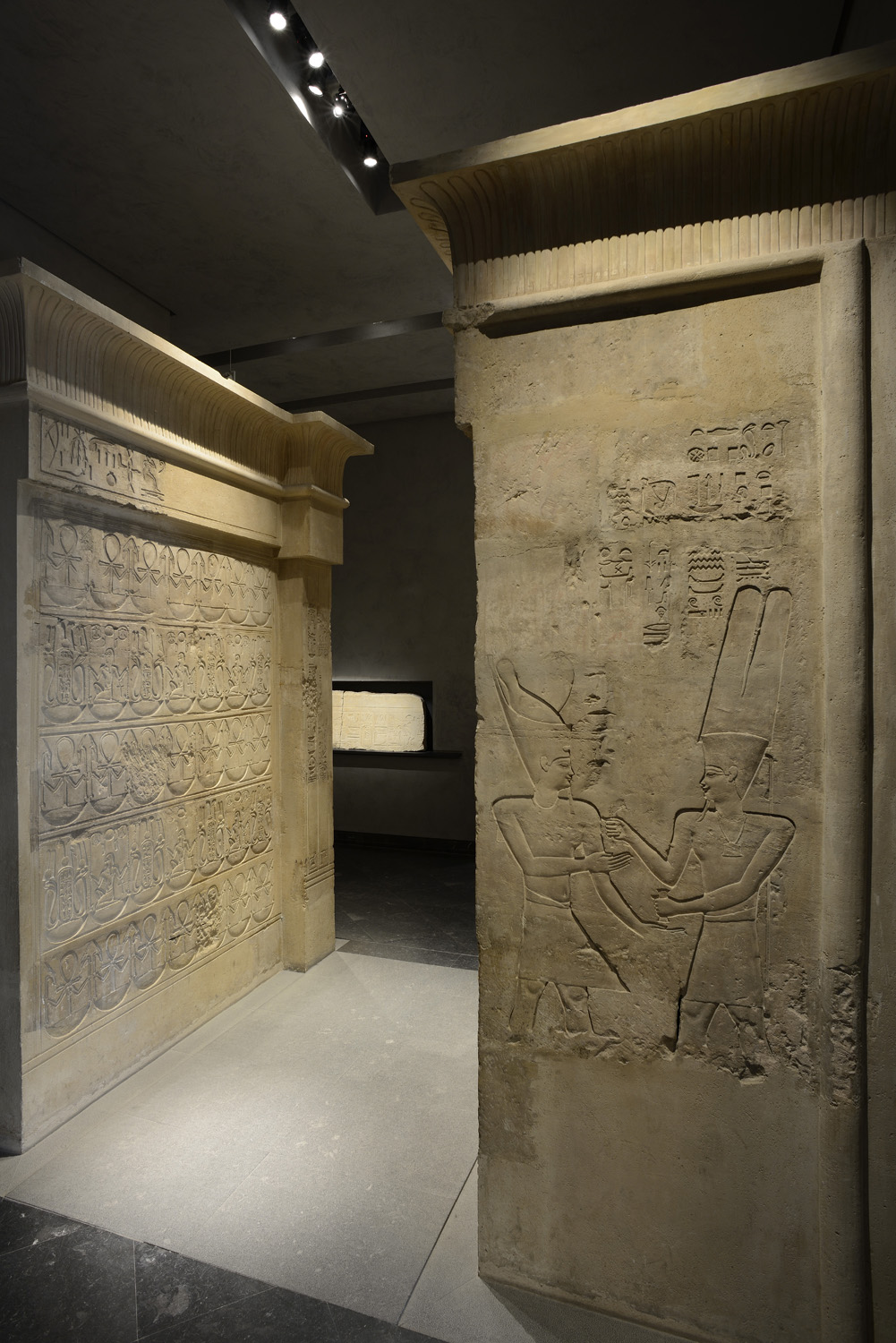
Portes du temple de Médamoud dédié au dieu Montou.
Grès H. 380 ; l. 360 ; P. 300 cm.
Édifiées sous Ptolémée IV, royaume lagide (époque ptolémaïque)

En 1939, l'Institut français d'archéologie orientale du Caire offre au Musée des Beaux-Arts deux grandes portes ptolémaïques. Elles viennent du temple de Montou à Médamoud et font partie des fondations du pylône. Ce don fait suite à l'intervention de d'Alexandre Varille, ancien élève de Victor Loret.

### 1969: entrée des collections égyptiennes du musée Guimet

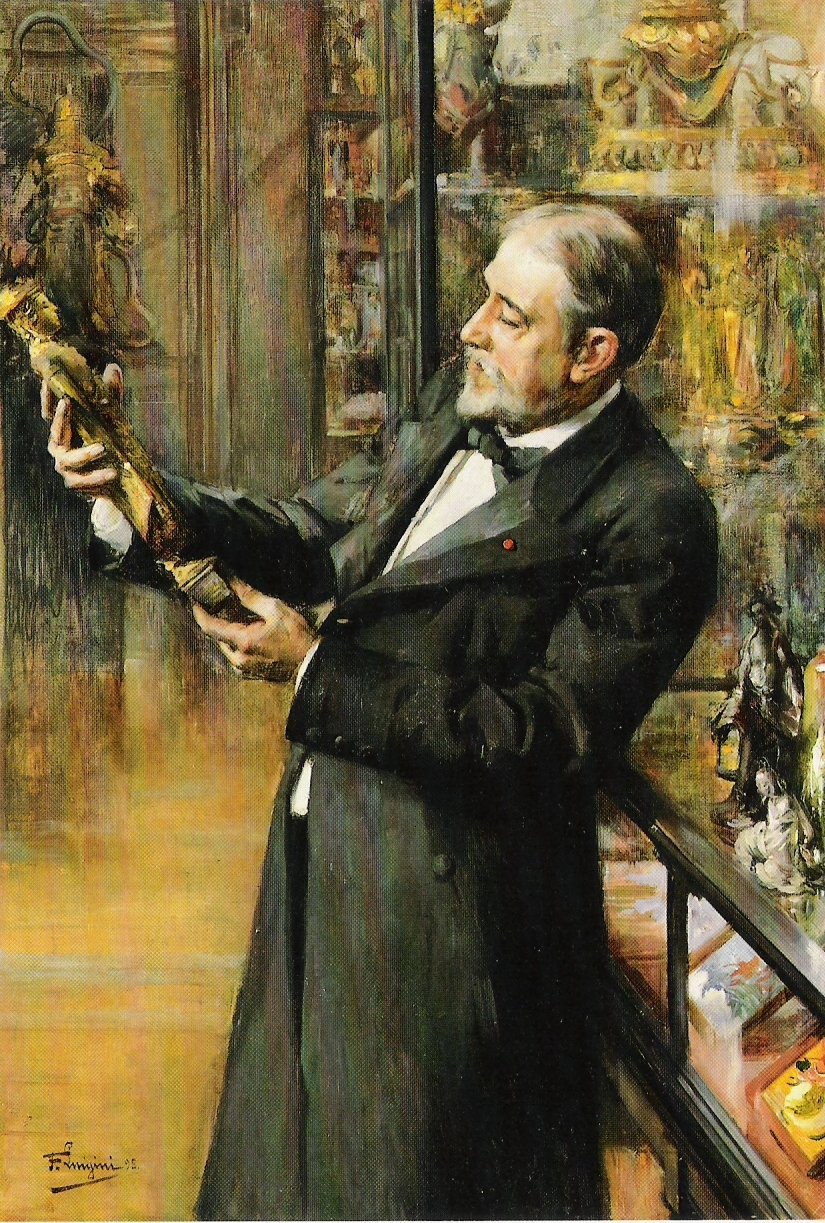
Ferdinand Luigini. Portrait d'Émile Guimet dans son musée, 1898, huile sur toile.

En 1969, une partie des collections d'égyptologie du Musée Guimet est transférée au Musée des Beaux-Arts.
Émile Guimet entame sa collection à la suite d'un voyage en Égypte réalisé en 1865 qui est pour lui une révélation, notamment le Musée de Boulaq. En parallèle de son activité industrielle, il achète de grandes quantités d'objets, asiatiques et égyptiens principalement. Toutefois, les nombreux objets qu'il achète dans la première partie de sa vie d'égyptologue amateur ne font jamais l'objet de catalogage et il est difficile de les identifier. En 1874, il mentionne sans précision plus de 450 antiquités égyptiennes dans sa maison de Fleurieu dans une lettre à François Chabas, mais il possédait visiblement bien plus que ce qu'il indique.
Il monte un musée à Lyon pour exposer ses collections en 1879 qu'il nomme « musée des religions ». Déçu par la faible fréquentation et non soutenu par la municipalité, il le ferme et envisage le transfert des collections vers le musée parisien qui ouvre en 1889.
Les collections lyonnaises sont finalement envoyées dans le nouveau Musée Guimet lyonnais en 1913, boulevard des Belges. Dans un bâtiment contigu le muséum d'histoire naturel, qui reçoit des collections à l'étroit issues du musée des Beaux-Arts, ouvre en 1914 ; deux collections d'archéologie sont ainsi présentes côte-à-côte. À cette époque Guimet soutient toujours passionnément l'archéologie et il acquiert de nombreuses pièces. Il reçoit en dépôt du musée Guimet parisien des stèles et bas-relief, du Louvre des sarcophages et de nombreux objets issus de fouilles de Raymond Weill opérées à Zaouiyet el-Mayetin, à Tounah el-Gebel, à Gournah ou qu'il a acheté à Assiout. De très nombreux objets venus de fouilles d'Aldolphe Reinach et Raymon Weill en 1910 et 1911 à Coptos accrurent encore significativement les collections.

### Années 1990 et 2000: entrée des fonds de l'institut d'égyptologie

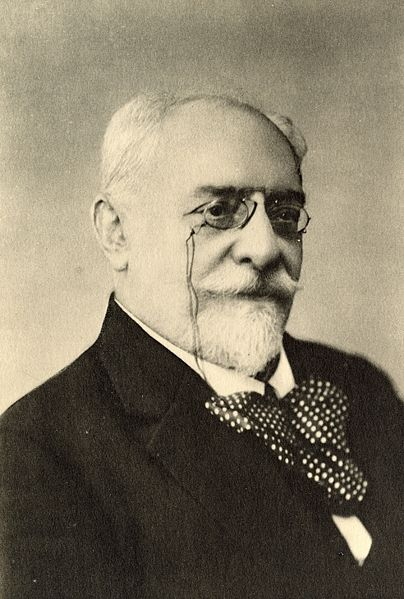
Victor Loret

À partir de 1987, les mutations successives qui ont lieu à l'université menacent les collections de l'institut d’égyptologie Victor-Loret. Devant le manque de réactivité de la direction de l'université devant ce problème, les responsables des collections lui proposent et obtiennent qu'elles soient transférées au Musée des Beaux-Arts de Lyon. L'opération se déroule en quatre étapes, en 1988, en 1990, en 1995 et enfin en 2001. Finalement, c'est l'ensemble de la collection qui se retrouve de nos jours au musée.
L'Égyptologie scientifique débute à Lyon en 1879 avec l'ouverture d'un cours à l'Université publique avec comme professeur Eugène Lefébure. C'est en 1887 que Victor Loret prend sa suite, partageant comme lui sa carrière entre des études sur le terrain et ses cours lyonnais. Il estime qu'un enseignement ne peut être efficace qu'avec l'appui d'éléments matériels ; c'est pourquoi il convainc les autorités du Louvre de fournir en dépôt un ensemble de 391 pièces de toutes les époques ; il s'en sert pour illustrer et compléter ses cours. Ce premier ensemble d'importance provient en partie du legs Durand de 1824 et de la collection Clot Bey acquise en 1852.
Son successeur Maurice Alliot obtient un second dépôt du Louvre en 1936. Celui-ci concerne 114 pièces du Nouvel Empire venues pour l'essentiel de fouilles auxquelles Alliot avait participé à Thèbes-ouest. L'ensemble de ces pièces, ainsi que de nombreuses suivantes, enrichissent alors les fonds de l'institut d'égyptologie de l'université. Durant les bombardements de 1944, quelques pièces sont détruites. Le successeur de Maurice Alliot, François Daumas prend ses fonctions en 1954 et réussir à faire aboutir une importante donation de la collection Maspero, dont il connaissait la famille. Cette collection, très importante, n'était ni classée ni inventoriée et son exploitation pris plusieurs années. Durant les évènements de Mai 68, les émeutes mettent gravement en danger les collections, quelques pièces sont volées ou détruites.

## Les collections permanentes
Les collections permanentes du musée des Beaux-Arts de Lyon présentent une vue très riche de la société égyptienne antique durant ses millénaires d'existence. Le parcours présenté depuis la rénovation des années 1995 est chronologique et thématique.

### Salle 1 - la vie au-delà de la mort
Plongée dans la pénombre, la première salle fait découvrir les pratiques funéraires des anciens Égyptiens, la momification et les cartonnages à travers une belle collection. Plusieurs ensembles captent l'attention. Plusieurs cercueils, certains très colorés, et plus ou moins couverts de hiéroglyphes. Ils sont accompagnés des vases canopes qui renfermaient les viscères du défunt, de plusieurs centaines d'ouchebtis (figurines, souvent en faïence bleue ou verte) et plus d'une centaine d'amulettes.
Dans la même salle un fragment de voûte d'un tombeau évoque la « demeure d'éternité », selon la conception égyptienne du tombeau, couvert de beaux hiéroglyphes. Ceux-ci sont réalisés par la technique traditionnelle en Égypte de l'incise. La technique du bas-relief consiste, à l'inverse, à dégager les formes en retirant tout ce qu'il y a autour ; ici on dégage la forme seule. Le texte comporte des extraits d'un formulaire d'hymnes royaux évoquant les passages diurnes et nocturnes du soleil. La disparition du soleil, le dieu Rê, étant lu comme son séjour nocturne dans le monde souterrain des morts, la transition vers l'au-delà se faisait sur ce modèle mythique. Par ailleurs, ce tombeau d'un vizir de la XXVIe dynastie correspond à une période où le pouvoir était occupé par de puissantes familles d'origine libyenne, faisant suite à la période où le pouvoir était assumé par une puissante famille d'origine nubienne, au royaume de Koush. L'histoire de l'Égypte appartient pleinement à celle de l'Afrique.

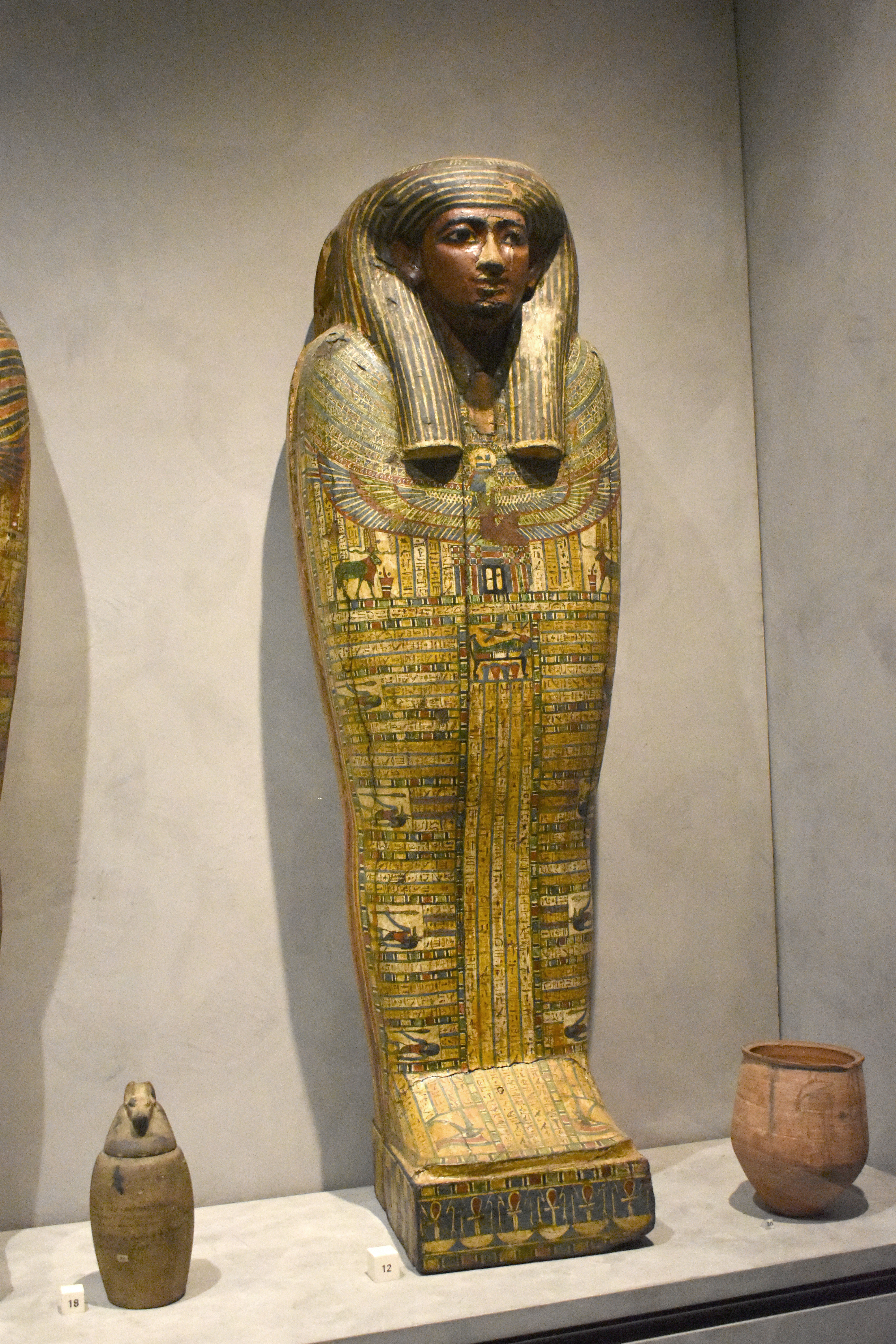
Cercueil de Horsiésis. Bois de tamaris stuqué et peint
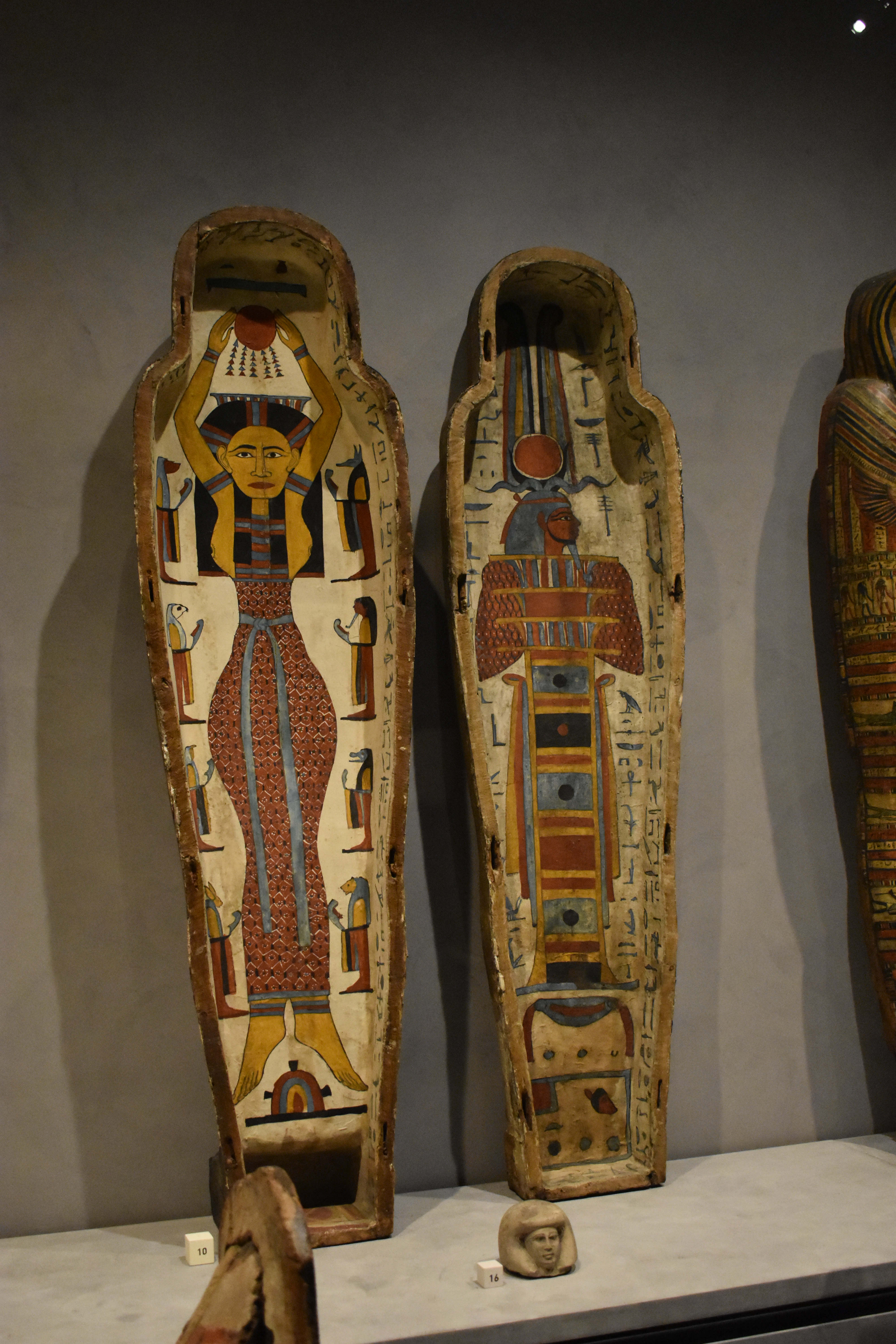
Cercueil d’Isetenkheb
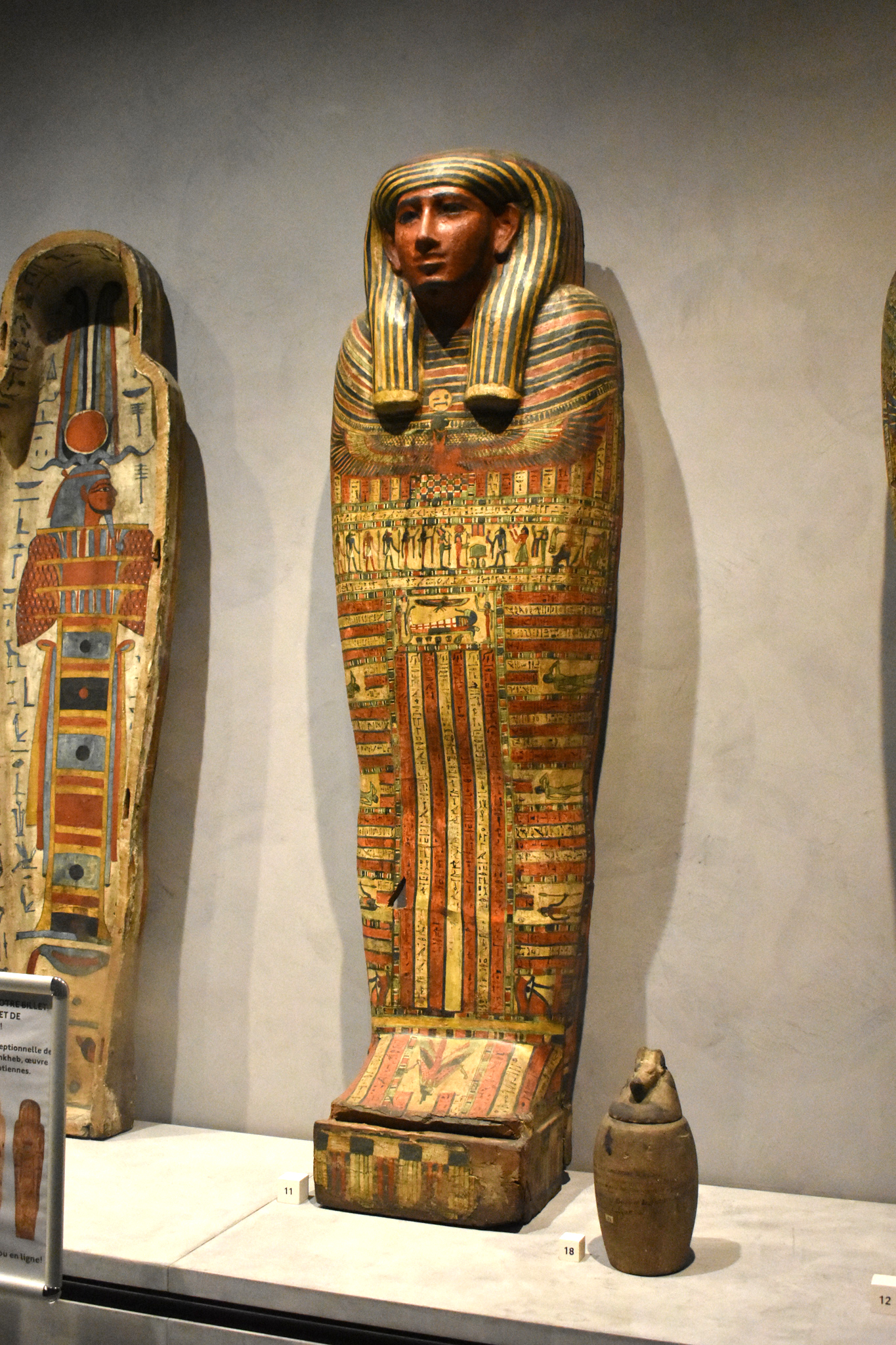
Couvercle du cercueil de Ptahirdisou
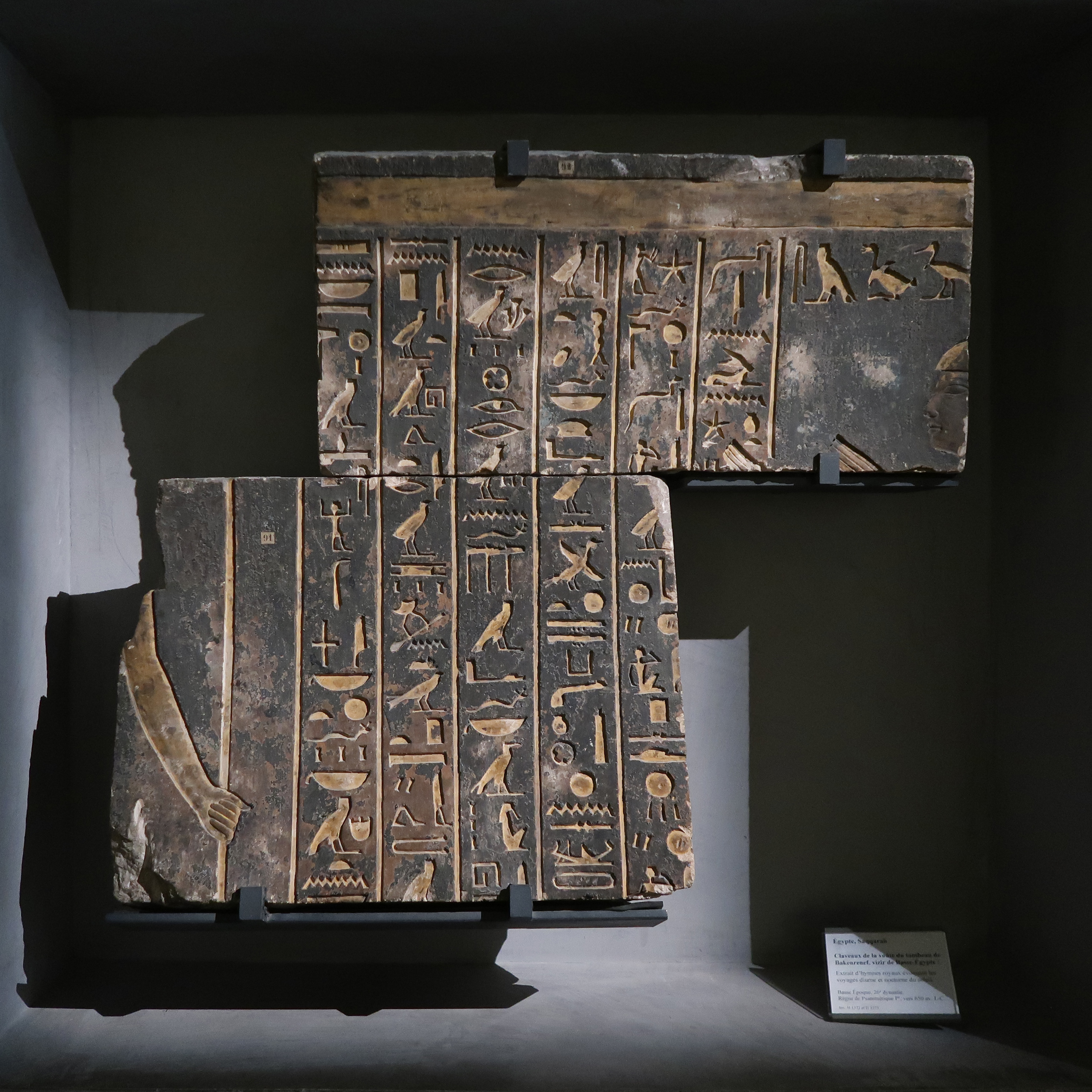
Fragment de voûte d'un tombeau. Vers 650 AEC, r. de Psammétique Ier

### Salle 2 - le divin et les rites

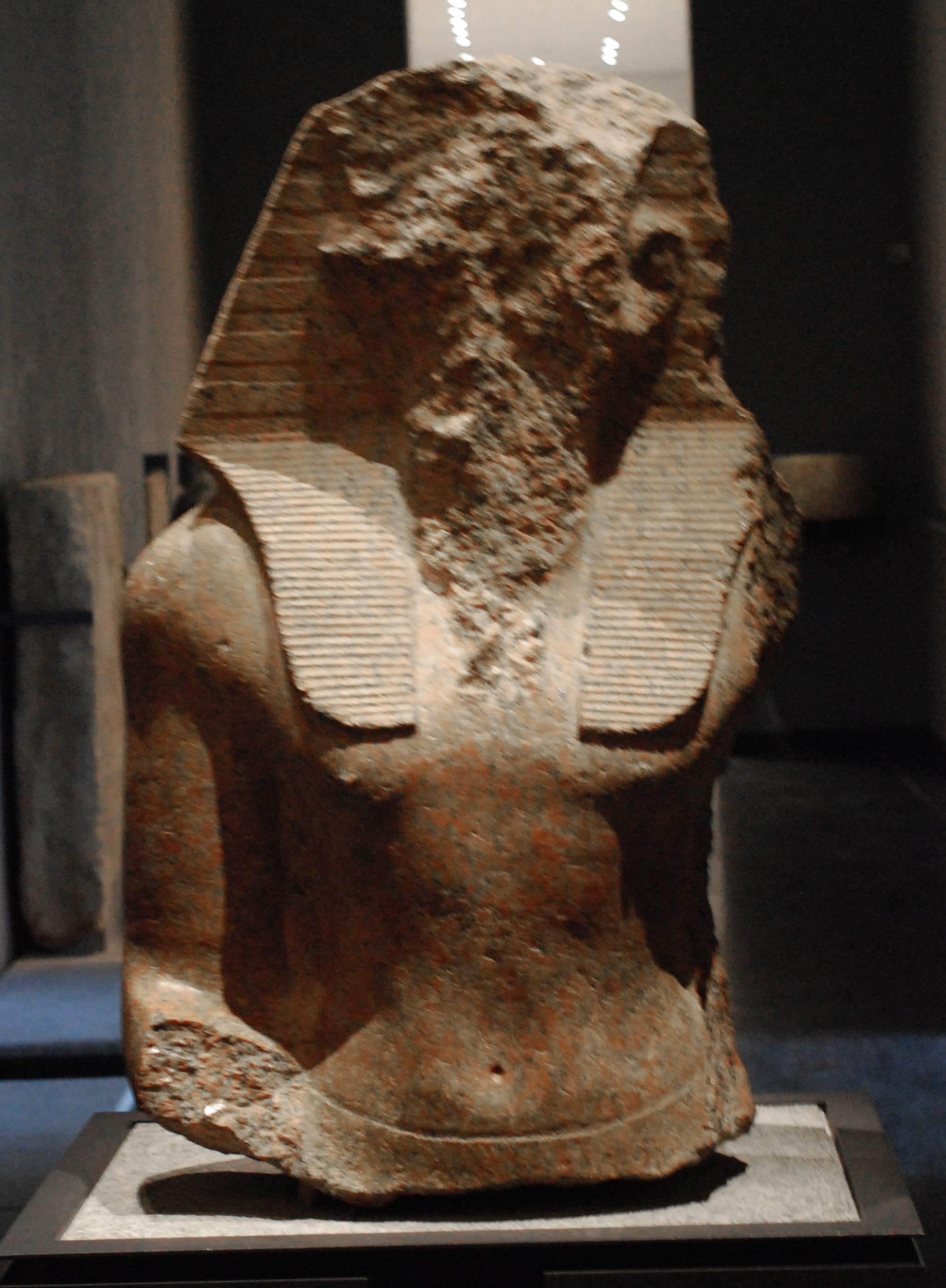
Buste de Ramsès VI mutilé

Cette salle, tout en longueur, accueille les portes de Ptolémée III et Ptolémée IV du temple de Montou de Médamoud. Celle de Ptolémée III est incomplète, mais conserve une partie de sa polychromie d'origine, alors que celle de son successeur est mieux conservée.
Les autres blocs que l'on découvre, une fois passée la porte de Ptolémée III, proviennent du site de Coptos : huit sont datés du règne du pharaon Sésostris Ier (Moyen Empire) et ont été extraits par Raymond Weill et Adolphe Reinach des fondations du mur pylône du temple de Min en 1910. Les autres blocs datent de la fin de l'époque ptolémaïque, dont certains du règne de Cléopâtre VII (Cléopâtre).
Même si la statuaire pharaonique est très peu représentée au musée, le buste de Ramsès VI au visage martelé est clairement significatif de la puissance attribuée aux images. Leur efficacité est détruite par le martelage rituel systématique du visage sculpté afin d'atteindre la puissance du monarque, même mort depuis longtemps mais supposé agissant par ses effigies.

### Salle 3 - le culte du divin
On accède à cette salle par la porte de Ptolémée IV. Au centre, on découvre un support de barque ou de statue datant du règne de Ptolémée II Philadelphe, trouvé à Coptos, tout comme trois fragments de bas-reliefs de la XVIIIe dynastie.

### Salle 4 - les images et les emblèmes du divin

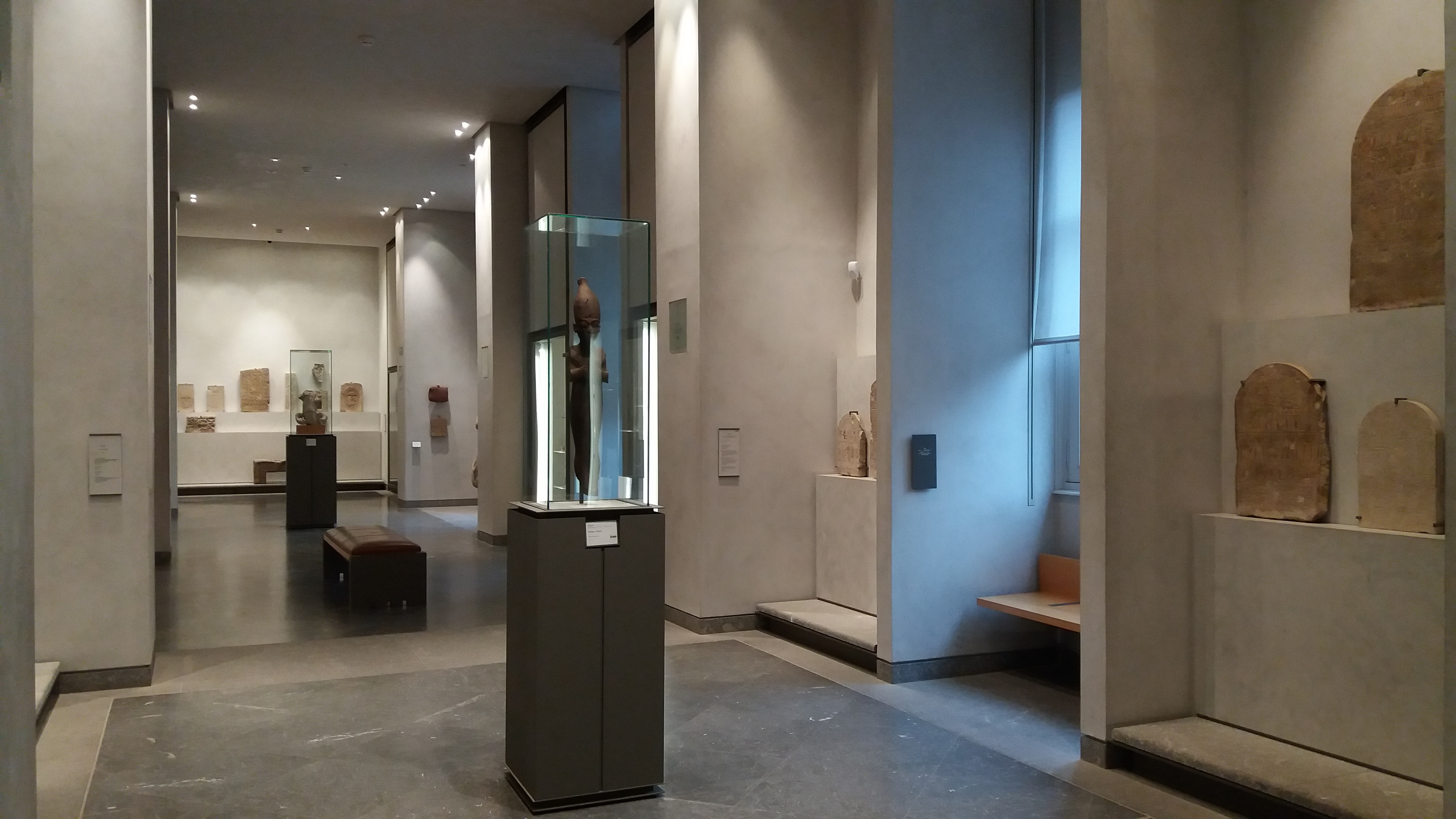
Salles 4 à 9

Dans les quatre vitrines de cette salle est présentée une belle collection de statuettes en bronze, en pierre et en bois de plusieurs divinités du panthéon égyptien, avec notamment une rare représentation de Hâpy, le dieu du Nil, datant de la Basse époque. Une vitrine entière est consacrée aux représentations d'Osiris et une autre à celles du pharaon. On peut y voir une belle tête de pharaon de la XXXe dynastie, attribuée à Nectanébo II, un buste de roi du Moyen Empire, caractérisé par ses oreilles démesurées. L'effigie (assimilée au monarque) a d'autant plus de capacité à écouter. Les grandes oreilles tournées vers le spectateur participent d'un même message politique, celui d'un souverain à l'écoute.

### Salle 5 - Pharaon et ses serviteurs
Dans les deux vitrines de gauche sont présentés des modèles en bois – et des figurines ayant appartenu à des modèles - de la fin de la XIe dynastie et du début de la XIIe dynastie. Dès cette époque, des « maquettes » en bois peintes illustrant des scènes de la vie quotidienne étaient déposées dans les tombes des grands personnages, comme la fabrication de la bière ou une vache vêlant.
Face à ces modèles, une vitrine est consacrée à l'écriture et une autre aux dignitaires du pharaon, avec une belle représentation d'un couple anonyme en calcaire de l'Ancien Empire, un buste d'homme de l'époque ptolémaïque et un fragment de statuette d’un personnage accroupi.

### Salle 6 - les stèles

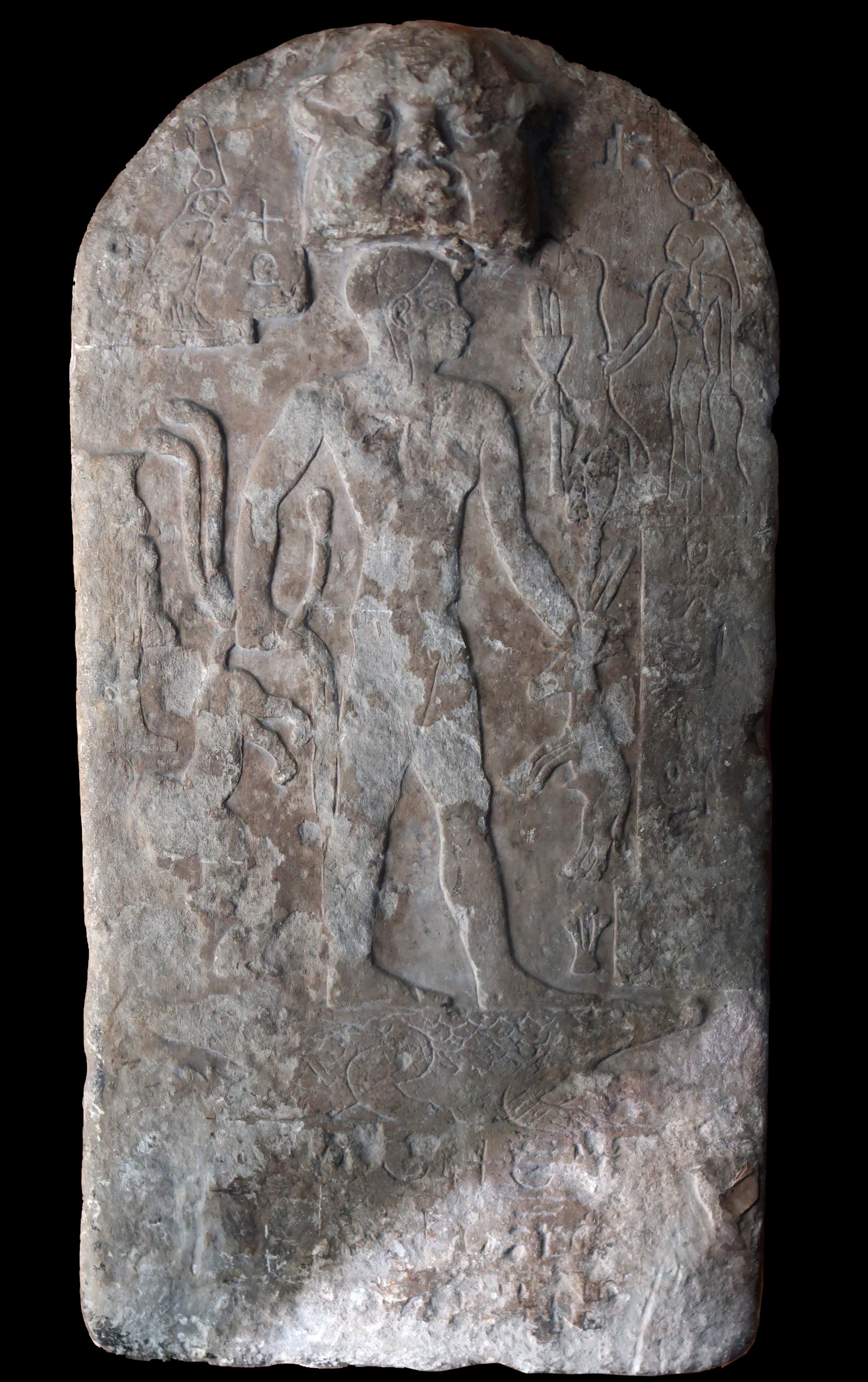
Stèle magique. Horus et crocodiles

Réparties autour d'une statue d'Osiris en bois, un ensemble de stèles funéraires est présenté, quatre du Moyen Empire, huit du Nouvel Empire et quatre de l'époque romaine. L'une des plus belles est celle de Ptahmès, premier prophète d'Amon, vizir de Thèbes  et directeur de tous les travaux d'Amenhotep III, directeur des prophètes des divinités, qui conserve des traces de polychromie.
Par ailleurs certaines formes de stèles ont été réalisées sans un usage funéraire mais en tant que cippe, ou bornes, placées sur la voie publique et réservées à un usage magique. L'eau ruisselant dessus se chargeait de pouvoir protecteur. C'est le cas de la stèle magique de la XXVe dynastie sur laquelle Horus enfant, sur des crocodiles, tient dans ses mains des serpents, un lion et un âne. Ce type de stèle est bien plus commun dans l'art de la Basse Époque, où Horus enfant est connu sous le nom d'Harpocrate. Cet exemplaire rare est donc particulièrement remarquable. Enfin Horus est représenté sous la forme d'un enfant de l'élite au pouvoir lors de la XXVe dynastie, nubienne, koushite ou soudanaise (v. 760-665) avec un profil caractéristique de l'Afrique subsaharienne.

### Salle 7 - la vie quotidienne

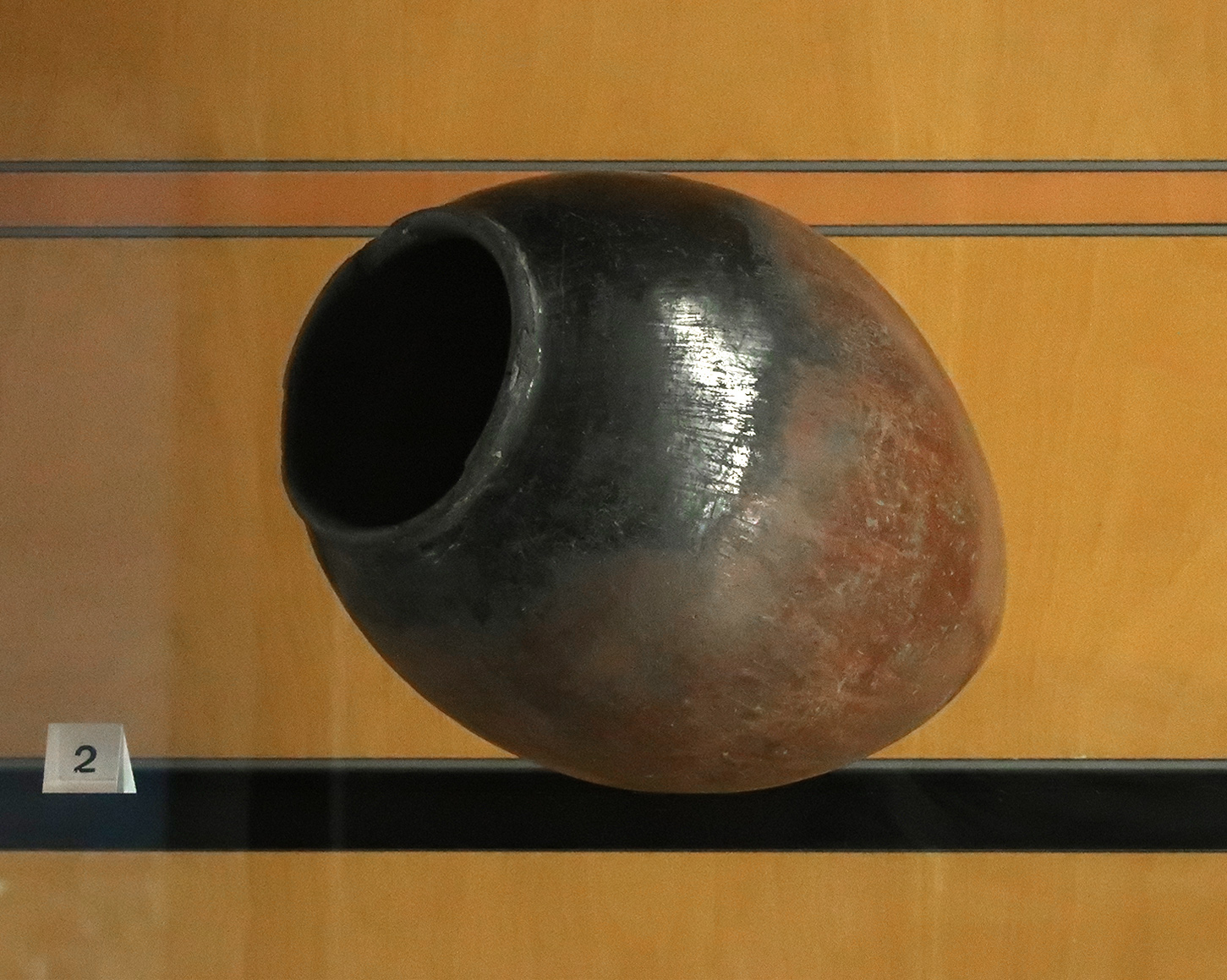
Vase. Nagada II, v. 3500 – v. 3300. Terre cuite rouge à col noirci. H. 12,2 cm.
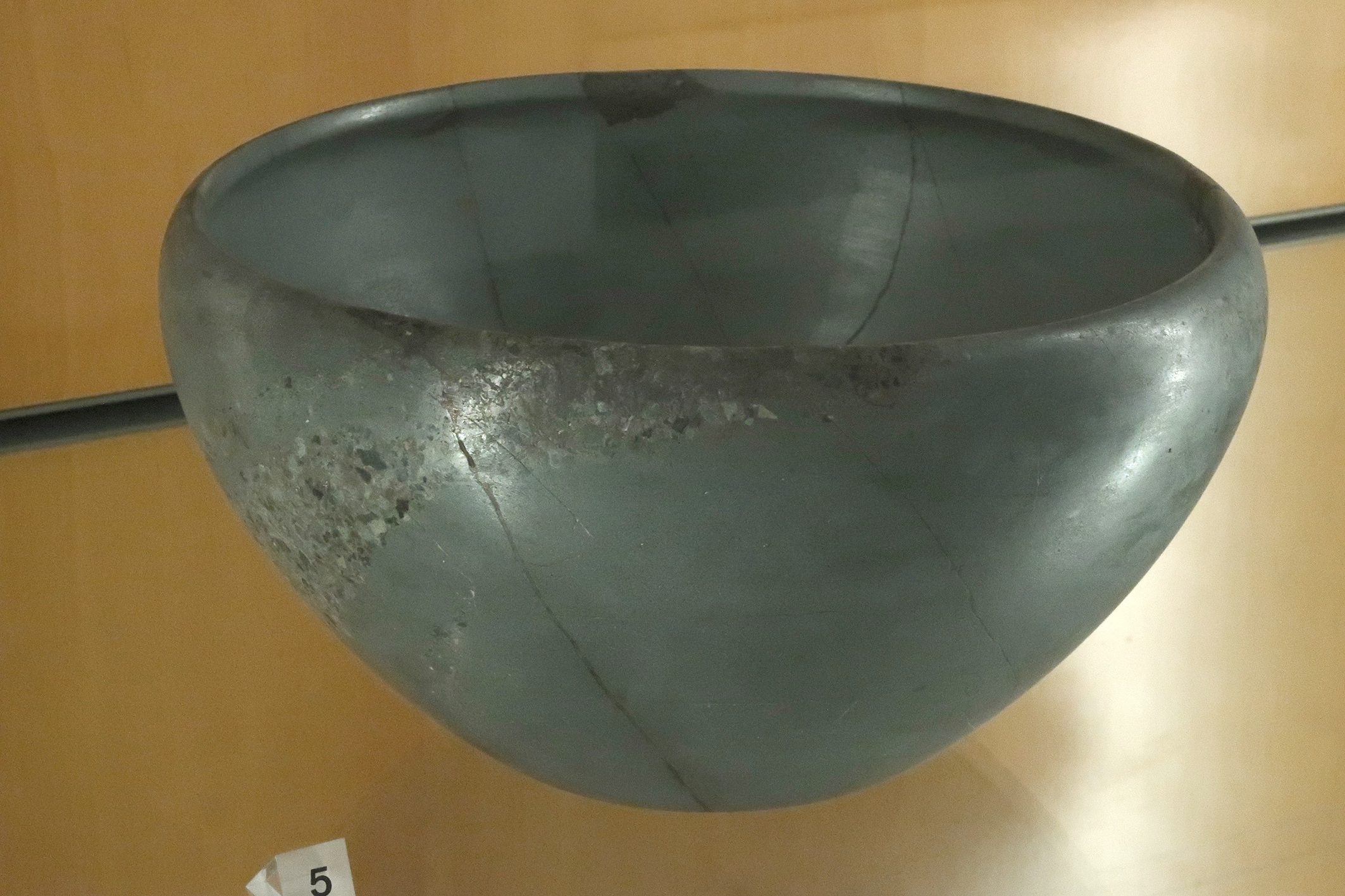
Coupe. Brèche verte. H. 12,4 cm D. 23,7 cm. Période thinite, v.3150 – v.2700
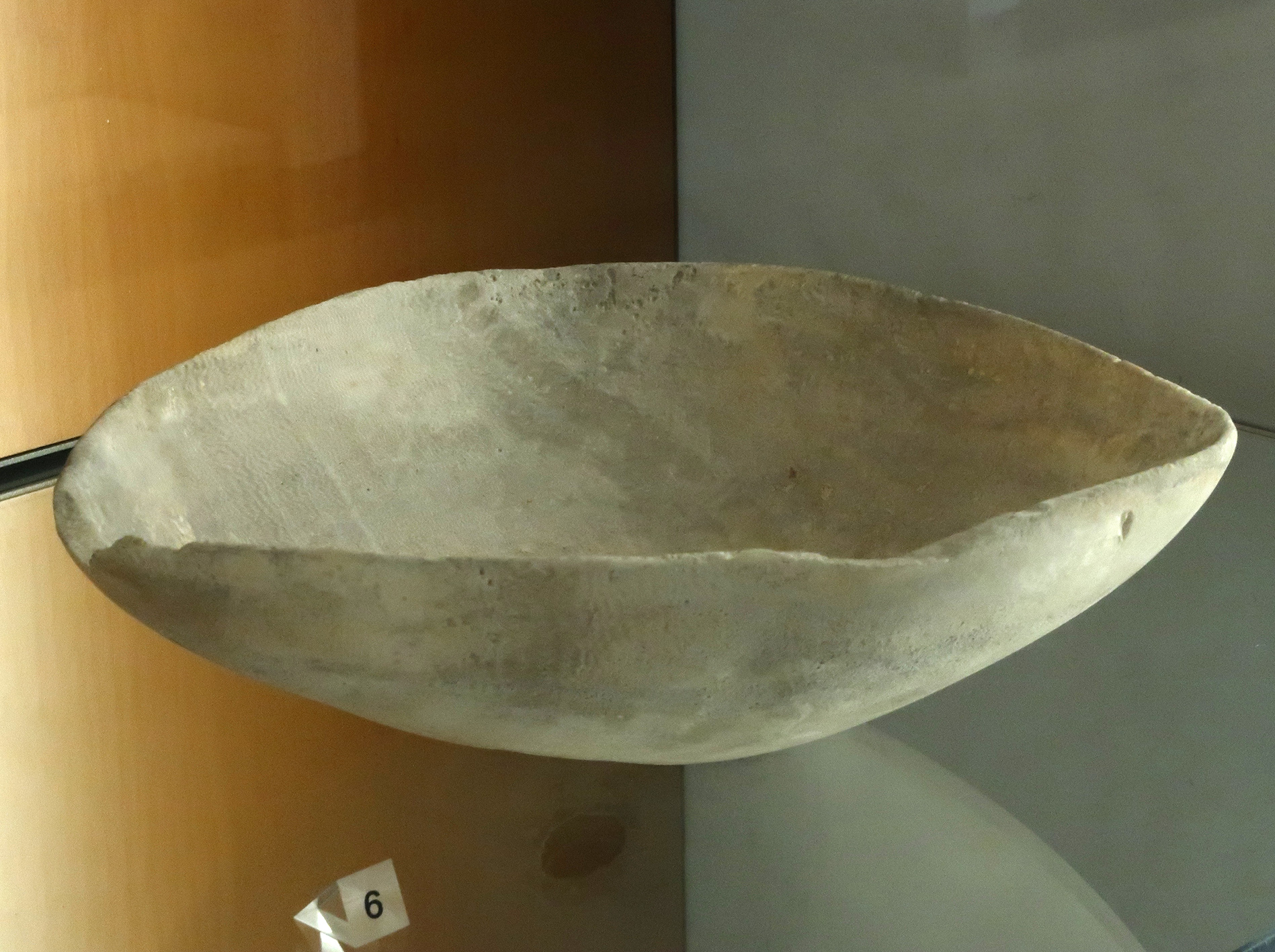
Coupe. Calcite. Longueur 26,5 cm.; largeur 26,7 cm. Période thinite, v.3150 – v.2700
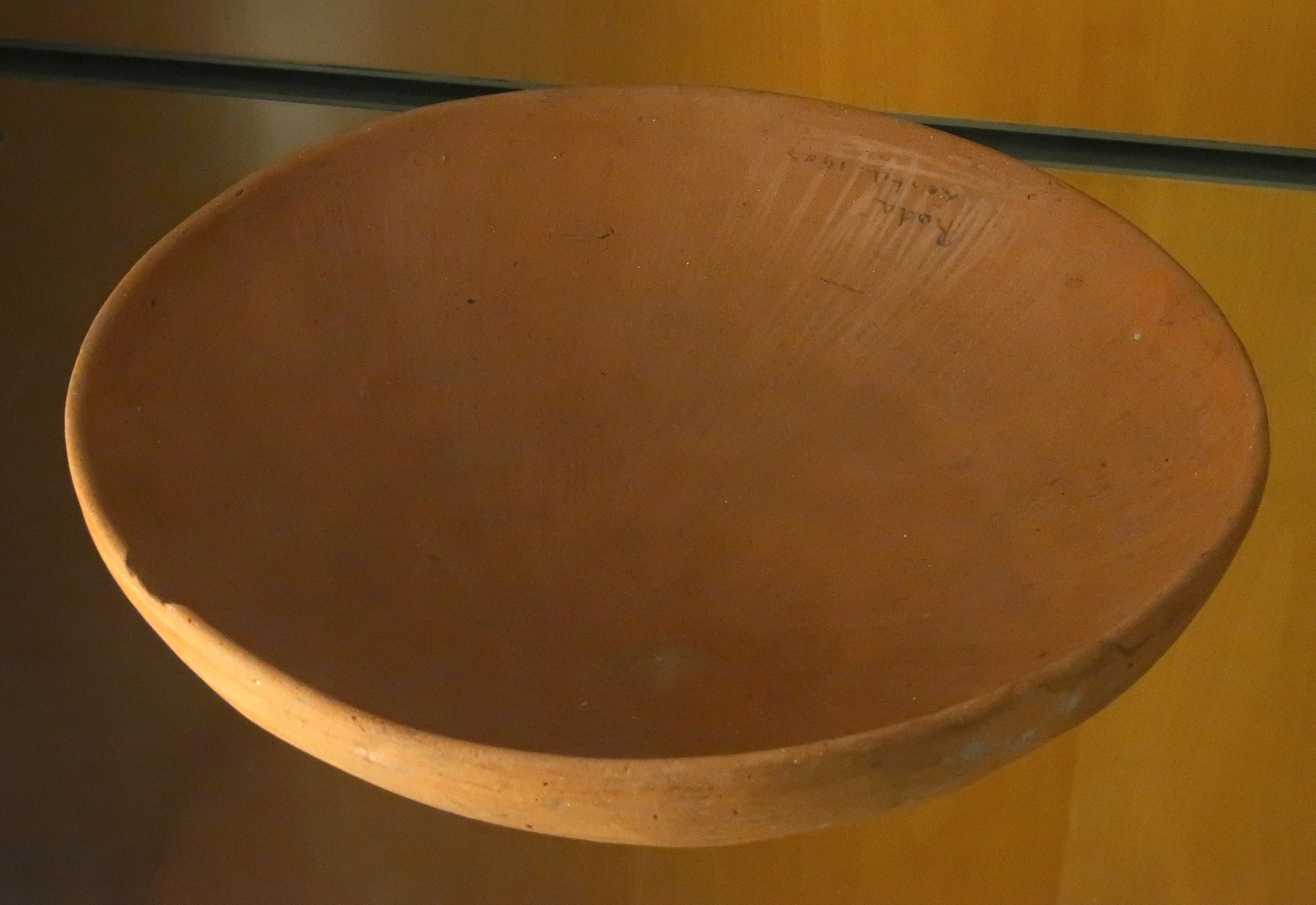
Coupe. Période thinite, v.3150 – v.2700 AEC. Terre cuite tournée (le tour rapide égyptien a été "inventé" à cette époque, parmi les plus anciens au monde), D. 26,1 cm.
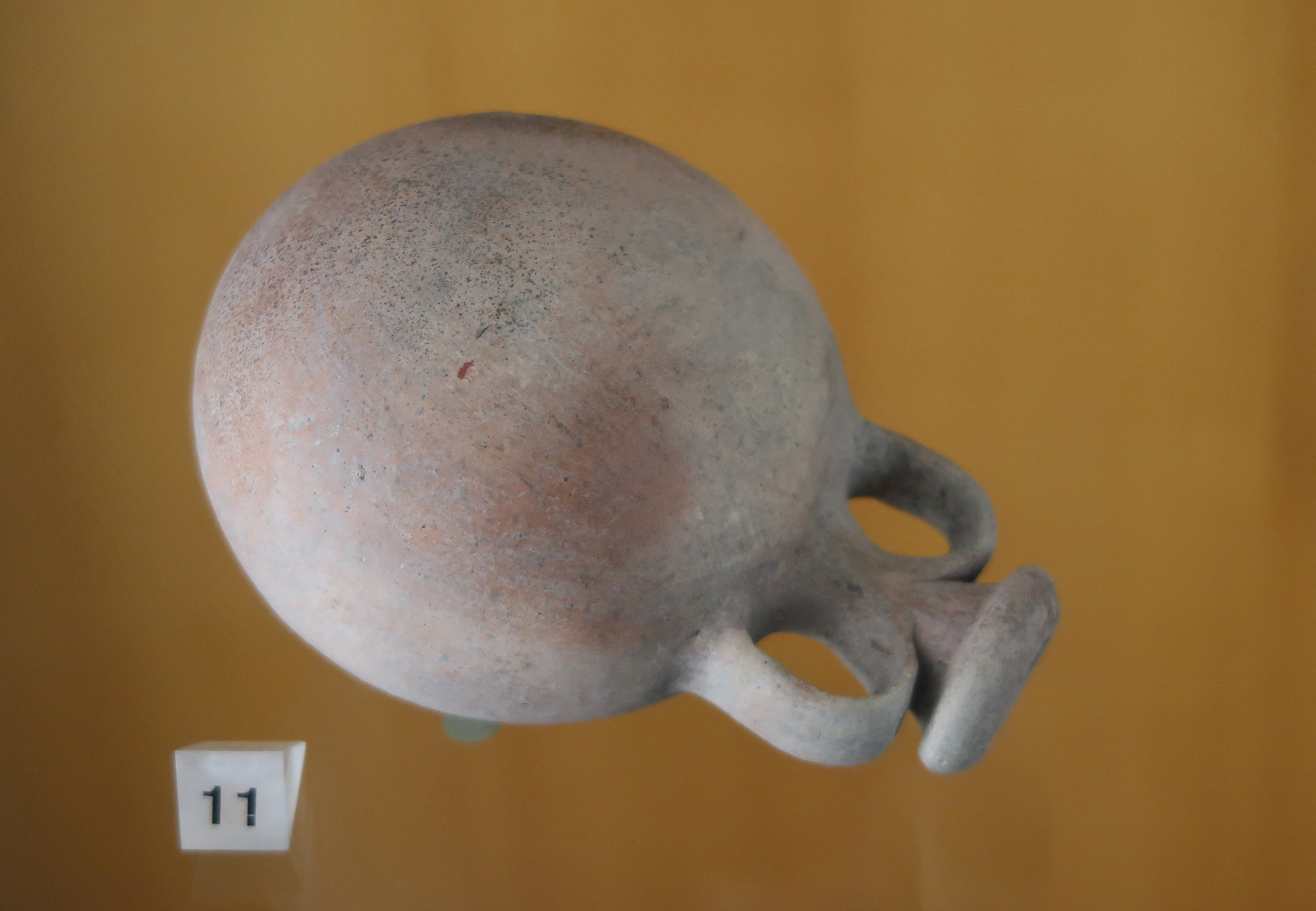
Gourde. Terre cuite tournée, rose sans engobe. D. 9,5 cm. XIXe dynastie, 1296 – 1186 AEC.
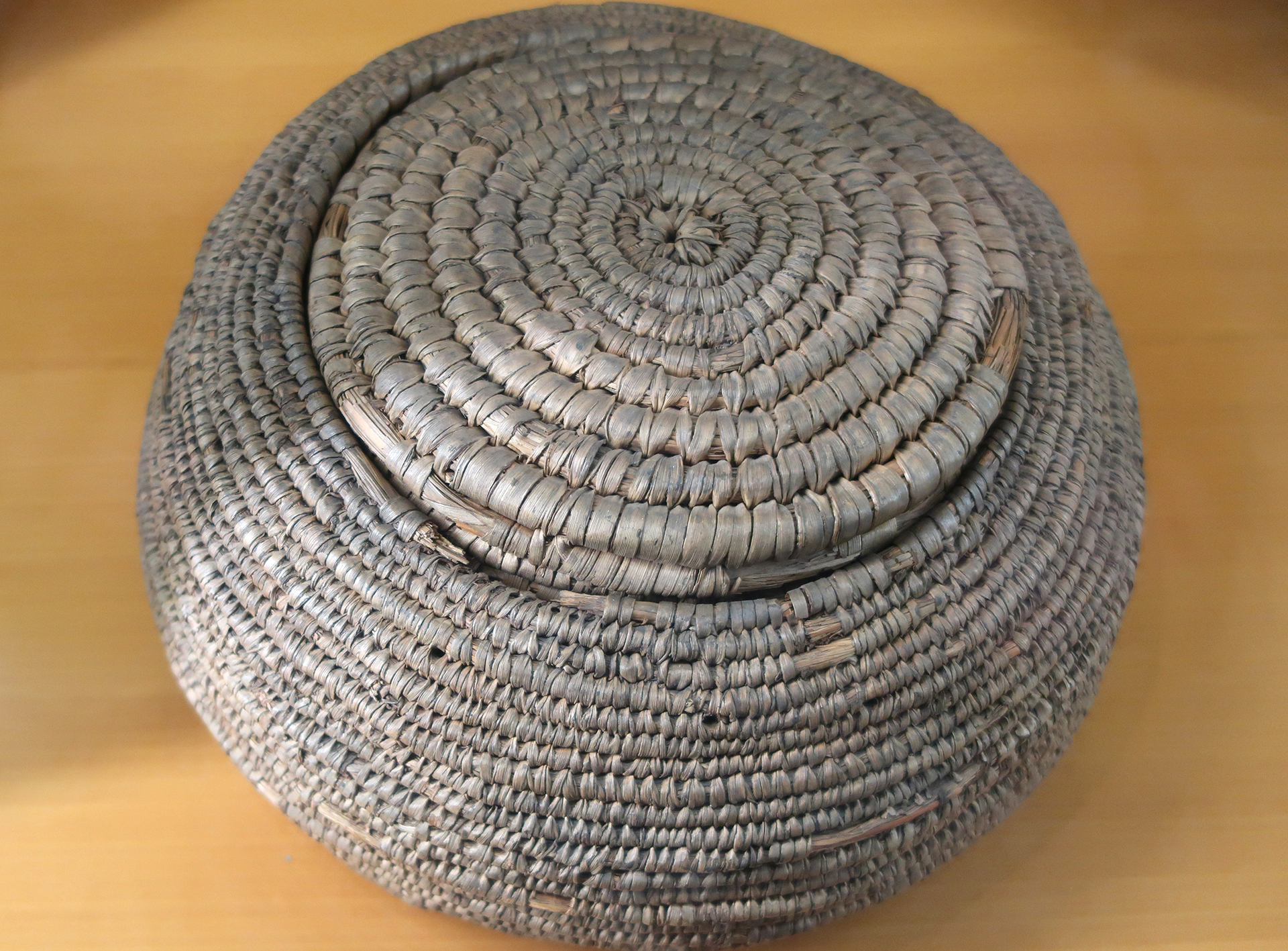
Panier et son couvercle. Nouvel Empire, v.1500 – v.1000. Fibres végétales. D. 19,6 cm.
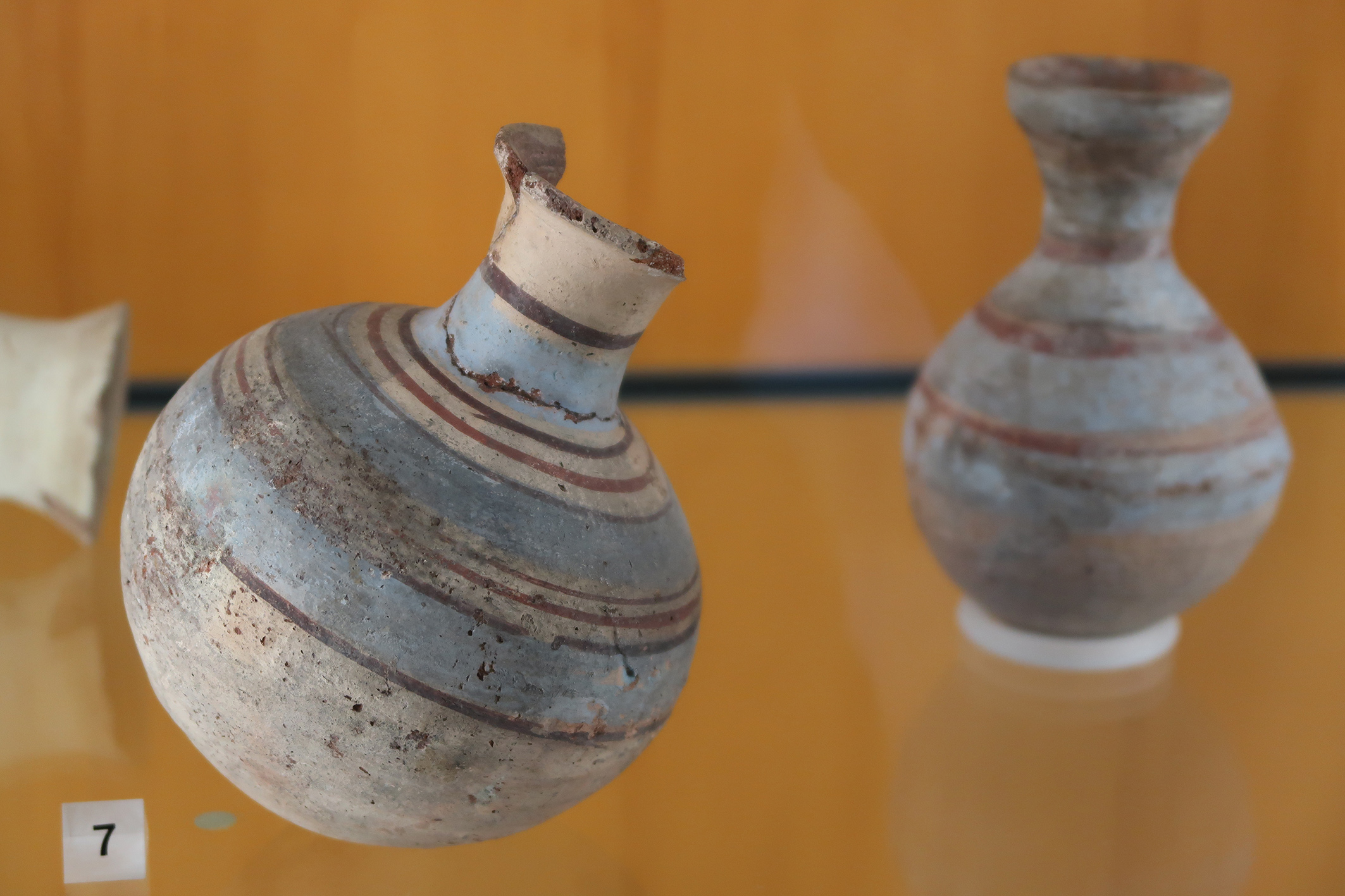
Vases à décor rubané peint. XIXe dynastie, 1296 – 1186 AEC. H 14,3 cm et H. 14 cm

Dans les deux vitrines de droite sont présentés, d’une part, des vases de l'époque protohistorique et prédynastique, et, d’autre part, des vases et d’autres objets (cordes, paniers, fruits séchés) du Nouvel Empire à la Basse Époque.
Dans les deux grandes vitrines qui leur font face, quelques pièces uniques sont présentées, comme la stèle de Nes-Henou, de la IIe dynastie ou la magnifique tête d'homme en bois de la XVIIIe dynastie, qui appartenait jadis à une statuette.
On trouve également des objets du « quotidien », comme des sandales, miroirs, bijoux et même un tabouret.

### Salle 8 - l'Égypte et les Grecs - l'Égypte et Rome
L'influence grecque et romaine dans l'art égyptien se fait particulièrement ressentir dans les œuvres privées, comme en témoigne la série de figurines en terre cuite représentant des dieux égyptiens sous des traits hellénisants, et dans la vitrine de gauche, de beaux masques funéraires en plâtre d'époque romaine Face à eux, on trouve aussi cinq stèles funéraires d'influence palmyrénienne des IIe et IIIe siècles de notre ère, découvertes à Coptos.

### Salle 9 - l'Égypte et l'Empire romain - la chrétienté copte

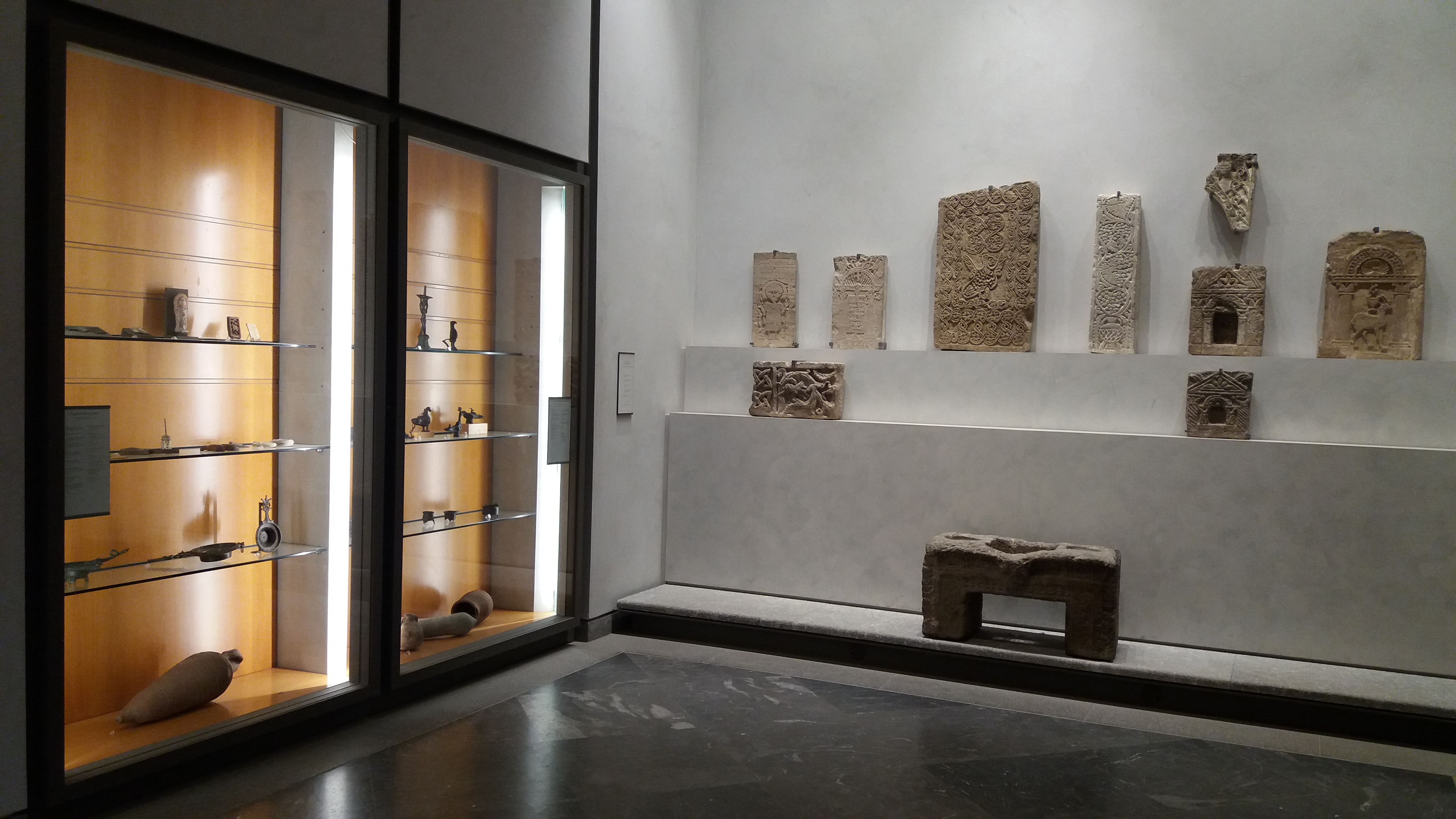
Salle 9

La dernière salle consacrée à l’Égypte antique est consacrée à la période copte avec une série des bas-reliefs, des patères, et, quand les conditions d’exposition le permettent, plusieurs tapisseries et tentures, dont un fragment du célèbre « châle de Sabine ».

## Pièces importantes de la collection
Le site du musée offre une sélection dont la présentation est particulièrement soignée.
Les pièces majeures des collections d'antiquités égyptiennes peuvent être classées de manière thématique : 

### Divinités et croyances

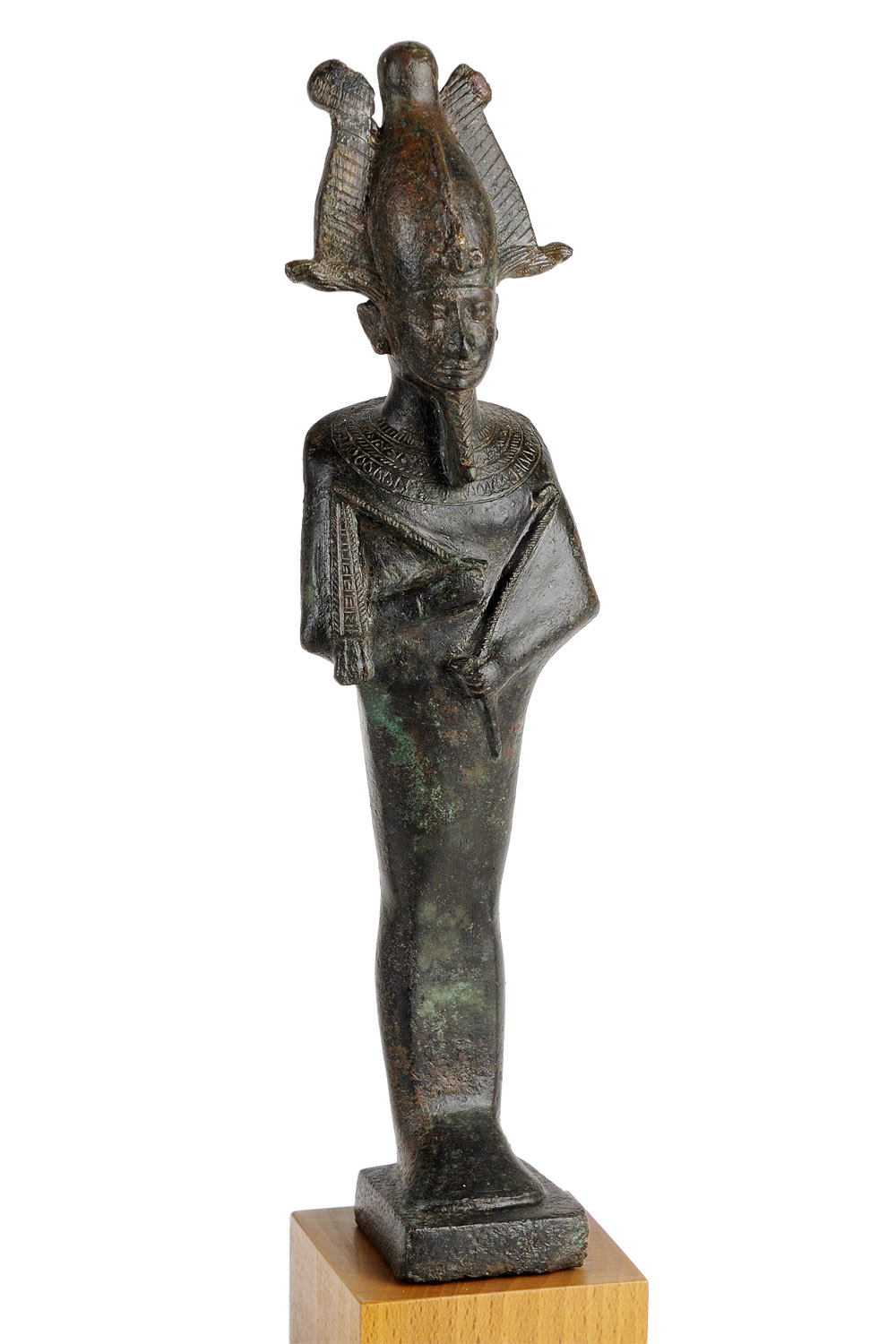
Figurine d'Osiris en bronze

#### Figurine d'Osiris en bronze
La statuette montre le dieu Osiris debout. Roi mythique qui subit le martyre, son corps étant démembré, il est le dieu par excellence de l'espérance en une vie après la mort grâce à la momification et aux rites funéraires.
Son corps est enserré dans la gaine des bandelettes de momification. Seules ses mains et sa tête apparaissent distinctement. Dans les peintures, ses chairs sont parfois vertes comme la végétation ou noires comme le limon fertile du Nil, la renaissance agraire - de la graine à la plante porteuse d'épis - étant le principal bienfait d'Osiris attendu par l'ensemble du peuple égyptien. Il tient les insignes du pouvoir royal : le sceptre Héqa et le flagellum Nekhekh, car il est le chef des morts. Il est coiffé de la couronne solaire Atef (composé de la tiare de Haute-Égypte et de l'uraeus - le cobra femelle qui protège contre tout ennemi - et de deux hautes plumes au-dessus de cornes de bélier horizontales).
Cette statuette, datée de la XXXe dynastie (dernière dirigée par des pharaons égyptiens), témoigne de la permanence du culte jusqu'aux périodes tardives. Le culte osirien, actif depuis le XXVe siècle avant notre ère, durera jusqu'au VIe siècle de notre ère, quand fermera vers 530 le temple d'Isis de l'île de Philæ, le dernier d'Égypte, fermeture ordonnée par l'empereur Justinien.

### Pharaon

#### Portes du temple de Médamoud

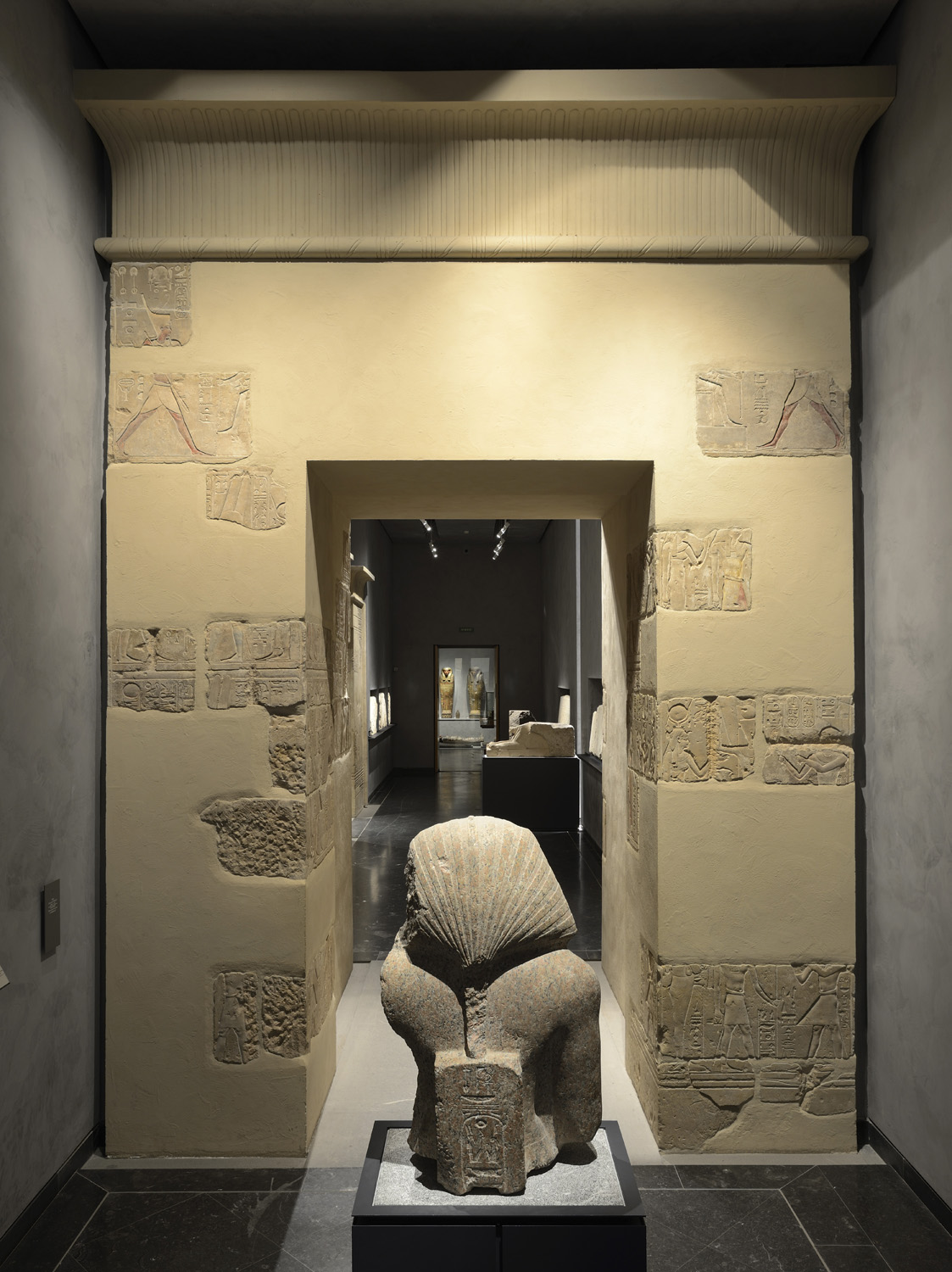
Porte édifiée sous Ptolémée III. IIIe siècle AEC
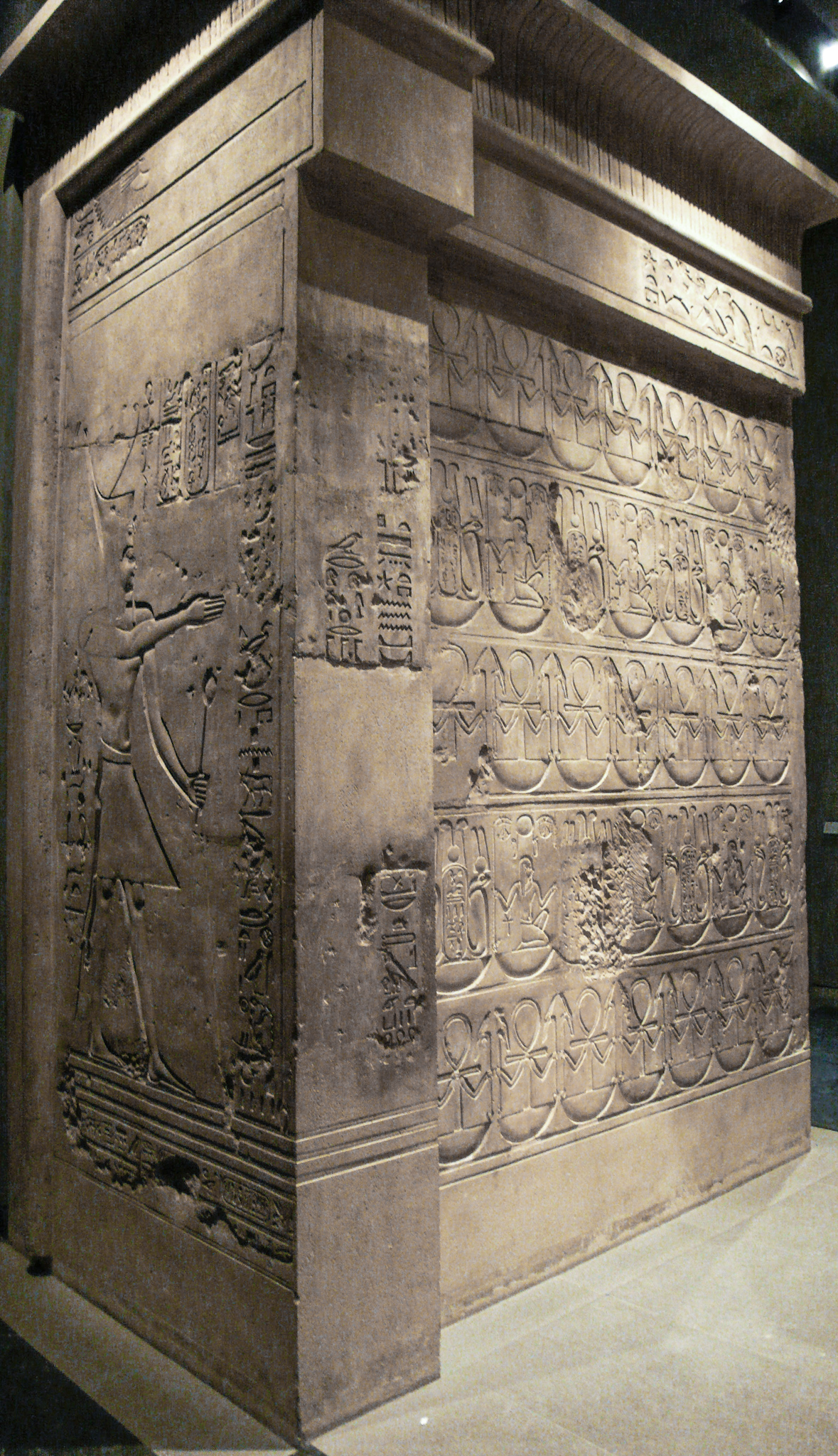
Porte édifiée sous Ptolémée IV. Façade extérieure et passage
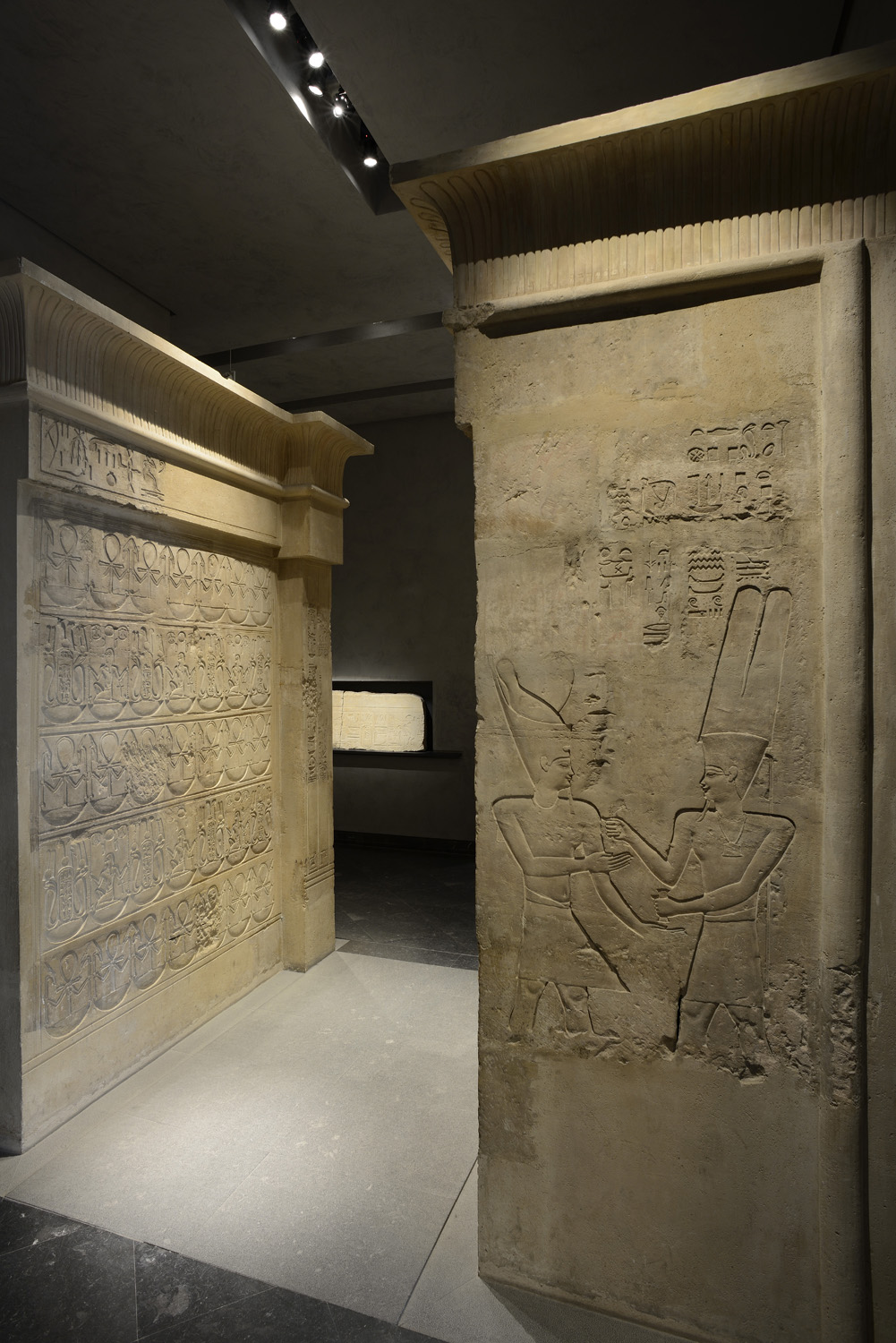
Porte édifiée sous Ptolémée IV. Passage et face tournée vers l'intérieur du temple

Ces deux portes, l'une réalisée sous Ptolémée III (reconstituée partiellement) et l'autre sous Ptolémée IV (presque intégrale) sont des éléments de temples égyptiens, une architecture couverte de figures, de hiéroglyphes et de signes, aux lieux stratégiques. La technique de relief employée est celle du relief en creux.
Certains reliefs de la porte édifiée sous Ptolémée III ont gardé des traces des couleurs d'origine. Elle est principalement ornée de scènes rituelles d'offrandes, ce qui suggère qu'elle marquait probablement l'entrée de la salle des offrandes, précédant une petite salle, l'espace le plus sacré du temple, qui abritait la statue du dieu.
Quant à la porte édifiée sous Ptolémée IV, elle n'aurait pas été achevée ; certaines parties sont restées inachevées. Par ailleurs, des parties manquantes ont été restituées par un dessin au trait lors de la reconstitution dans le musée.
Côté façade, vers l'extérieur, le roi Ptolémée IV s'adresse à la divinité avant de pénétrer dans le temple ; à gauche coiffé de la couronne rouge, il officie pour le Nord (Basse-Égypte), et à droite coiffé de la couronne blanche, il officie pour le Sud (Haute-Égypte).
Le passage est simplement décoré de deux frises alternées de signes monumentaux symbolisant la longévité du règne. On peut reconnaître le signe ânkh (« vie »), muni de bras et posé sur une corbeille. Il tient de chaque côté un sceptre ouas, symbole du pouvoir.
Sur la face tournée vers l'intérieur du temple, cette porte montre le roi coiffé du pschent. Il reçoit du dieu Amon le khépesh (cimeterre à tête de bélier, symbole de la victoire, mais dont la lame a disparu ici), destiné à sa lutte contre les ennemis du dieu et de l’Égypte, et l’étui-mekes (contenant un papyrus), symbole de la transmission du pouvoir divin.

#### Fragments d’un linteau de porte: scène de «montée royale» vers la déesse Ouadjyt, dans le royaume du Nord

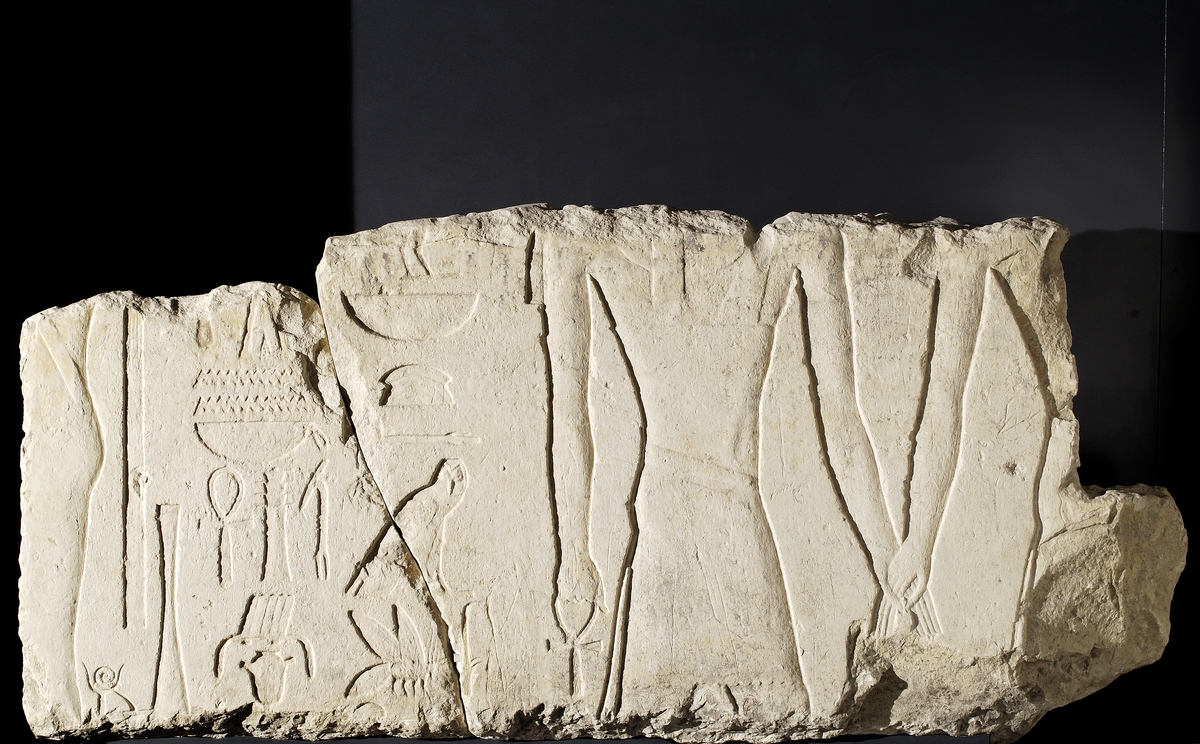
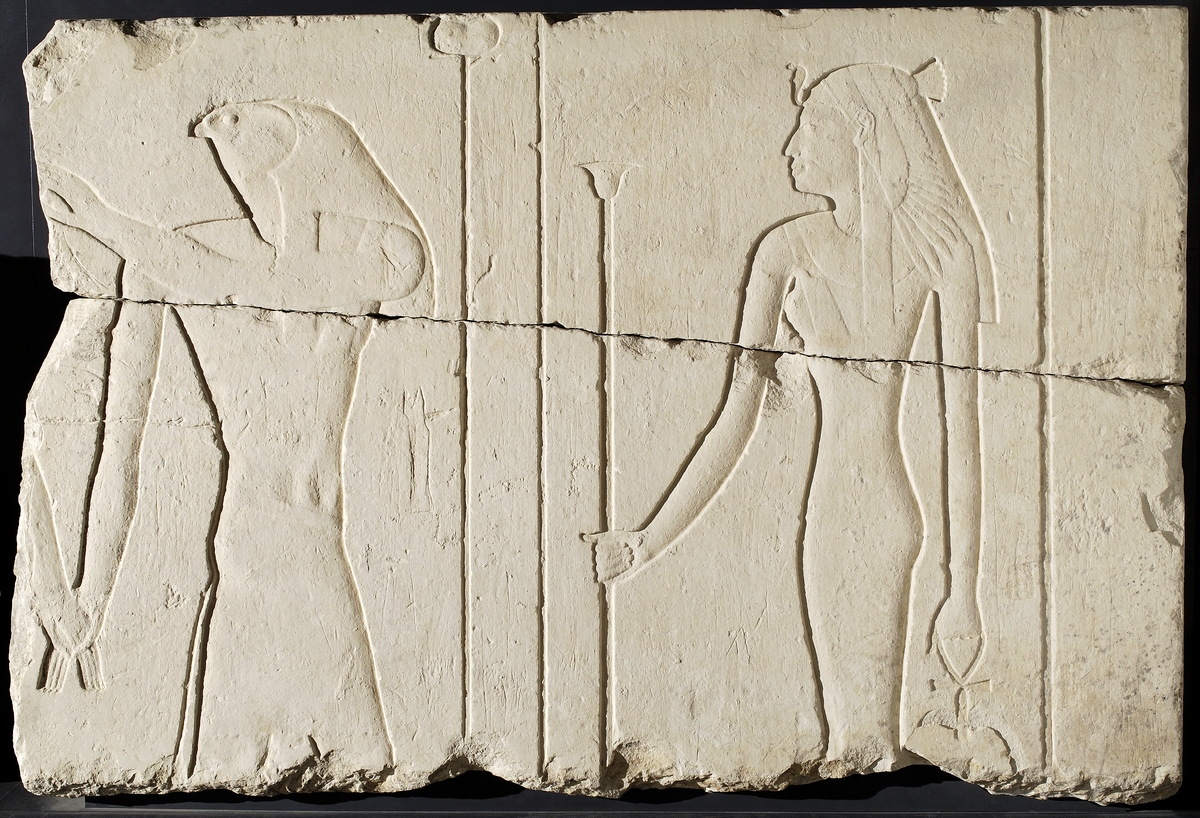

Ces fragments évoquent le pharaon en tant que roi de Haute et Basse-Égypte. Ils appartenaient à la porte monumentale d'un des plus importants sanctuaires de Haute-Égypte, à l'apogée du Moyen Empire. Une porte monumentale dans l'Égypte pharaonique est une construction qui offre un passage sur plusieurs mètres. Elle est couverte de reliefs en creux. Le pharaon qui a fait bâtir ce monument y est représenté, il s'agit de Sésostris Ier, un grand bâtisseur.
Sur le bloc de droite, la déesse tutélaire (protectrice) de Basse-Égypte, Ouadjyt, tenant le sceptre en forme de papyrus et la croix de vie, Ânkh, accueille le pharaon, Sésostris Ier (v 1962-1917 AEC). Sur le bloc de gauche, il en subsiste une partie du corps et les mains ont été préservées. Il est conduit par deux génies à tête de faucon, génies de l'antique cité de Pê (Bouto), en Basse-Égypte.
Cette scène appartenait à la paroi gauche de la porte. Une scène similaire devait se trouver sur la paroi droite pour le royaume du Sud, la Haute-Égypte. La porte donnait accès au temple du dieu de la fertilité et de la reproduction, Min. Ce dieu était vénéré à Coptos depuis la période prédynastique égyptienne.
Seuls quelques fragments dont font partie ces deux blocs de murs ont été découverts. Ils étaient remployés dans un autre bâtiment d'époque romaine. Néanmoins ils ont permis de reconstituer intellectuellement la composition et la position de ce bâtiment dans l'espace, par comparaison avec d'autres scènes similaires sur des monuments conservés.

#### Stèle de Ptahmès, vizir de Thèbes.XVIIIedynastie, règne d'AmenhotepIII

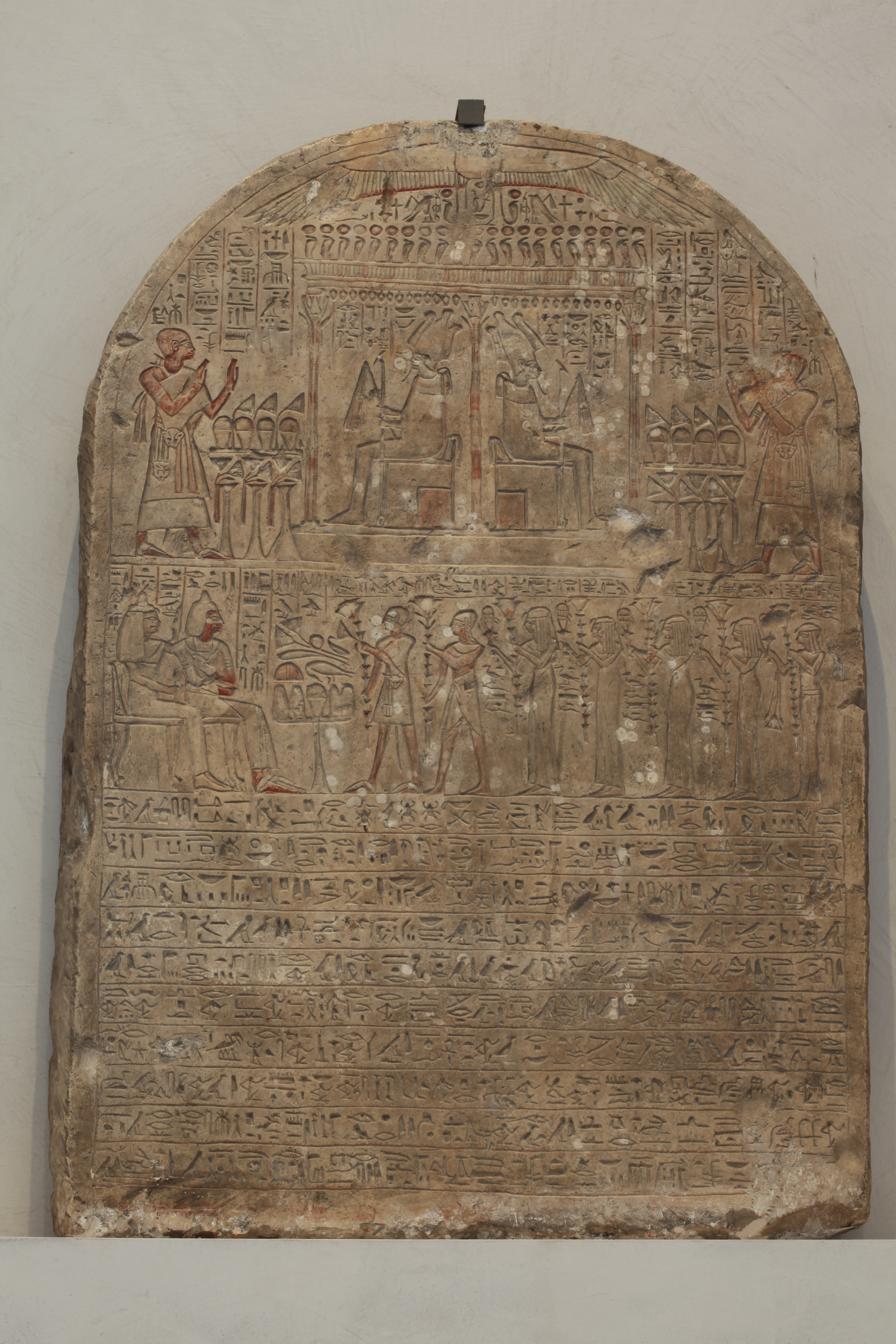
Calcaire peint, H. 86 cm.

Cette modeste stèle de calcaire, en forme de porte, évoque la mémoire d'un des plus hauts dignitaires de l'Égypte, le vizir de Thèbes. Il a vécu sous le pharaon Amenhotep III (vers 1391-1353), père d'Amenhotep IV (ou Aménophis IV - Akhenaton) et grand-père de Toutânkhamon. Il y a, alors, deux capitales, Thèbes (Égypte centrale) et Memphis (proche du Caire), pour ce pays tout en longueur. Le pharaon est à Memphis, et le vizir à Thèbes, où il assume les fonctions de ce qui serait un genre de premier ministre chargé de l'administration pour le sud du pays.
La stèle est divisée en deux parties, figurées en haut, puis dix lignes de prières en hiéroglyphes. Tout en haut, un disque solaire ailé protège le cartouche du pharaon Amenhotep III. En dessous, à droite et à gauche, le vizir fait ses dévotions à Osiris, assis sous un dais. Au centre, Ptahmès et son épouse reçoivent les hommages de leurs deux fils et cinq filles. La prière de dix lignes hiéroglyphiques invoque les divinités du nord et du sud, et le présente comme un homme irréprochable devant se justifier lors du jugement de son âme. Ce jugement apparaît dans le Livre des morts, composé dès la XVIIIe dynastie.
Ptahmès, n'appartenait pas à l'élite de Thèbes  mais à celle de Memphis. Placé par le pharaon à ce poste, il cumulait non seulement les fonctions de vizir de Thèbes, gouverneur de la cité, mais surtout la principale charge du temple d'Amon, à Thèbes, édifié justement par Amenhotep III et quasi voisin de l'enceinte d'Amon-Rê à Karnak où ce pharaon a fait aussi poser la colonnade centrale de la grande salle hypostyle. Cet ensemble religieux, Thèbes-Karnak, est resté le plus important de l'empire - et s'avèrera un quasi rival des pharaons. Amenhotep III y fit de grands travaux (il est le fondateur des parties les plus anciennes du temple actuel) et les prêtres d'Amon reçurent en dotation, 2 850 kg d'électrum, 2 284 kg d'or, 1 300 kg de bronze et 581 kg de lapis-lazuli. Le fait de placer à leur tête un dignitaire originaire de Memphis n'était, très probablement, pas anodin.

### L'au-delà

#### Cercueils de Dedina et d’Isetenkheb
|  | Les deux faces internes d'un sarcophage peint |

Deux types de cercueils égyptiens sont disposés dans la première salle. Le plus ancien est de forme géométrique et peu coloré, le plus récent se plie à la forme humaine et se couvre de couleurs, tant à l'extérieur qu'à l'intérieur. À la différence du cercueil, le sarcophage, taillé dans la pierre, représentait un très grand luxe de travail qui distinguait l'élite du reste du peuple, mais il contenait aussi un cercueil. Le cercueil de bois contenait la momie du défunt lorsque sa famille pouvait le lui offrir. Celui de Dedina est caractéristique de la période qui va jusqu'au Moyen Empire où l'on voit apparaitre les premiers cercueils anthropomorphiques. Les couleurs vives occupent plus d'espace à partir du Nouvel Empire, surtout à l'époque de Ramsès II, et cela s'accentue à la Basse époque.
Sur le cercueil de Dedina, l'œil-oudjat devait permettre au défunt, enseveli à l'Occident et couché sur le côté, de regarder du côté du soleil levant. Car la course du soleil qui renaît chaque matin à l'Orient, offrait un modèle idéal à la foi égyptienne en une vie après la mort. Aussi, sur le couvercle du cercueil d'Isetenkheb, la déesse du ciel, Nout, tient l'image du soleil au-dessus de sa tête, car si elle est supposée l'avaler chaque soir, elle lui redonne naissance chaque matin. La défunte est assimilée au dieu soleil, Rê, pour renaître comme lui.
La momie d'Isetenkheb était couchée sur le dos, allongée sur l'image du pilier-djed recouvrant le corps momifié d'Osiris. L'érection de ce pilier dans plusieurs villes marquait le triomphe d'Osiris sur la mort. À cette époque il était identifié à la colonne vertébrale d'Osiris. Le mythe d'Osiris, dont le corps fragmenté, avait été rassemblé dans les bandelettes de la momification et qui se redressait avec le pilier-djed, offrait un modèle qui garantissait, tout autant que Nout, un destin en forme de résurrection. Chaque image et sa position par rapport au corps assuraient l'efficacité du rituel funéraire.

#### Serviteurs funéraires: lesouchebtis
|  |  |  |

Ainsi, pour les Égyptiens, dans l'au-delà la vie continue, mais avec ses obligations aussi. Du pharaon au plus humble des Égyptiens, tous étaient contraints d'exercer un travail manuel dans le monde des morts, en vue de fournir les moyens de subsistance requis pour vivre éternellement dans l'au-delà. Si possible, on pouvait s'offrir des substituts magiques qui feraient le travail à votre place. Ces substituts incarnaient donc, en même temps, le maître et son serviteur. Ces figures magiques devaient répondre aux demandes des dieux, pour cette raison ils s'appelaient les « répondants », chouabtis ou ouchebtis.
Dès la fin du Nouvel Empire, ceux qui le pouvaient s'entouraient de 365 chouabtis, un pour chaque jour. Le texte qu'il porte énonce son nom, ses titres, parfois sa filiation. Ainsi le surintendant des bateaux s'appelait Tchaenhebou. Ses chouabtis en faïence égyptienne reflètent le goût de la Basse époque pour cette belle matière colorée, la fritte glaçurée tirant vers le bleu pâle ou bleu-vert (bleu égyptien). Les plus beaux d'entre eux, modelés avec soin, paraissent tendre au portrait, comme ceux d'Amasis, le pharaon de Tchaenhebou.
Quant aux coffets à chouabtis ils apparaissent dès la Deuxième Période intermédiaire et se poursuivent jusqu'à l'occupation hellénistique de la dynastie lagide, et leurs formes, comme leurs peintures ont beaucoup évolué. On ne sait toujours pas pourquoi certains chouabtis devaient ou pouvaient bénéficier de la protection d'un coffret.

### Rites

#### Fragment de stèle au nom de Nes-Henou

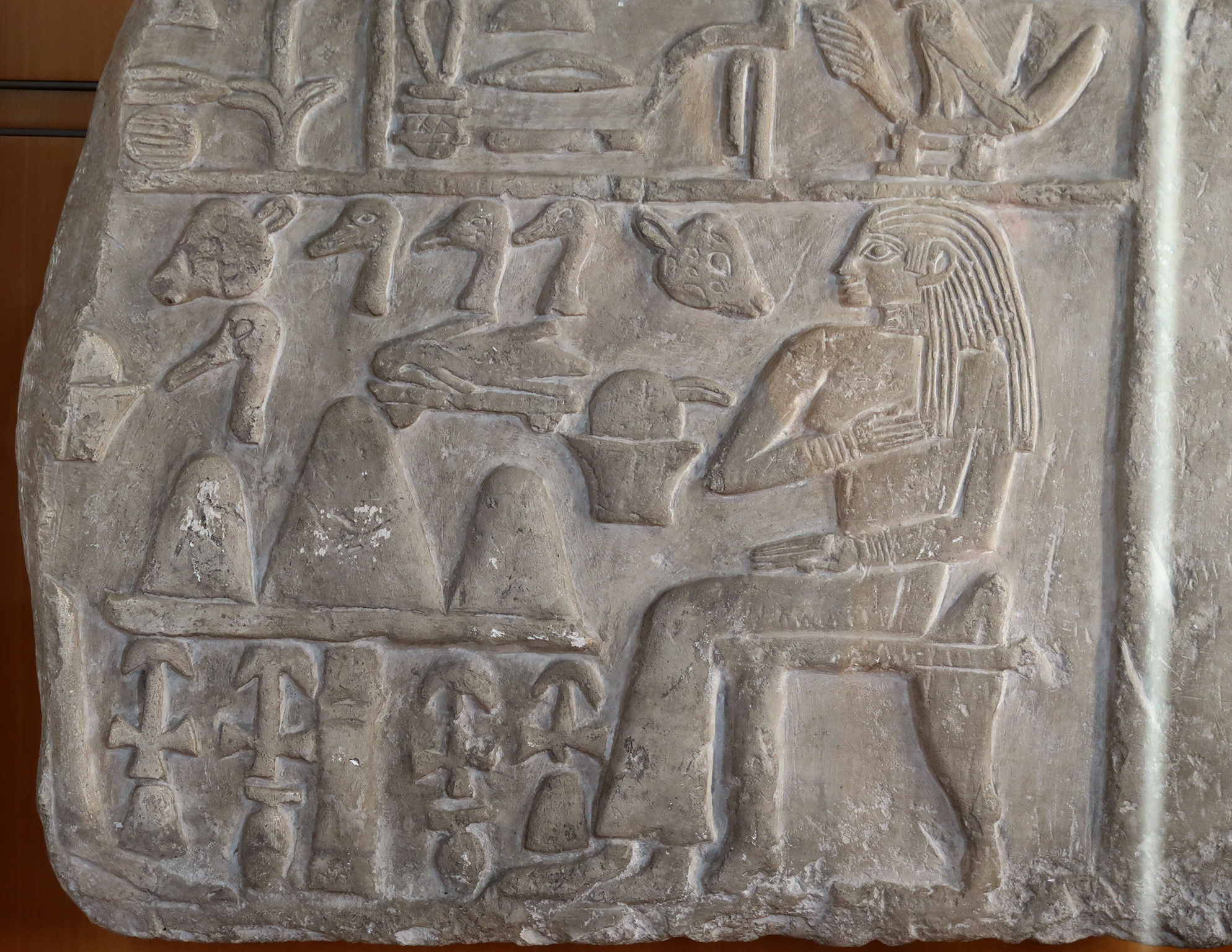
Période thinite, (2925-2700 AEC). Calcaire, H. 34,4 cm.

Sur cette stèle funéraire la défunte est représentée face à son époux. Son nom est indiqué au-dessus d'elle par des hiéroglyphes sous une forme très ancienne, écrits de gauche à droite, tandis que le nom de l'homme se lit de droite à gauche, de l'autre côté d'un trait vertical.
Sur ce fragment il ne reste qu'une jambe de l'époux, à gauche. « La représentation des offrandes figurées par les éléments les plus représentatifs [ici : têtes de veau et d'oie, oie préparée, pains en cônes et cruche de bière] assure aux défunts, perpétués par le nom, de recevoir dans la « demeure d'éternité » toute la nourriture nécessaire à leurs besoins dans l'autre monde, au cas où le culte funéraire ne serait plus assuré. » Les signes visibles sous la table multiplient les offrandes par milliers, afin que l'acte d'offrande puisse être répété éternellement.
Ce fragment de stèle funéraire est entré au Musée Guimet de Lyon en 1885. L'origine exacte reste actuellement inconnue.
À la IIe dynastie apparaissent les conventions qui deviendront le style égyptien. L'écriture se codifie. Les signes prennent leur place au sein des images. Les signes hiéroglyphiques s'organisent en quadrats et les limites des lignes sont tracées. D'autre part, la gravure en bas-relief témoigne de l'habileté du sculpteur à venir à bout de la taille d'un dessin complexe et du retrait de toutes les parties qui ne sont pas le motif, pour faire apparaître celui-ci sur un plan en retrait.

#### Statue funéraire d'un couple anonyme

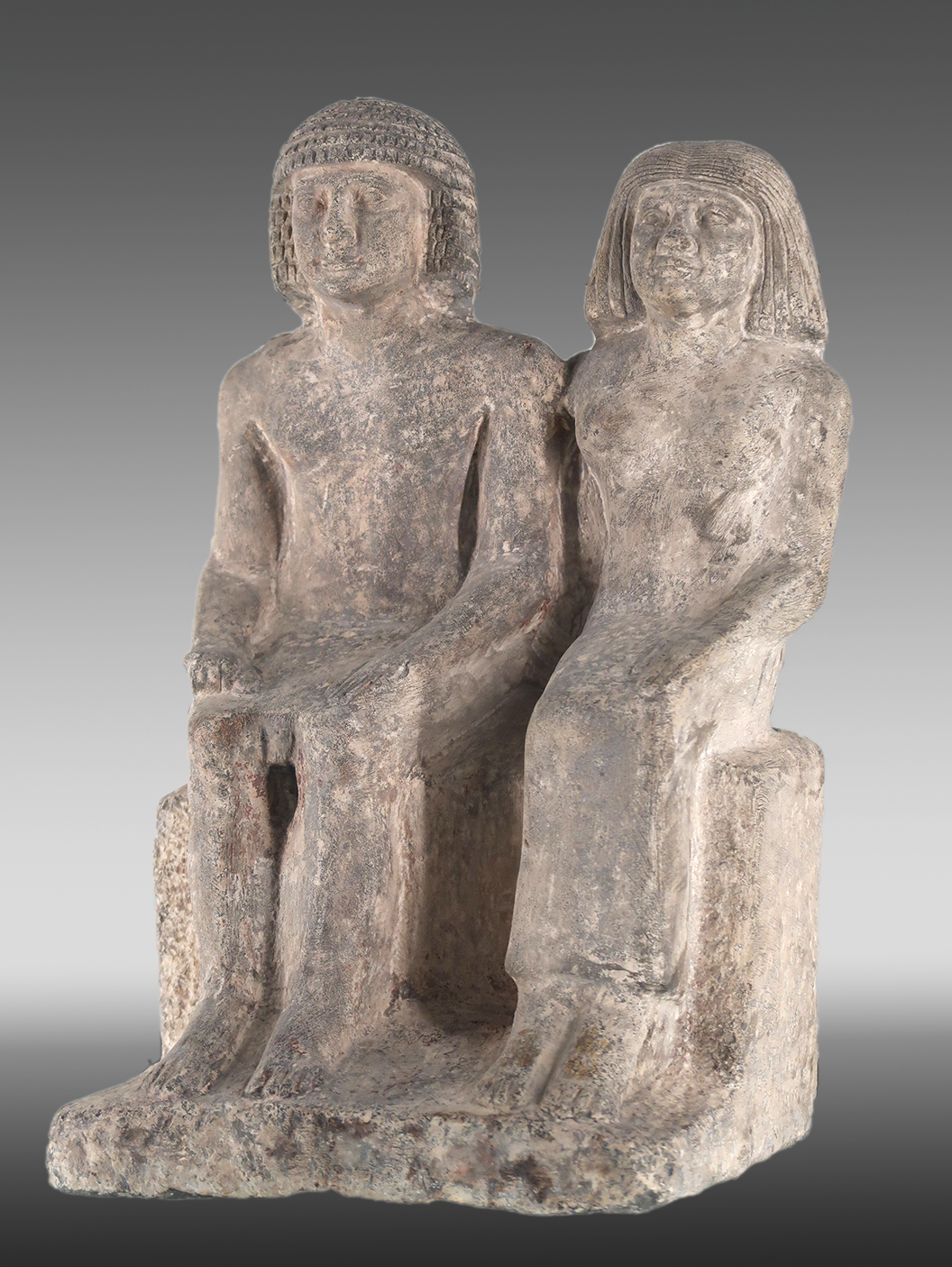
Couple anonyme.. Calcaire, H. 36 cm.

Dès l'Ancien Empire la famille voit son image valorisée. Parmi les statues funéraires on rencontre ainsi de nombreux couples qui nous offrent quelques indices sur la place de chacun. Dans le groupe de Lyon, la femme, placée légèrement en retrait de l'homme et à sa gauche, passe son bras sur l'épaule de l'homme, suivant la tradition qui avait court à cette époque. Avec la IVe dynastie les visages sont assez clairement des portraits, le reste du corps n'est pas caractérisé. Ici la femme porte une jupe longue. Ses cheveux encadrent son visage, tandis que l'homme porte une perruque aux petites boucles serrées et un pagne court.
Ces statues avaient la fonction de substituts des défunts. Elles étaient placées dans la chapelle du mastaba. Considérées comme vivantes, elles recevaient donc des offrandes lorsqu'on venait les visiter. Les offrandes alimentaires étant indispensables à la vie dans l'au-delà.

#### Fragment de bas-relief funéraire: Prêtre soutenant la momie du défunt

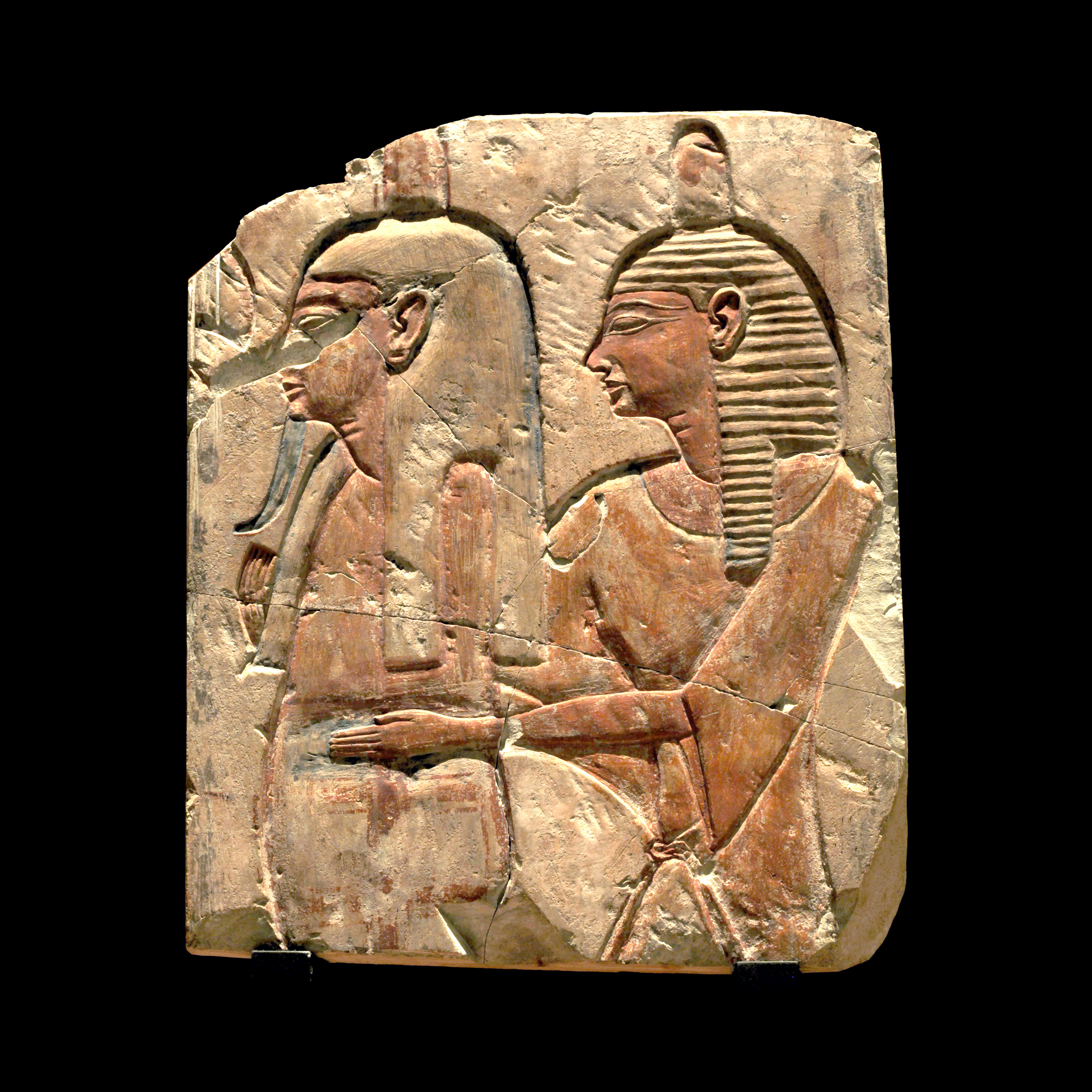
Fin Nouvel Empire,, v. 1190-1070. Calcaire peint. H. 31 cm.

Ce fragment semble bien provenir d'une tombe thébaine. Il représente un moment essentiel du rituel funéraire, lorsque l'on redonne au mort l'usage de ses sens. Devant l'entrée de la chapelle funéraire, le prêtre effleurait avec divers instruments les yeux, le nez, la bouche et les oreilles en récitant des formules rituelles. Ici un prêtre soutient la momie comme s'il était son fils, lors de cette cérémonie. Chacun porte un cône parfumé sur la tête. Le défunt a le visage caché par un masque funéraire à barbe postiche.
Le calcaire peint conserve une partie de ses couleurs, ainsi les perruques apparaissent avec de faibles traces du bleu d'origine. La pierre a été sculptée suivant la technique du relief en creux qui était la pratique dominante au Nouvel Empire, alors que le bas-relief était de tradition, et bien plus laborieux, depuis les premières dynasties, comme sur le fragment de stèle au nom de Nes-Henou.

### Vie quotidienne

#### Vases à colerette, peints en filet

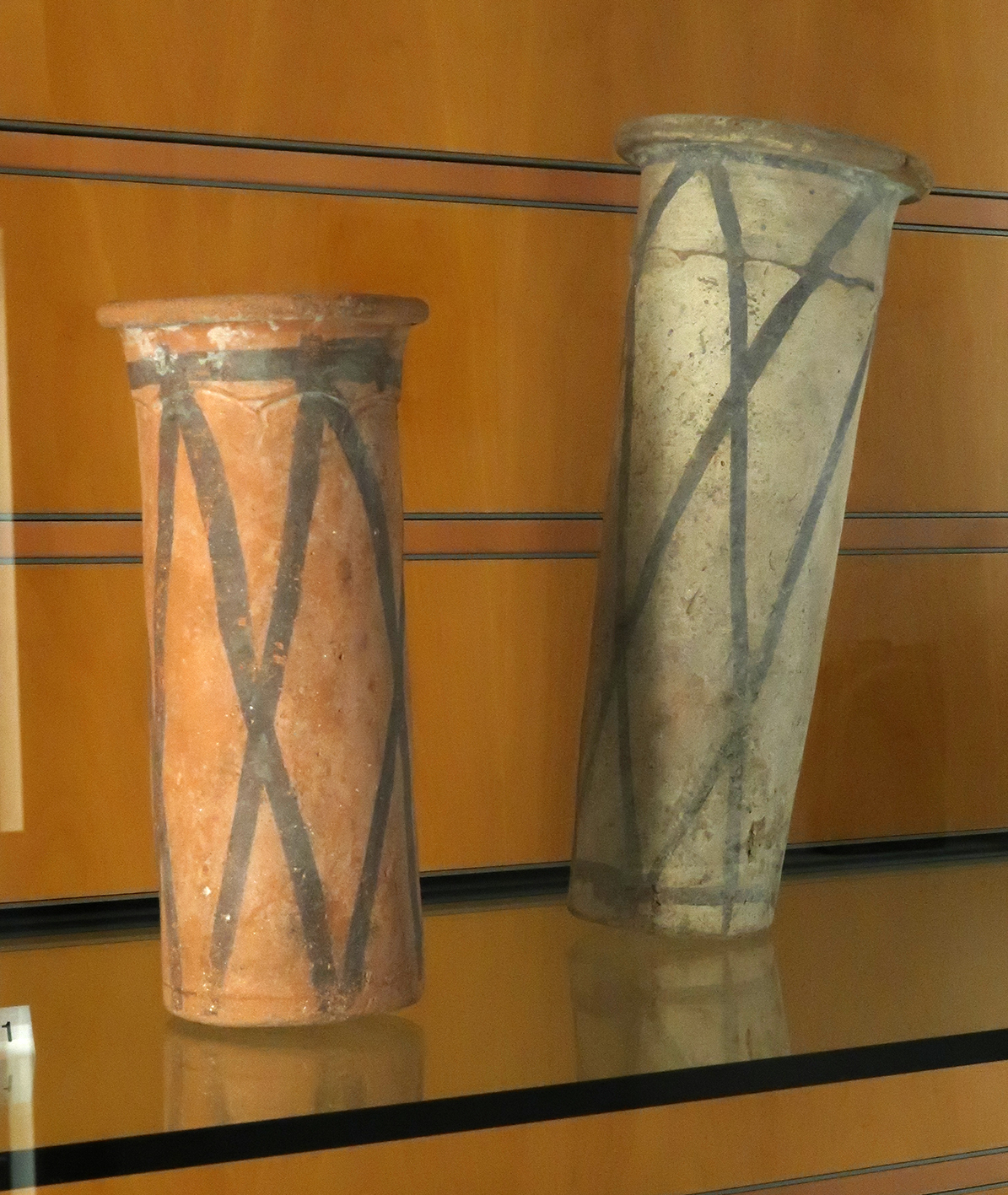
Vases cylindriques.. H. 21,8 à g. Vers 3500-3100 AEC

À la fin du Néolithique, le Sahara subit une sécheresse accrue, les chasseurs-pasteurs se sont regroupés dans la vallée du Nil, et l'agriculture y devient la source d'alimentation principale. Les céréales sont rassemblées dans des greniers collectifs contre les rongeurs. Elles sont redistribuées ensuite ; on voit alors apparaître les indices d'une élite dans le matériel funéraire et dans le regroupement de certaines tombes "riches", alors qu'auparavant les pasteurs-chasseurs de Nagada I semblent vivre dans une société égalitaire. Ces tombes, creusées dans des zones déjà désertiques, ont ainsi préservé des formes anciennes de céramique égyptienne, majoritaires dans les tombes.
Au musée, les deux grands gobelets cylindriques montés au colombin (le tour de potier n'existe pas encore), sont ornés d'une ligne de petits arceaux et de larges bandes peintes, ou "filets", des lignes entrecroisées et une ligne sous la colerette. Ces lignes pourraient évoquer les cordes du filet qui permettait de les transporter.
Les récipients funéraires contenaient en général des aliments offerts au défunt. Quelques-uns contenaient même les premières hachettes de cuivre en Égypte.

#### Palette à fard en forme de tortue Trionyx du Nil

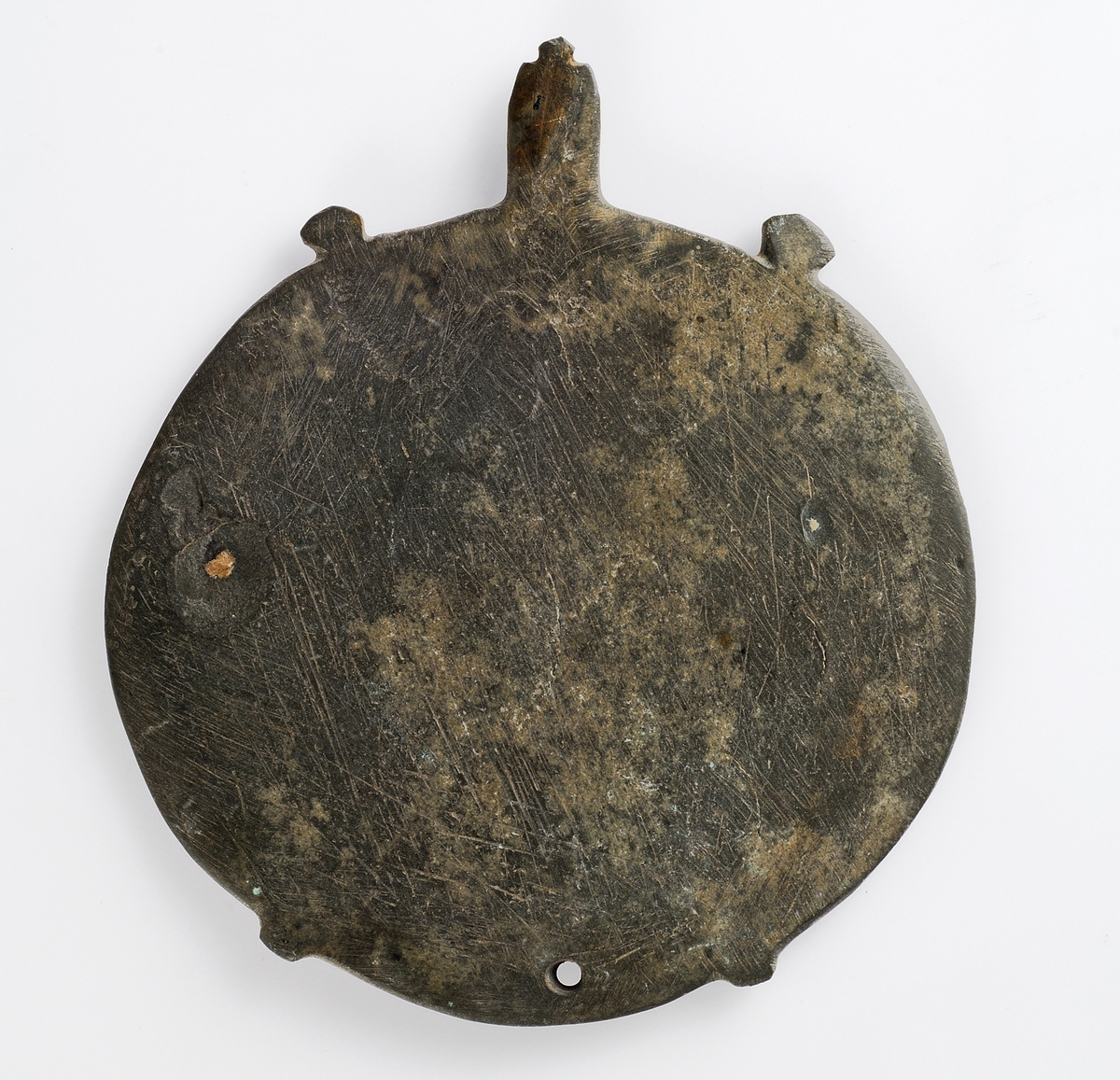
Schiste. D. 7,9 cm., v. 3500-3100 AEC

Provenant de la même culture que les deux vases cylindriques, cette palette à fard était un objet que l'on portait suspendu par un lien, en corde ou en cuir, passant par le petit trou opposé à la tête de la tortue. Le schiste se travaille facilement et offre une surface qui permet de réduire en poudre, par frottement, les matières colorantes, minerais et autres. Cette palette en porte les traces. On a d'ailleurs retrouvé des traces de couleurs sur d'autres palettes : noir, rouge et surtout vert. L'usage de ces matières permettait de prévenir l'apparition de maladies tout en offrant la possibilité à chaque groupe, voire à chaque individu, de se distinguer par des décors corporels.
Les palettes à fards de cette culture, d'abord de forme géométrique, ont pris la silhouette des animaux des environs du Nil à cette époque : poissons, oiseaux, tortues et antilope. Ici la tortue molle du Nil.

#### Modèle représentant une scène de traite

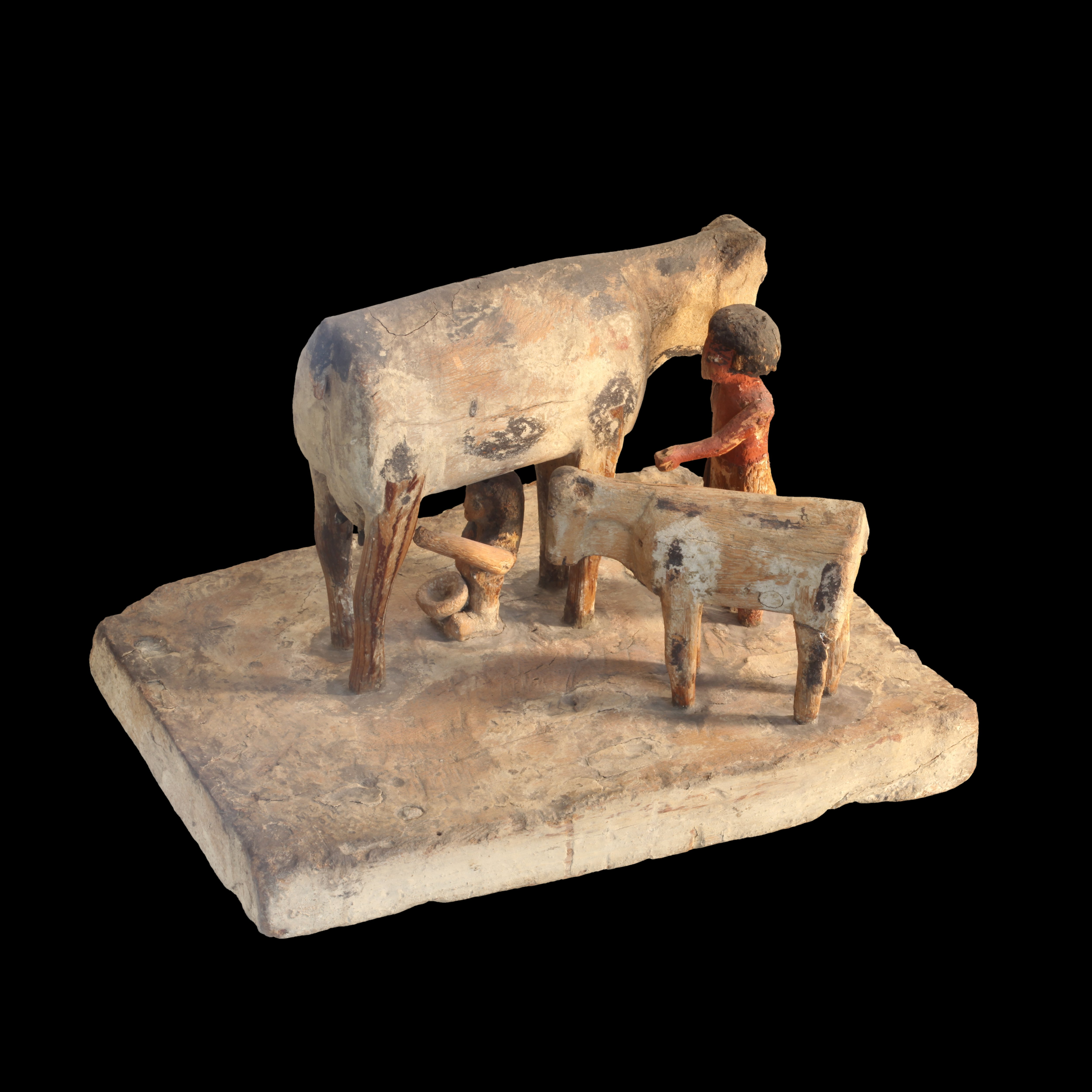
Bois stuqué et peint,. Moyen Empire

Dans l'autre-monde, le défunt continue de « vivre ». Pour cela, entre la fin de l'Ancien Empire et la fin du Moyen Empire (ici, fin de la XIe - début de la XIIe dynastie ; vers 2000-1900 AEC), on disposait dans sa tombe tout ce qui pouvait lui être nécessaire sous forme de statuettes en bois stuqué et peint. Les aliments, leur production apparaissent constamment sous forme de petites scènes.
Pour les anciens Égyptiens, le lait était un aliment essentiel. Ici, la femme est en train de traire la vache, tandis qu'un homme retient le veau. On peut remarquer aussi que la couleur distingue la femme, plus claire que l'homme, comme ce fut le cas aussi en Grèce et en Chine.
Les égyptologues appellent ces objets des « modèles », qui représentent des scènes de la vie quotidienne d'alors. Ce peut être des scènes en lien avec la vie de l'élite, à différents niveaux de pouvoir, les plus modestes étaient enterrés avec peu d'offrandes. Parmi les sujets les plus représentés, avec les travaux agricoles on rencontre éventuellement la scène du maître et ses serviteurs, mais aussi des embarcations pour naviguer sur le Nil, ou bien des porteurs et porteuses d'offrandes. Certains de ces modèles se distinguent par leur attachement aux petits détails qui faisaient partie du quotidien de ces élites et étaient reproduits avec soin. Beaucoup offrent, comme ici, une belle simplicité, efficace.

#### Tête de jeune homme

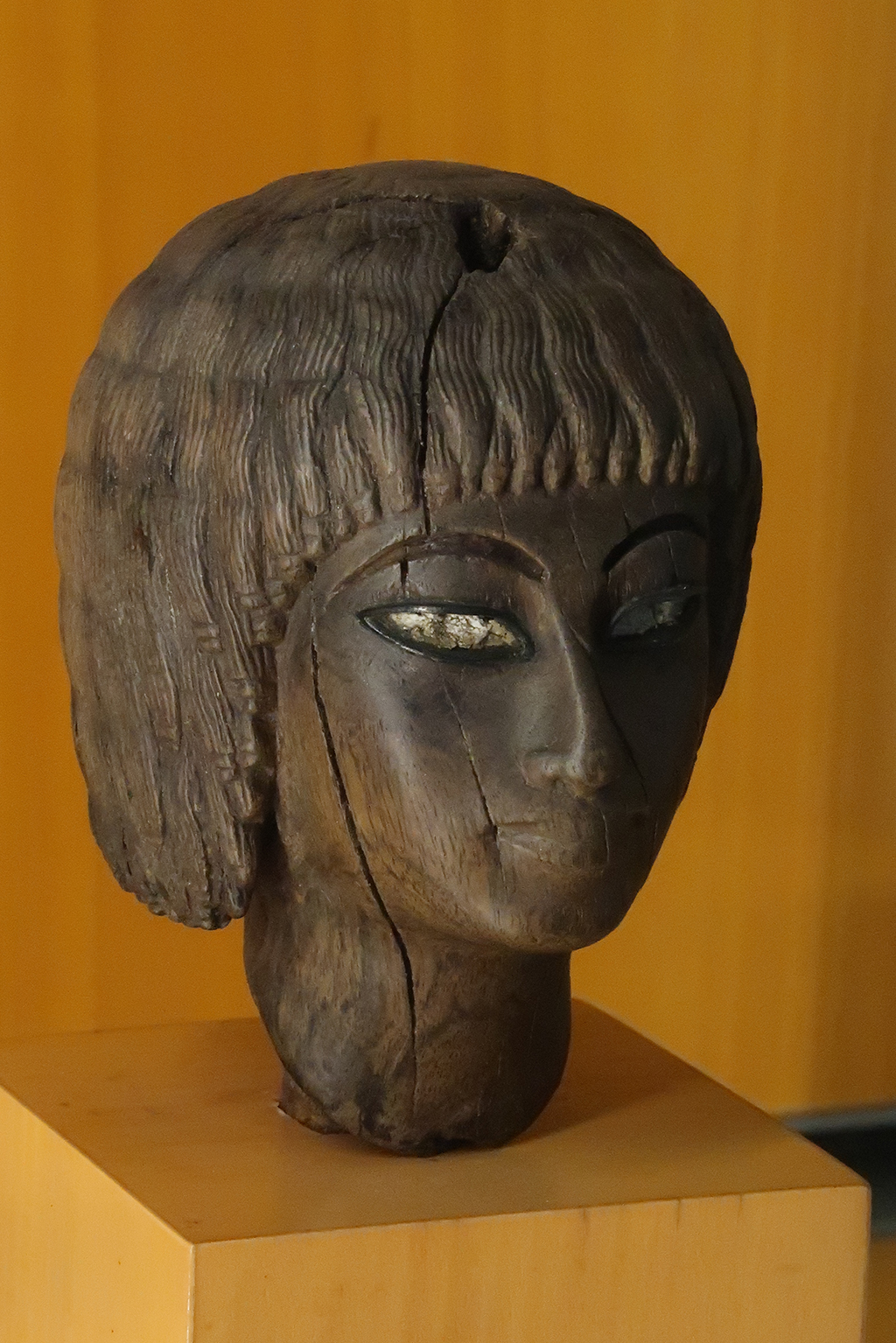
Tête d'homme. Nouvel Empire, fin de la XVIIIe dynastie, v. 1400-1300. Bois incrusté. H. 8,9 cm.

L'origine de cette belle sculpture est inconnue. Elle est en bois sombre : l'ébène des pharaons. À la base du cou, un tenon carré laisse supposer qu'elle aurait pu s'adapter à une statue.
Hommes et femmes de l'élite de l'ancienne Égypte avaient le crâne rasé sous une perruque. Les paysans étant rasés ou les cheveux très courts.
Ici, la perruque courte est divisée en mèches ondulées, maintenues par des perles doubles. Les grands yeux étirés sont encore, en partie, incrustés de bronze pour les sourcils et le trait de fard sur les paupières. Les restes d'une pierre blanche marquent le blanc des yeux ; les pupilles ayant disparu.

### Époques romaine et copte

#### Masque funéraire d'une femme

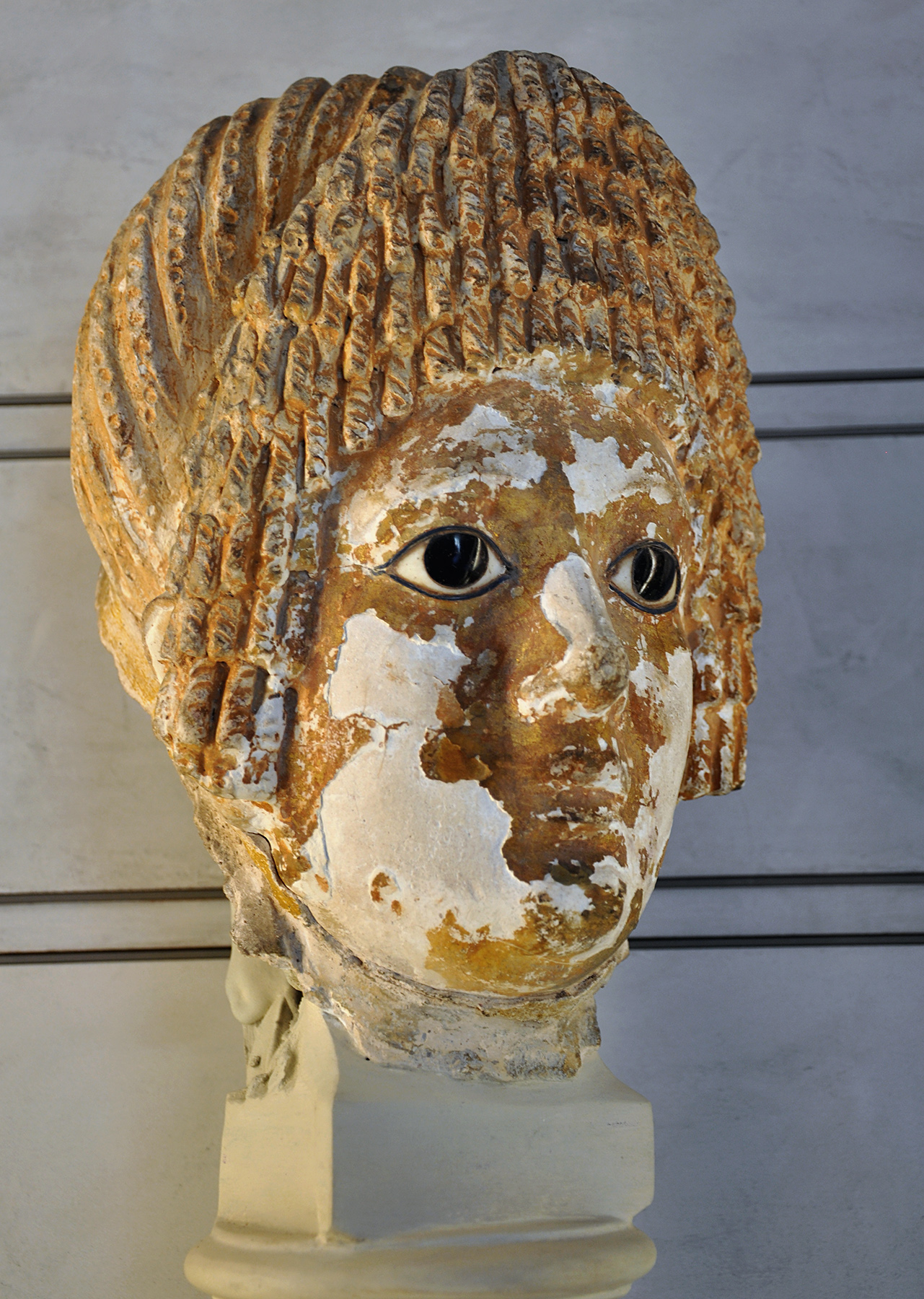
Époque romaine, v. 100-150. Plâtre doré et incrustations. H. 25 cm.

Chacun connait le célèbre masque funéraire de Toutânkhamon, en or, à l'éclat éternel ; ce masque de très grand luxe était posé sur la momie du roi. Cette pratique a perduré à l'époque romaine. Le musée en conserve plusieurs, en plâtre.
Le masque, ici, a conservé ses yeux et des traces de dorure, poursuivant ainsi la tradition égyptienne par ce type de portrait funéraire réalisé en plâtre, mais doré. Les yeux sont en verre de couleurs, noir et blanc, cernés d'un fil de bronze qui reproduisait le trait de fard sur les paupières égyptiennes. Mais la coiffure n'a plus rien des perruques égyptiennes. Les romaines suivaient la mode. Une partie de la coiffure s'élève en cinq rangées de nattes, ce qui permet de proposer une datation approximative à l'époque d'Hadrien.
Au musée des Beaux-Arts, les masques funéraires égyptiens d'époque romaine, peuvent être bien individualisés, et indiquent qu'alors il s'agit de portraits, à la différence d'effigies réalisées en séries. Un type de portrait en plâtre, à Rome, était relevé par contact sur le corps même ; cette empreinte en cire était ensuite moulée à l'aide de plâtre, en négatif puis en positif : ce sont les imagines romaines, conservées dans l'atrium, souvent reproduites en marbre pour les classes aisées, l'élite. Pour les classes moins aisées la tradition du masque funéraire en plâtre est passée de l'Égypte à Rome, au IIe siècle, puis à la Gaule et à la Tunisie.
Mais à partir de la fin du règne de l'empereur romain Tibère (au Ier siècle) et jusqu'au IVe siècle une nouvelle pratique se généralise aussi en Égypte, la peinture antique à l'encaustique sur une simple planche de bois. Ce sont les portraits funéraires dits « du Fayoum », car les premiers ont été découverts dans cette oasis. D'autres peintures sont réalisées sur un linceul en lin qui enveloppe la momie. Un de ces linceuls est conservé à Lyon,. La représentation de signes ostentatoires de richesse indique qu'il s'agit toujours de membres de l'élite, dont certains sont originaires de Nubie ou d'Afrique sub-saharienne.

#### Patère copte

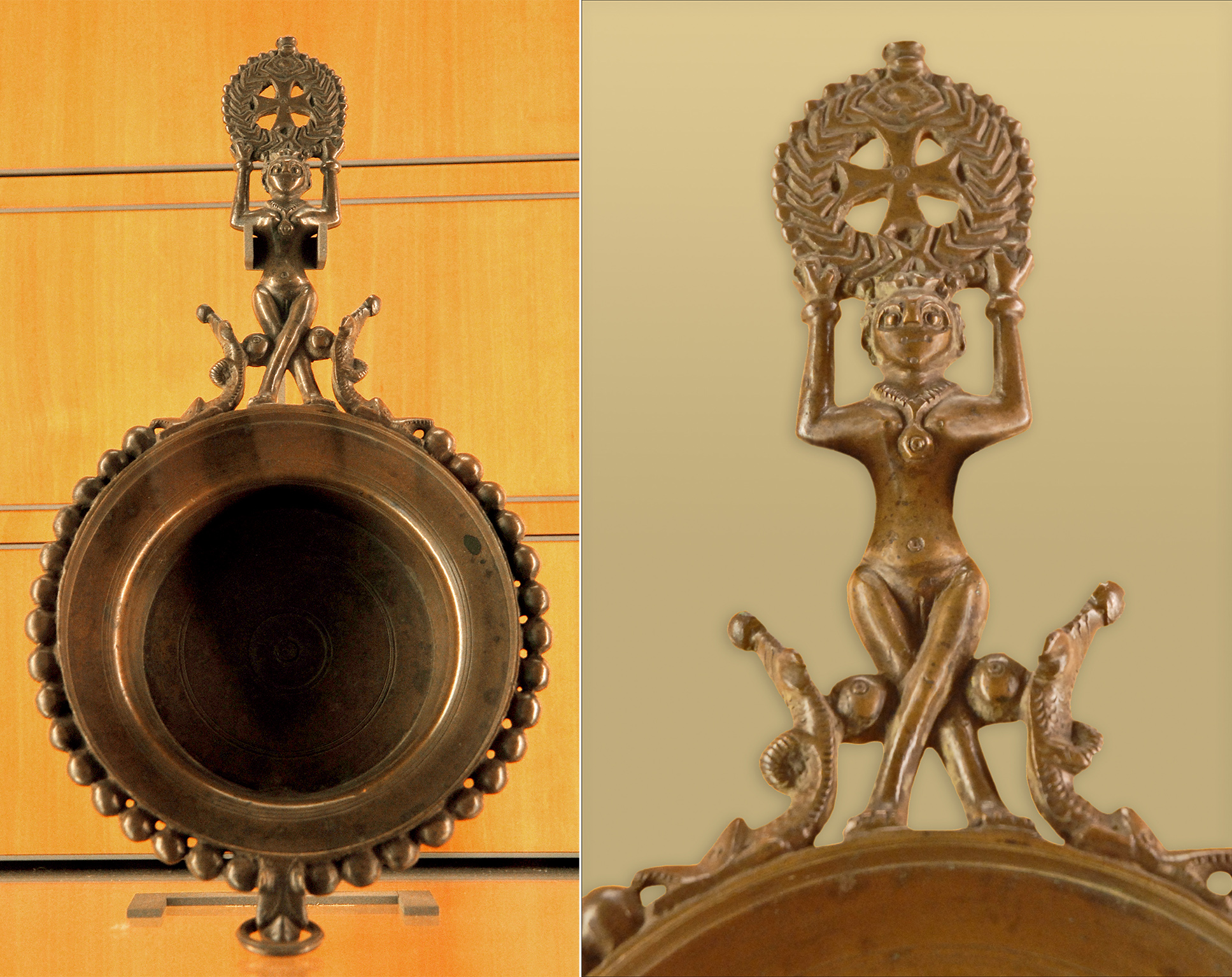
Patère copte,. Détail du manche. Bronze, L. 33,9 cm

Dans l'antiquité la patère, évasée et peu profonde, servait au service du vin dans les rituels religieux. On l'utilisait pour les libations. Cet objet évoque les premiers temps de la chrétienté en Égypte, alors byzantine. Lorsqu'il a été fabriqué l'Église d'Alexandrie, celle d'Égypte, n'avait peut-être pas encore été séparée des églises de Rome et de Byzance par le Concile de Chalcédoine (en 451).
Le manche de cette étonnante patère figure probablement le motif d'Aphrodite parée de bijoux, le culte d'Aphrodite étant alors dans ses tout derniers temps. La solidité de l'attache du manche est renforcée par le motif de deux dauphins, la tête en bas, en écho à l'orientation des jambes, curieusement croisées. Le lien entre jambes et dauphins s'effectuant par deux perles marquées d'un motif aux cercles concentriques, lequel revient plusieurs fois, en particulier au centre de la croix. Cette figure tient, en effet, une couronne de laurier qui contient la croix copte. L'anneau de suspension est maintenu par une tête de lion. La conception de cet objet s'est donc faite par assimilation de divers motifs ou concepts païens tardifs, dont la naissance d'Aphrodite hors de l'eau. Par ailleurs, les tout premiers chrétiens coptes utilisaient une croix semblable à l'ânkh des anciens égyptiens, par rapprochement avec la croix chrétienne. Le motif d'Aphrodite nue aux jambes croisées se retrouve dans un candélabre copte (IVe – Ve siècle) conservé au musée.
À cette époque le métal commençait à devenir rare. Il pouvait être récupéré dans les édifices antiques abandonnés et les objets antiques fondus pour réaliser de nouveaux objets.

## Galerie: collection et chronologie

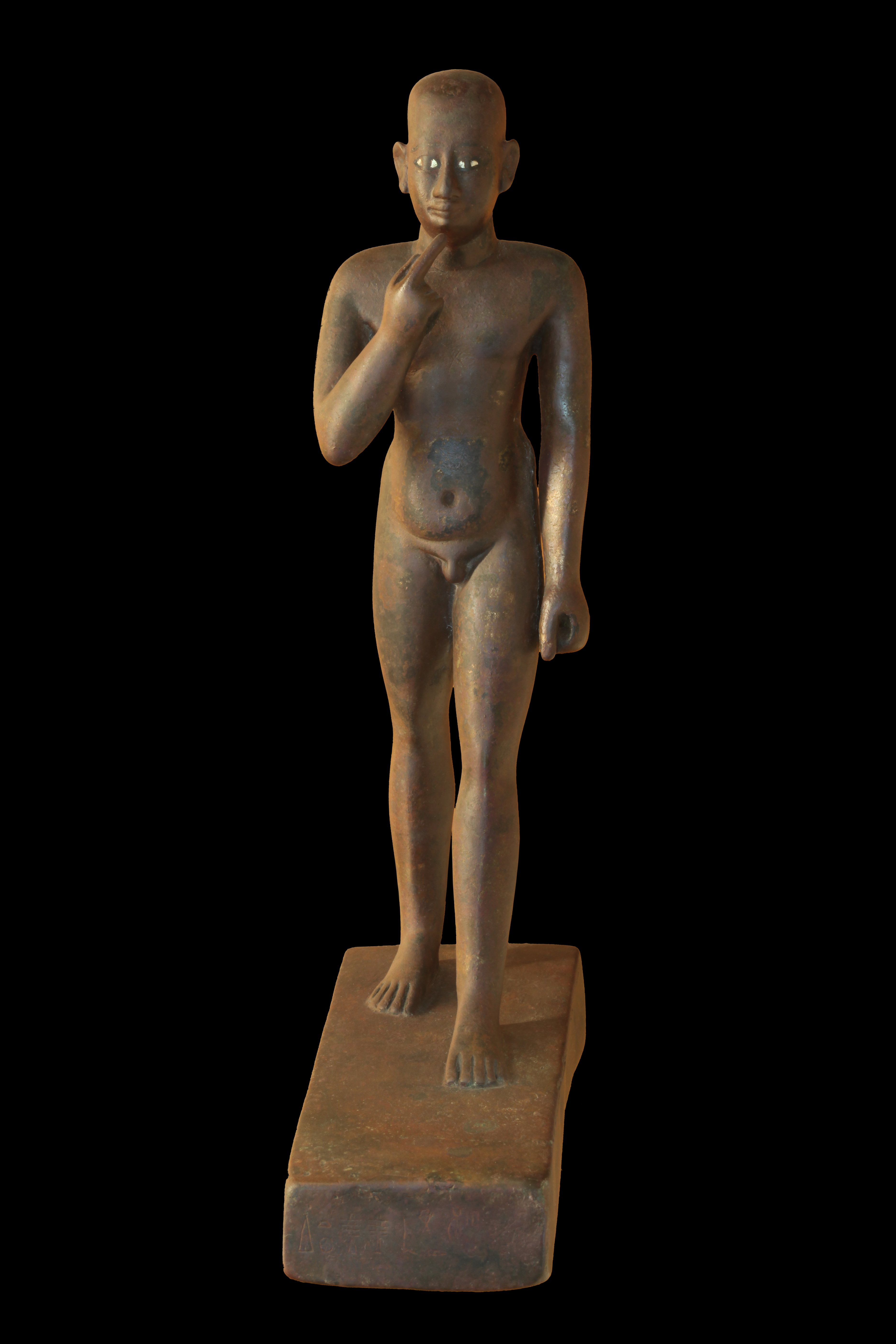
Statuette d'Horus enfant ou Harpocrate, Basse époque,, v. 720-650 AEC. Bronze, traces de dorure, yeux incrustés. H. 27,6 cm
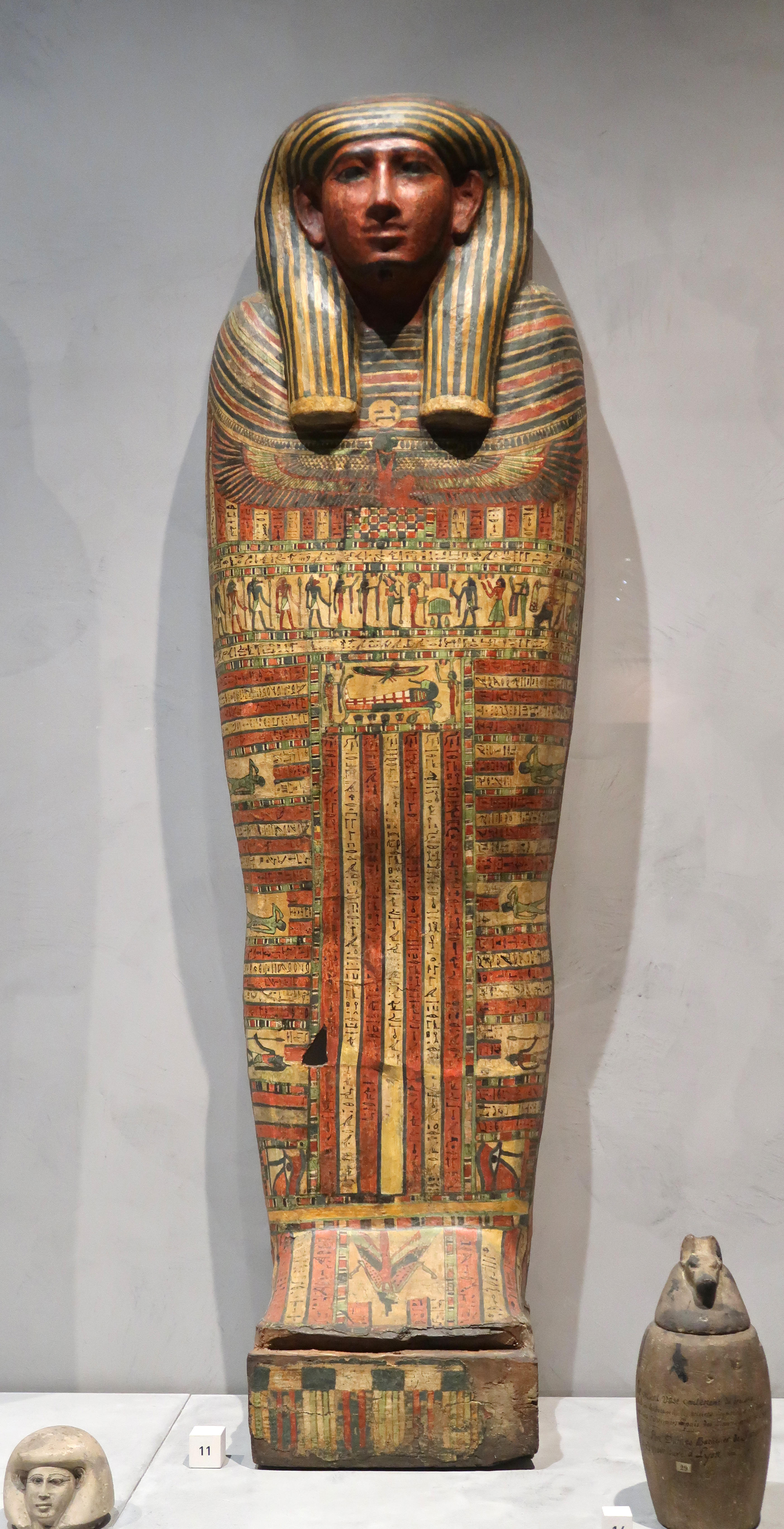
, vers 720-650 AEC: Couvercle de cercueil. Bois de tamaris stuqué et peint, H. 177. Vase canope à tête de chien
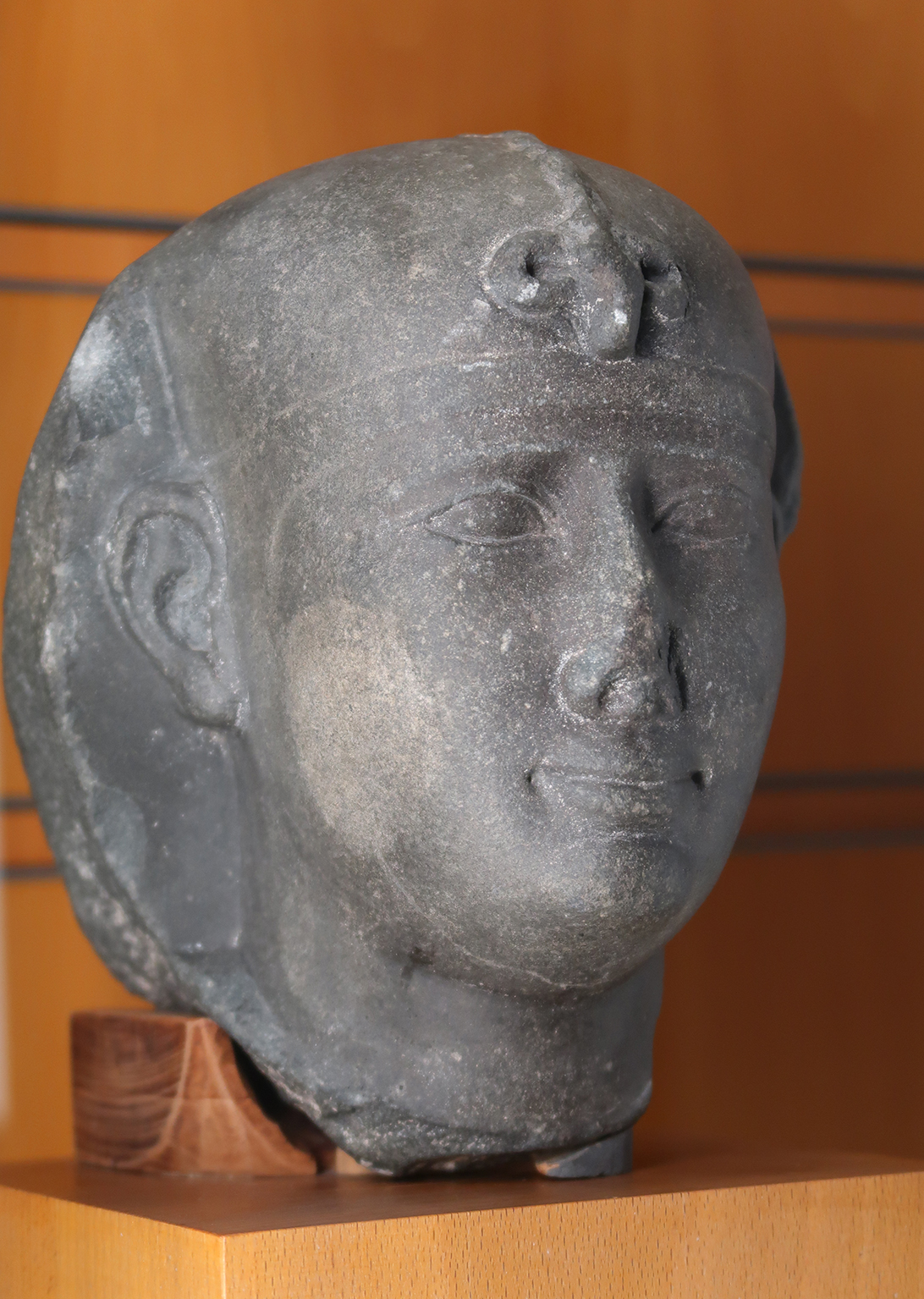
Tête en grauwacke d'un roi de la, sans doute Nectanébo II.
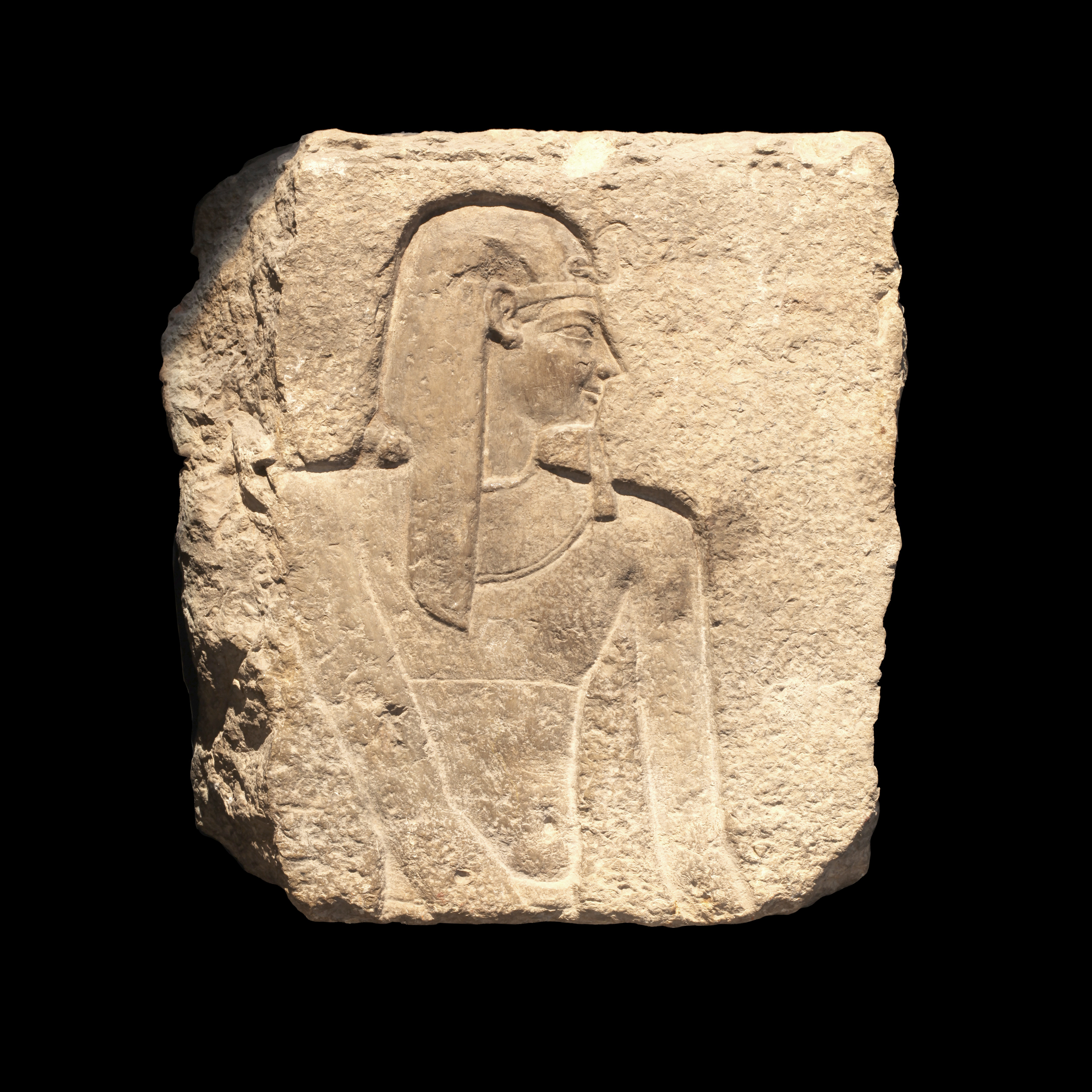
Fragment de bas-relief du temple de Cléopâtre et Césarion, Coptos, AEC. Dynastie lagide-époque romaine
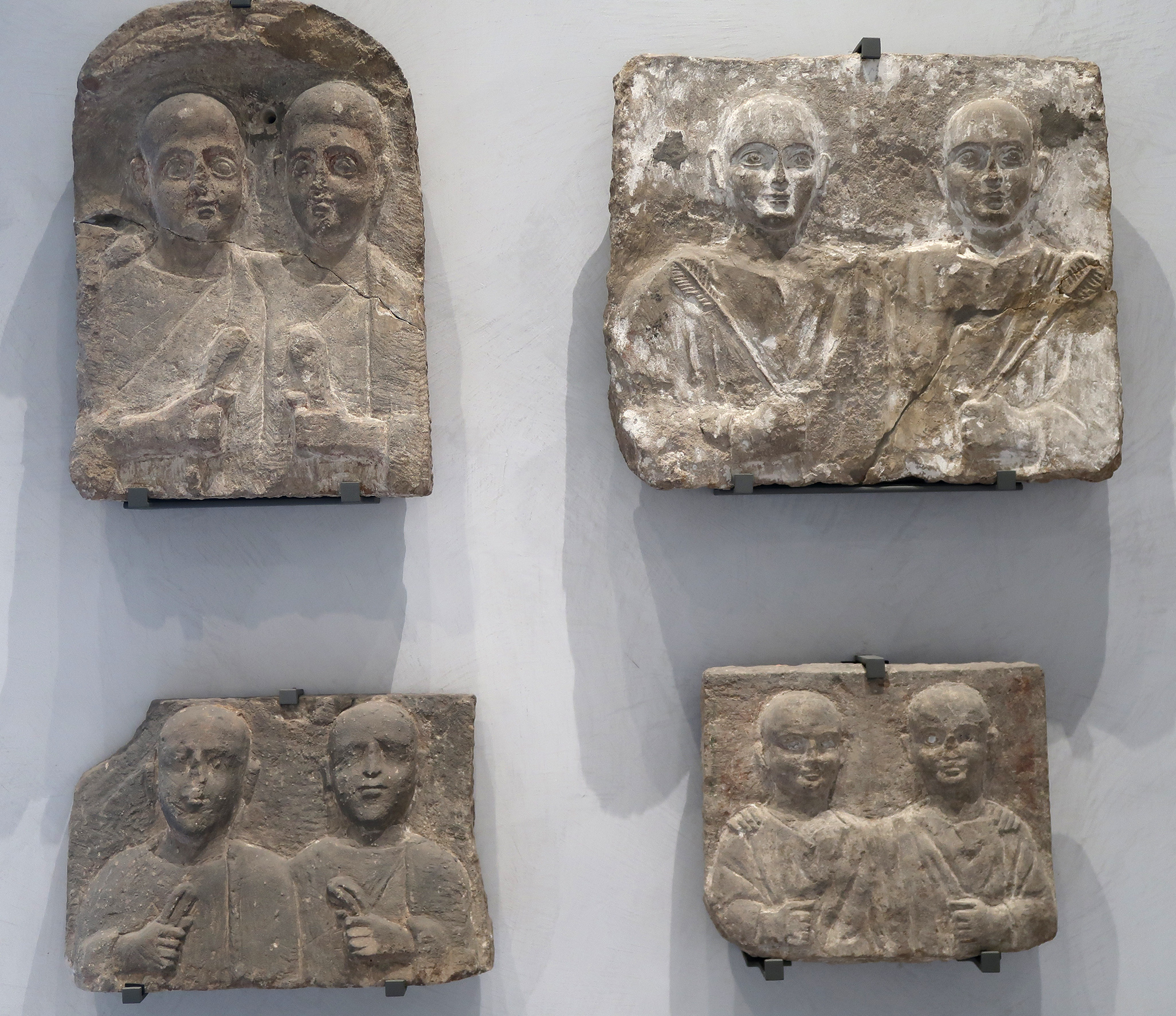
Quatre stèles de membres d'une confrérie funéraire. « Palmyréniens de Coptos », époque romaine.
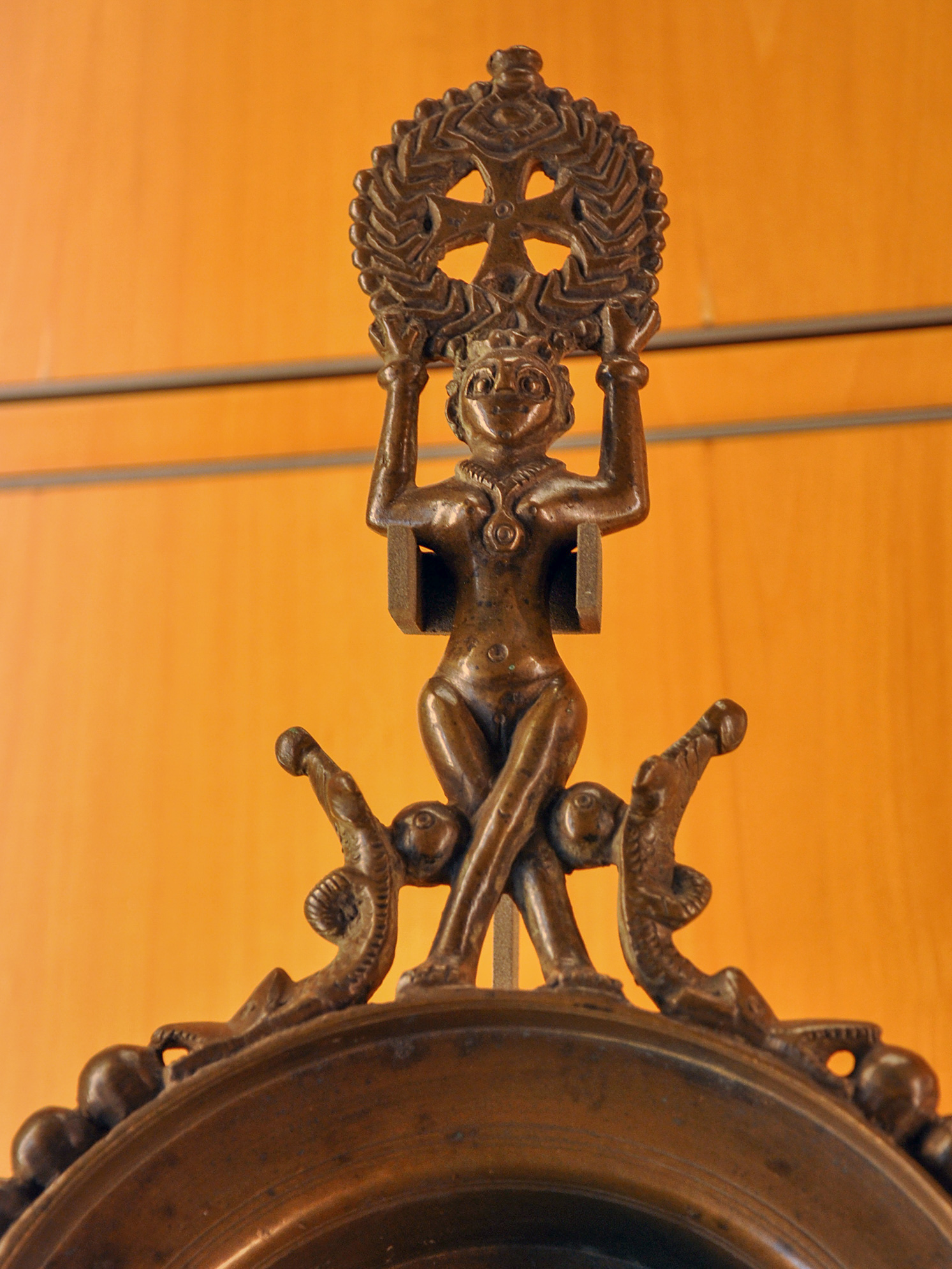
Patère dont le manche figure une jeune femme nue tenant une croix. Copte,

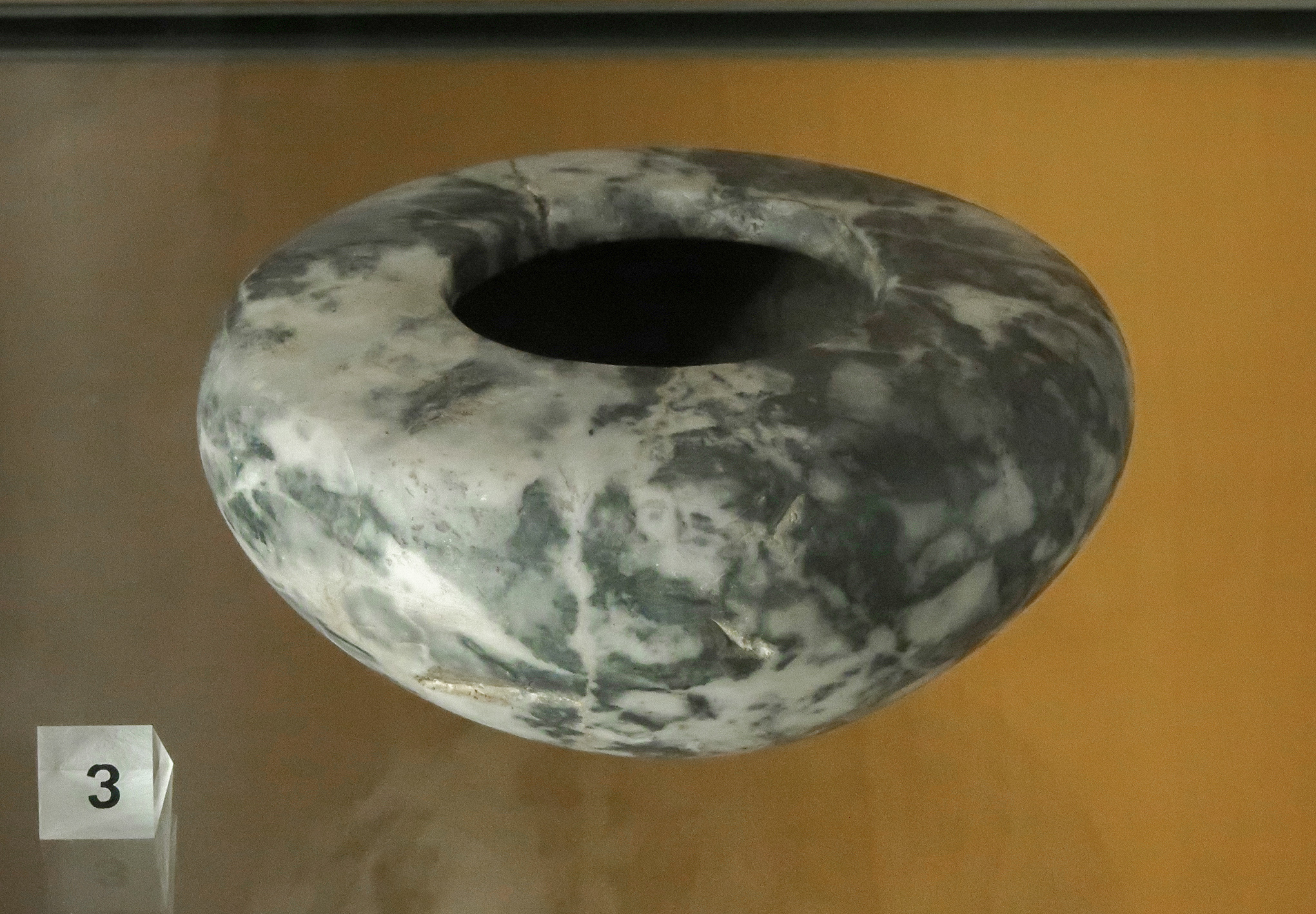
Vase (brèche). Prédynastique (Nagada II ou III). Louxor. H. 5,95 cm.
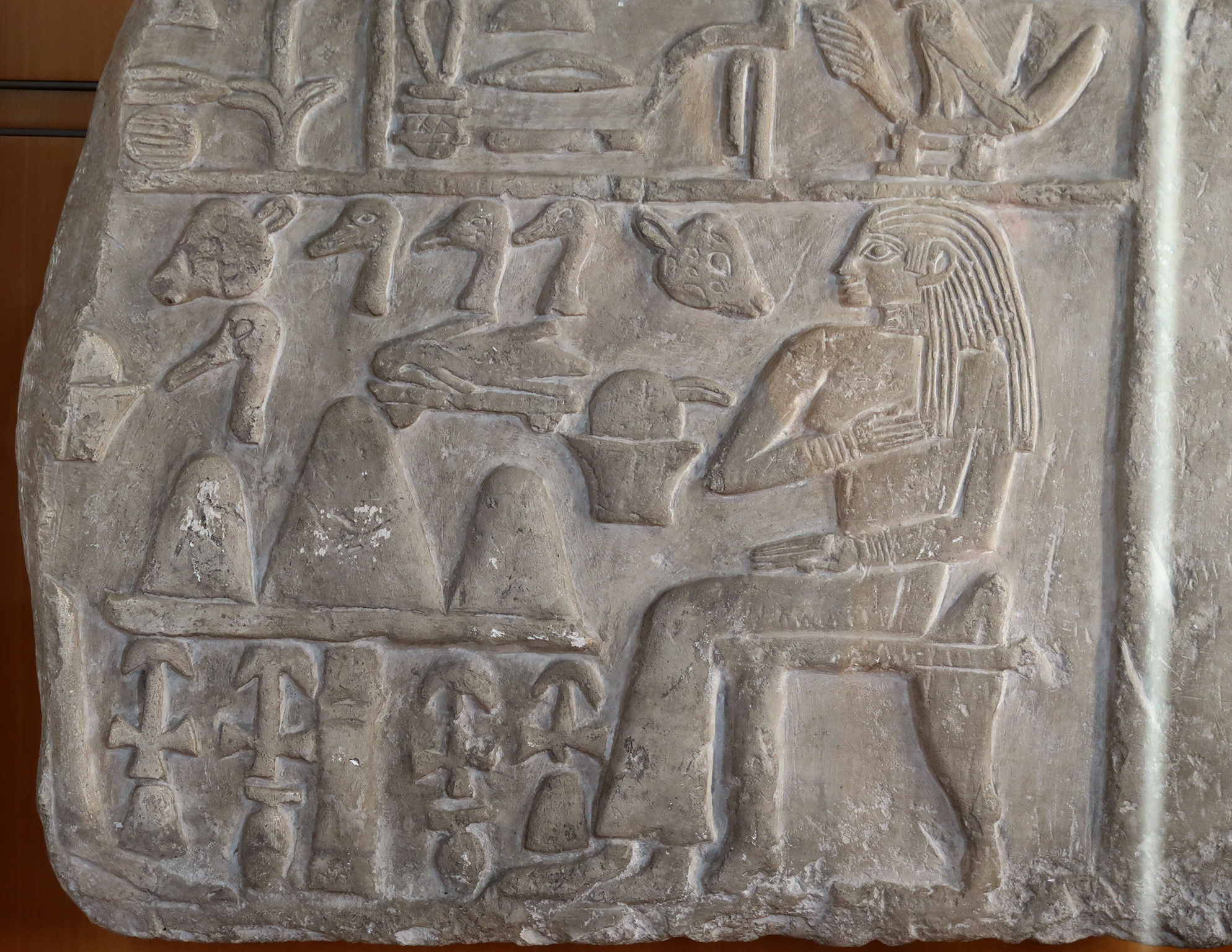
Fragment de stèle au nom de Nes-Henou. Période thinite, IIe dynastie (2925-2700 AEC). Calcaire, H. 34,4 cm.
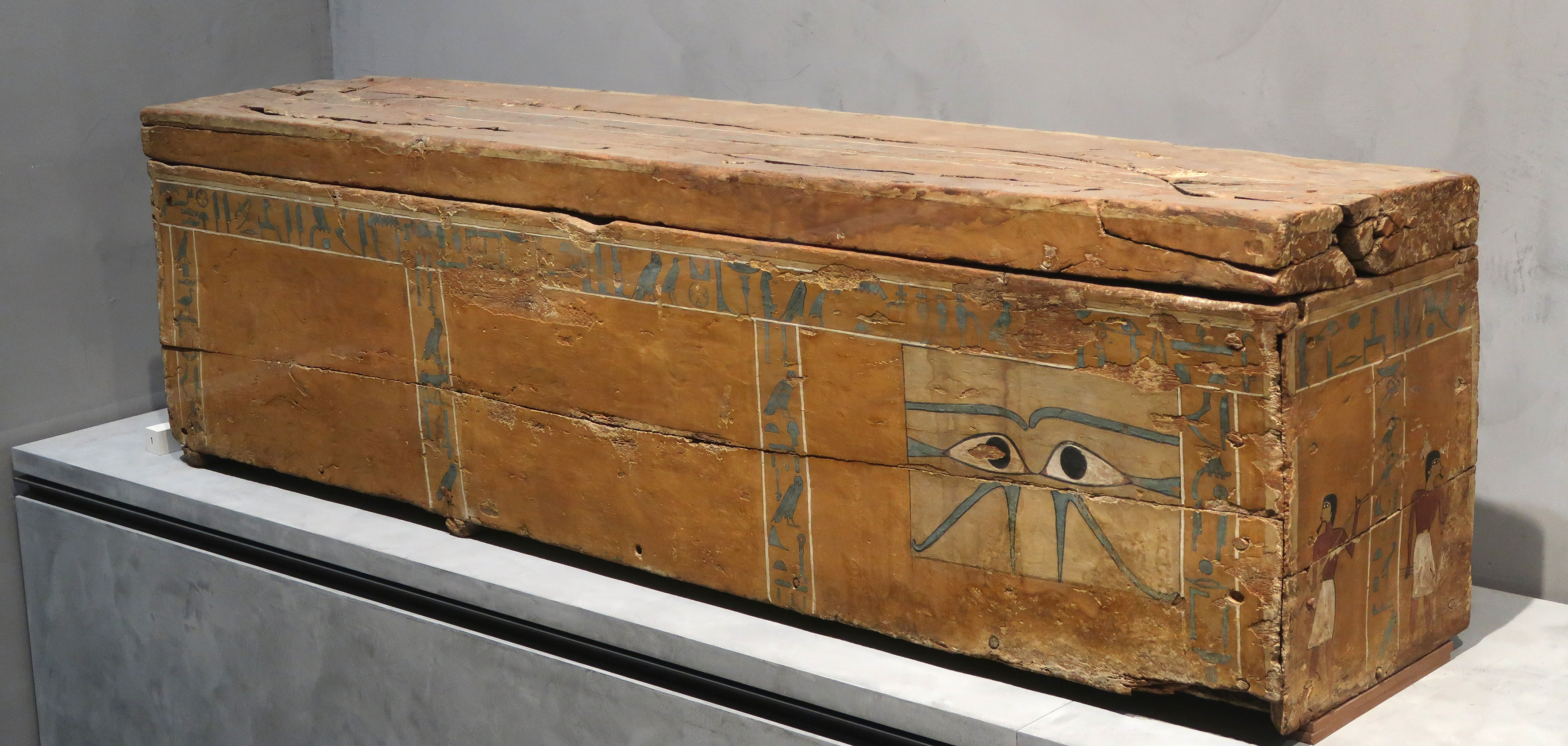
Cercueil de Dedina. Fin Ancien Empire-Première Période intermédiaire (fin XIe-début XIIe dynastie). L. 199 cm
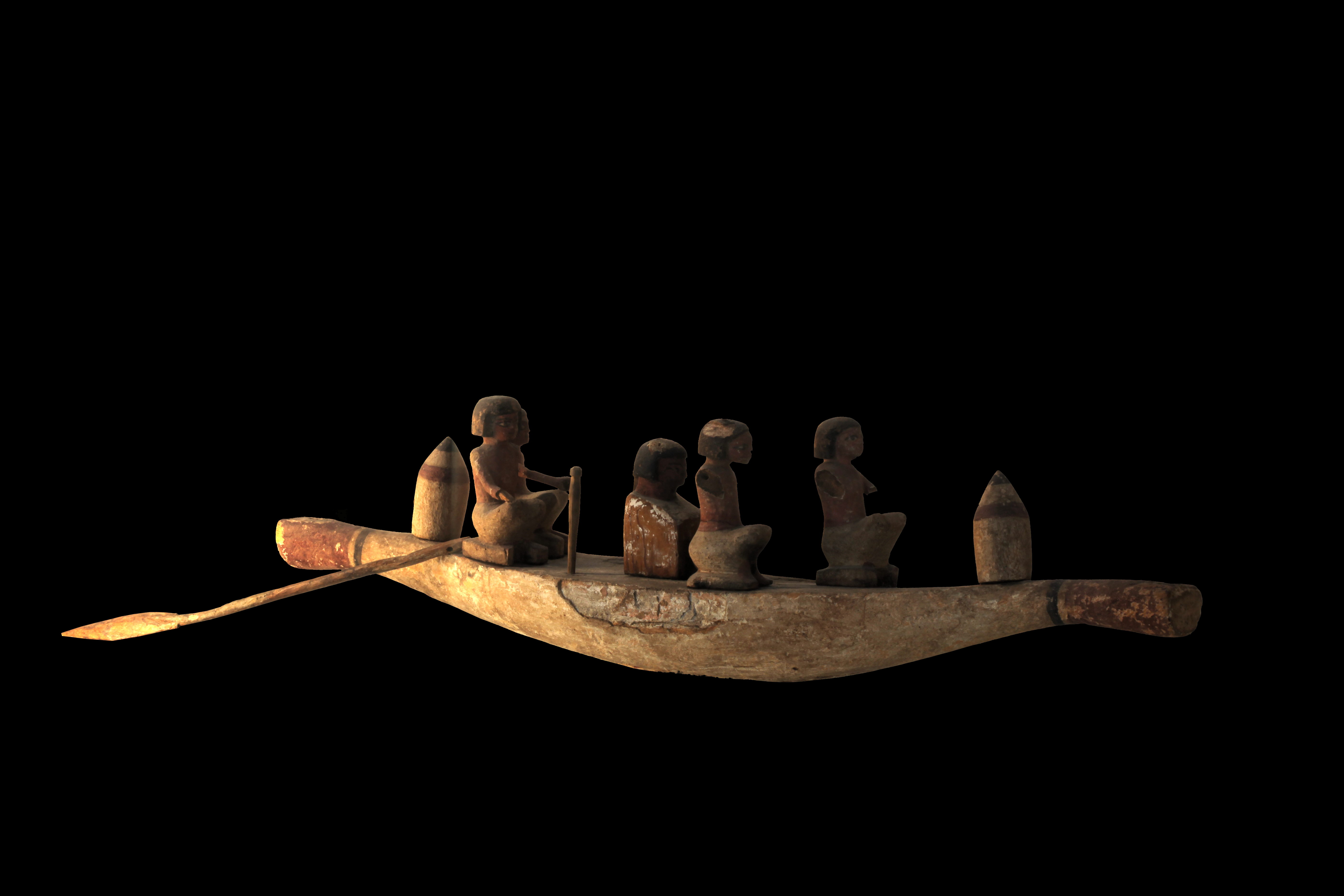
Modèle de barque en bois, Assiout, XIIe dynastie, apogée du Moyen Empire
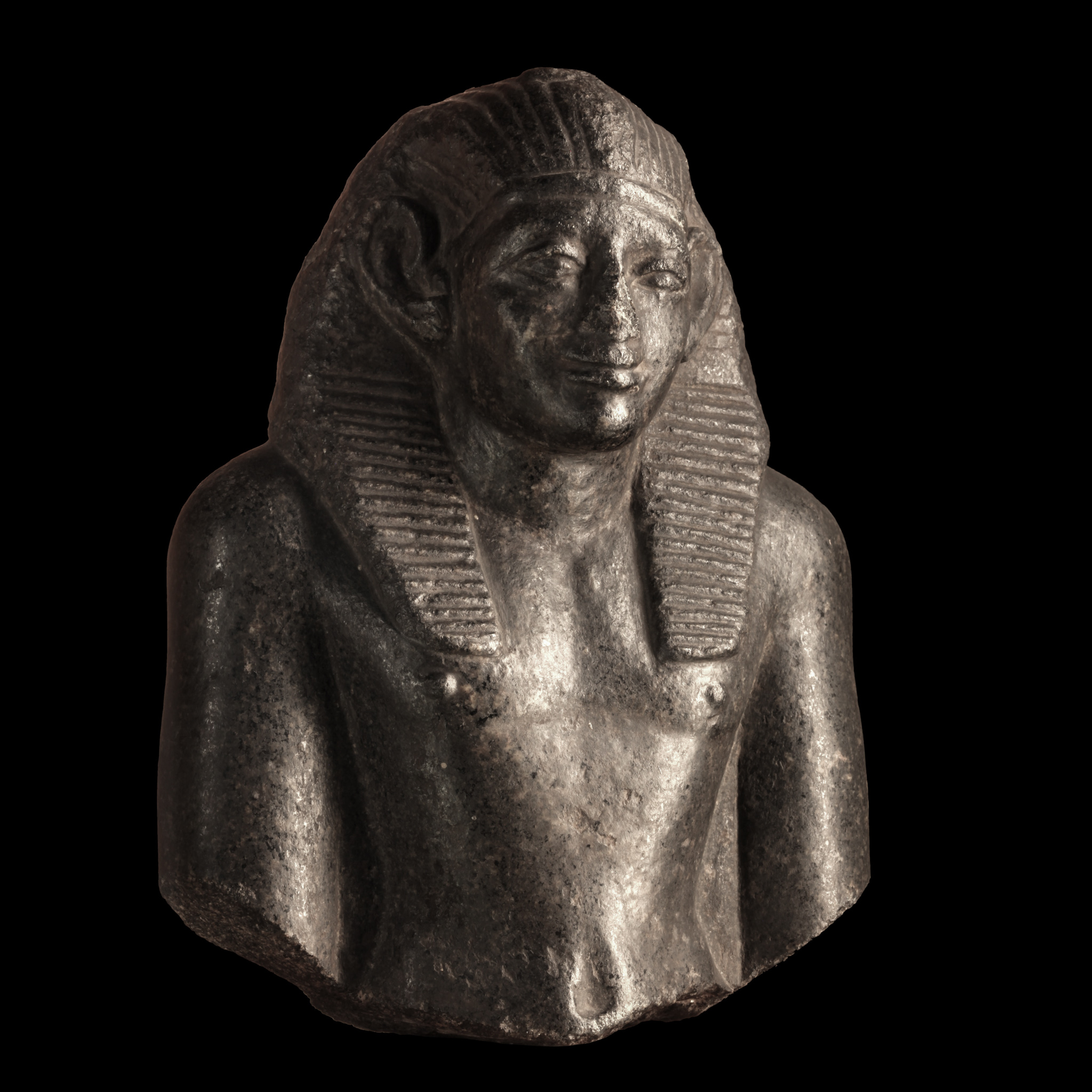
Buste de pharaon Moyen Empire, XIIe ou XIIIe dynastie (?) (v. 1991-1634 AEC). Granit
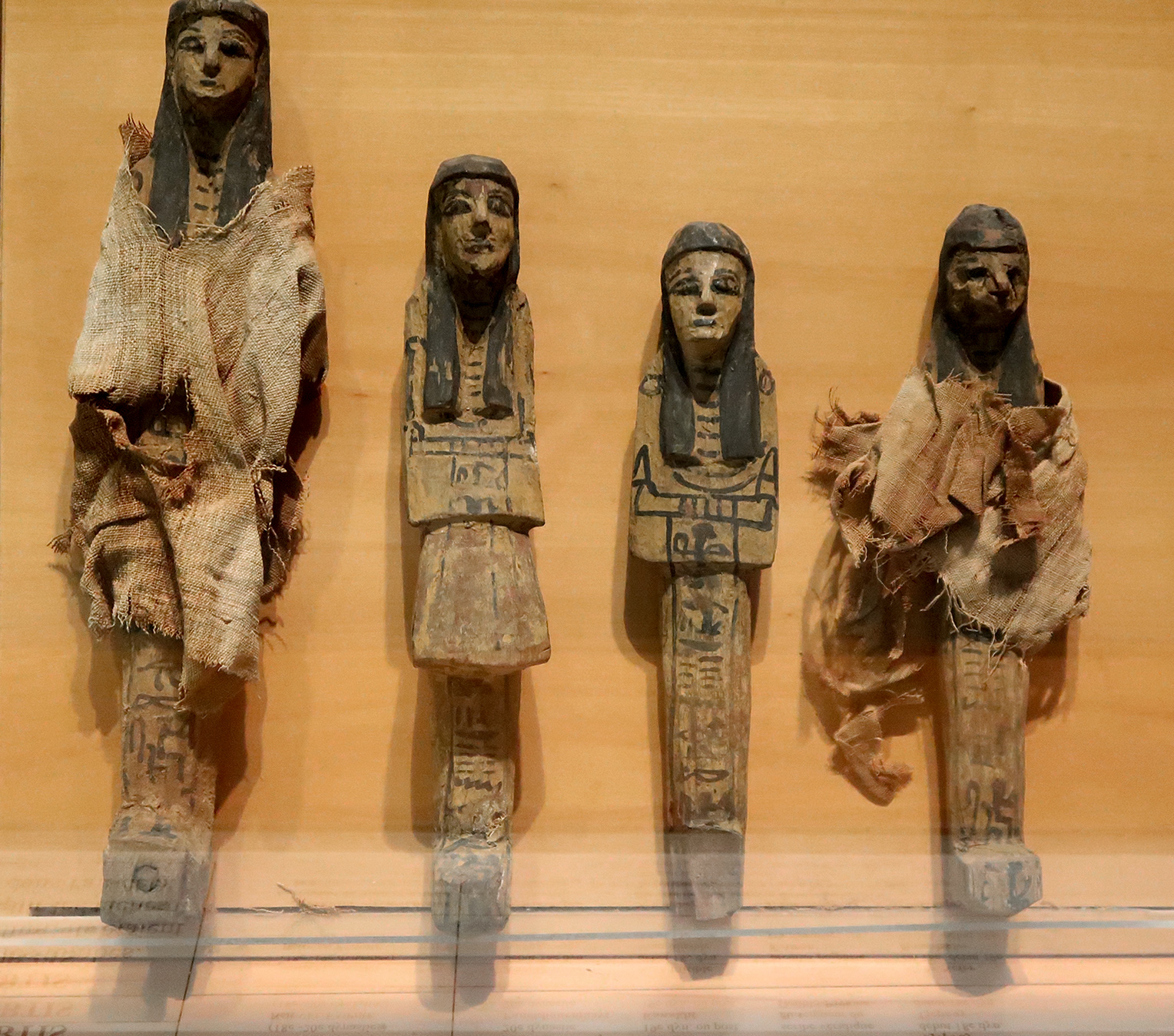
Ouchebtis d'un chanteur. Fin Deuxième Période intermédiaire - début Nouvel Empire, v. 1550 AEC (XVIIe-XVIIIe dynastie)
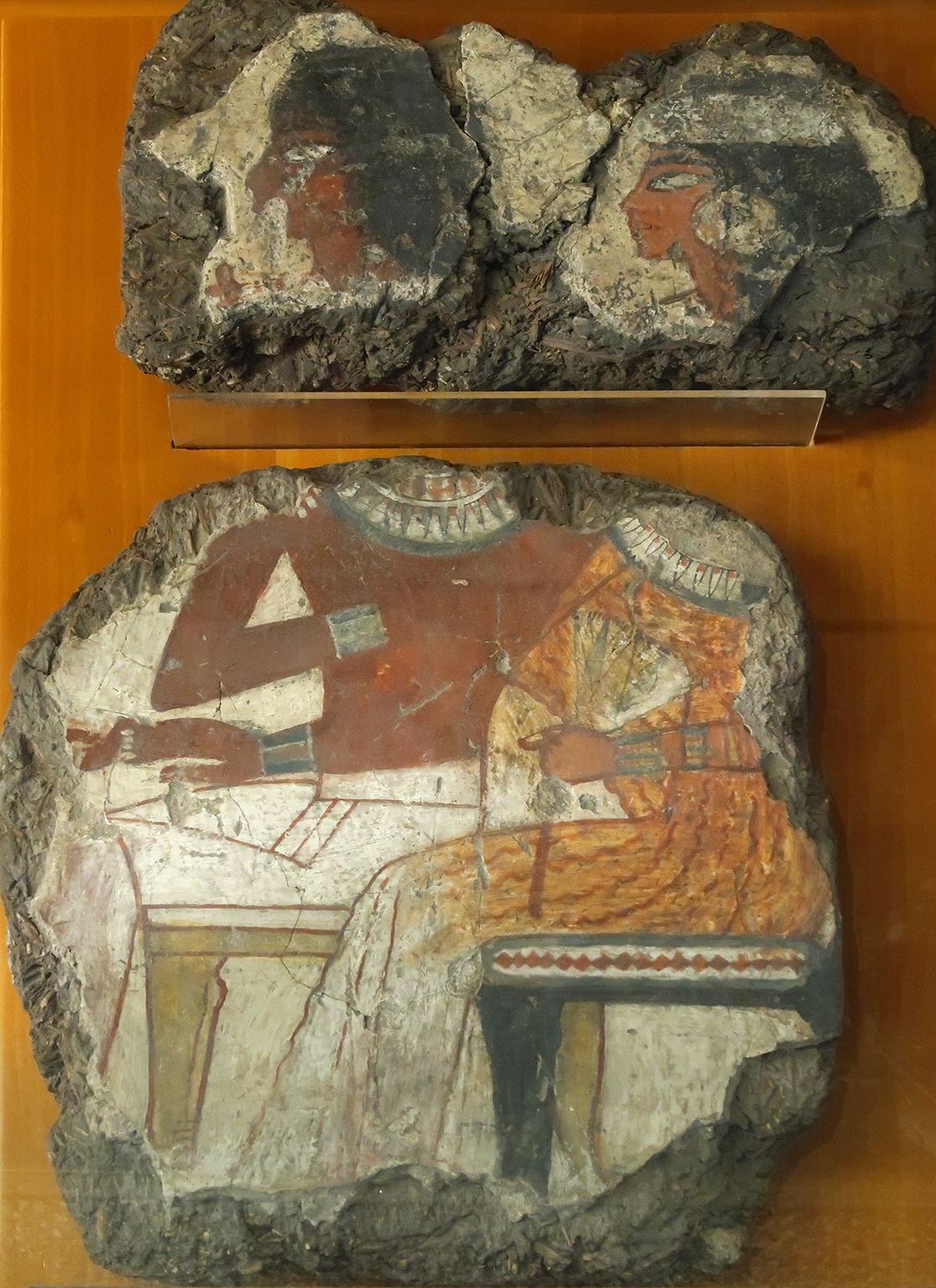
Couple assis. Fragments de peinture murale. Thèbes-ouest, Nouvel Empire, XVIIIe dynastie, v. 1420-1380 AEC
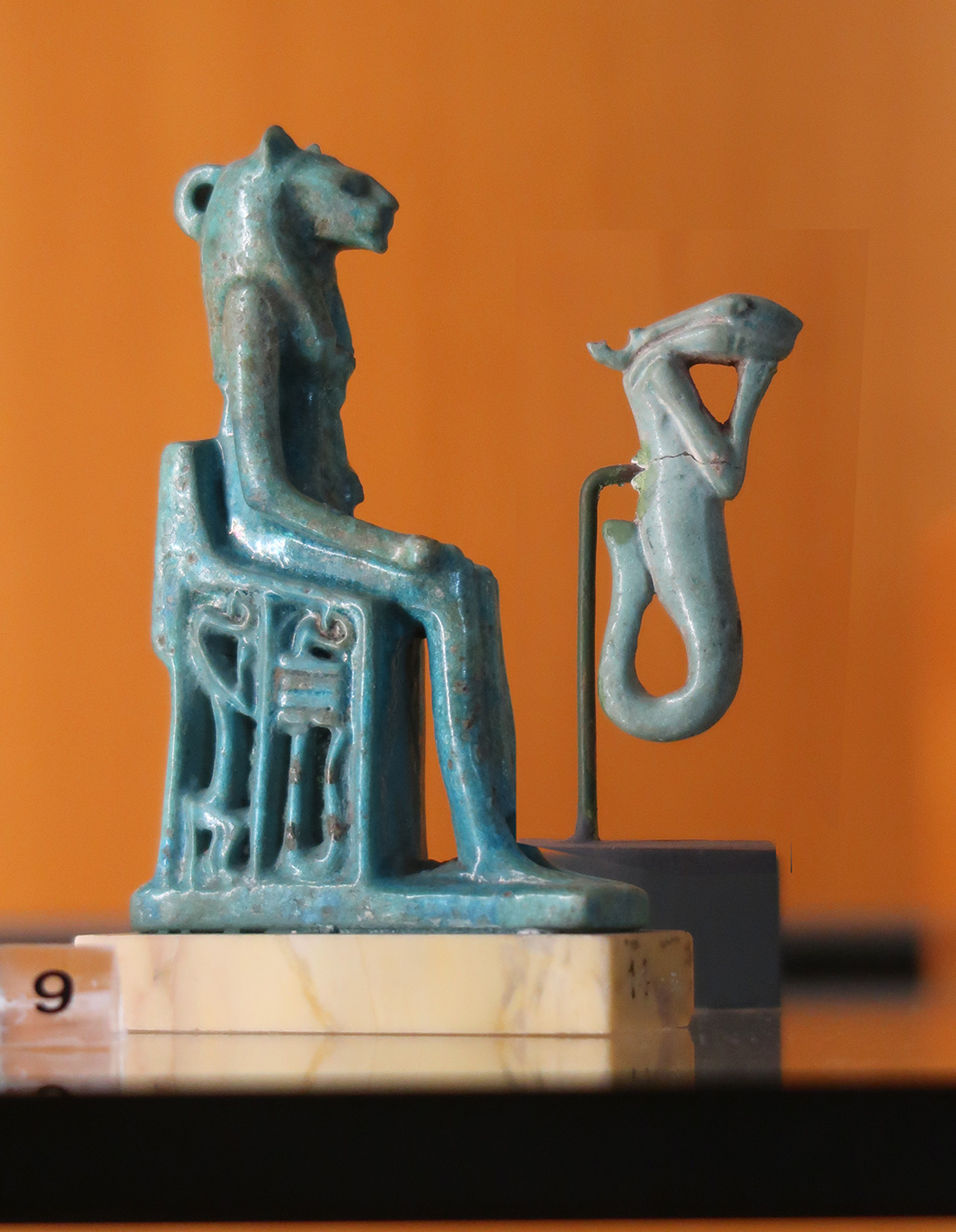
Amulettes. Faïence égyptienne verte. Sekhmet sur le trône aux décans. Fin du Nouvel Empire. Derrière elle, un décan (bon génie)[62].
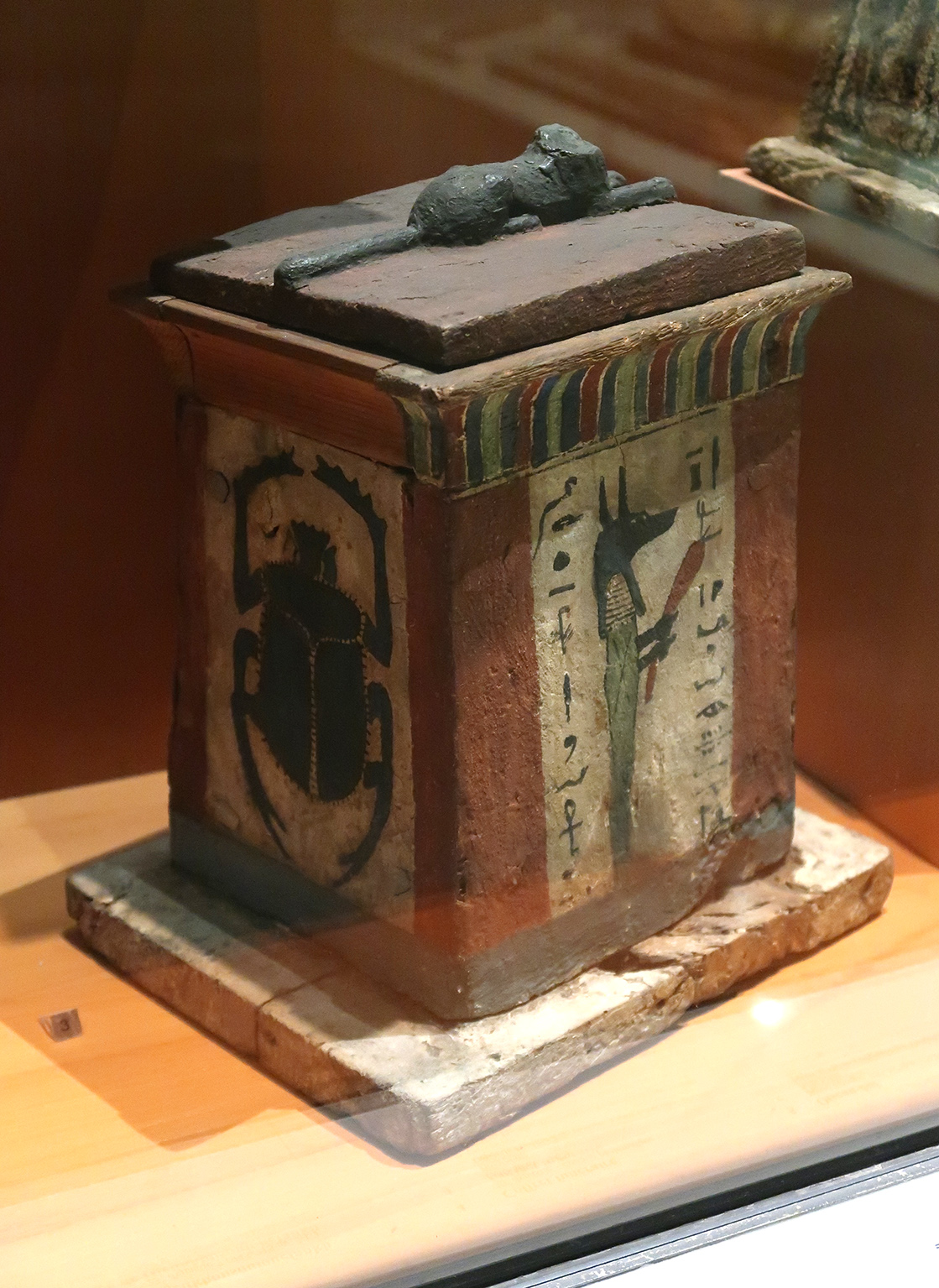
Coffret funéraire ou boîte ouchebti. Troisième Période intermédiaire, XXIIe-XXIIIe dynastie (v.1069-664 AEC)
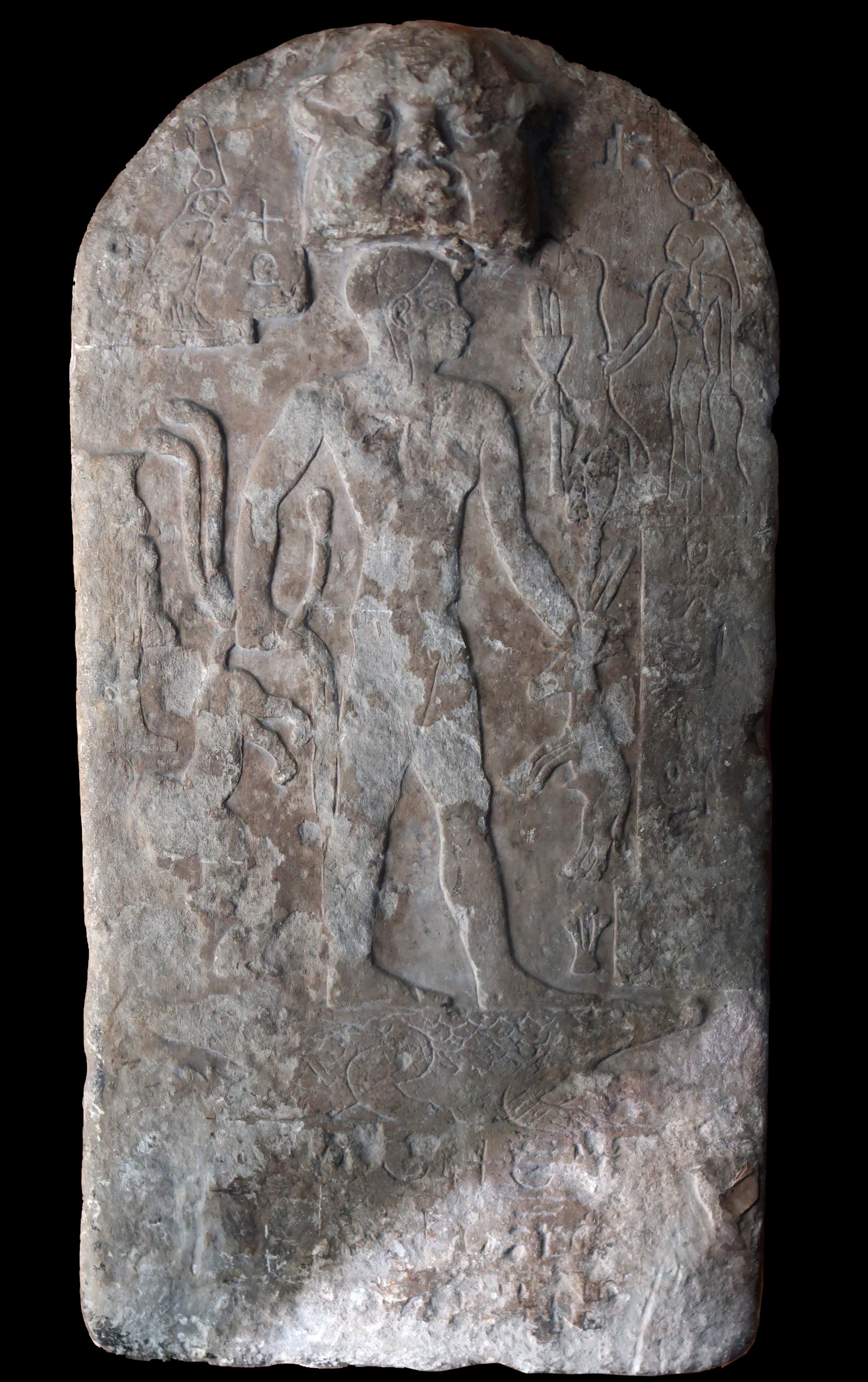
Stèle magique. Horus enfant sur les crocodiles XXVe dynastie, koushite
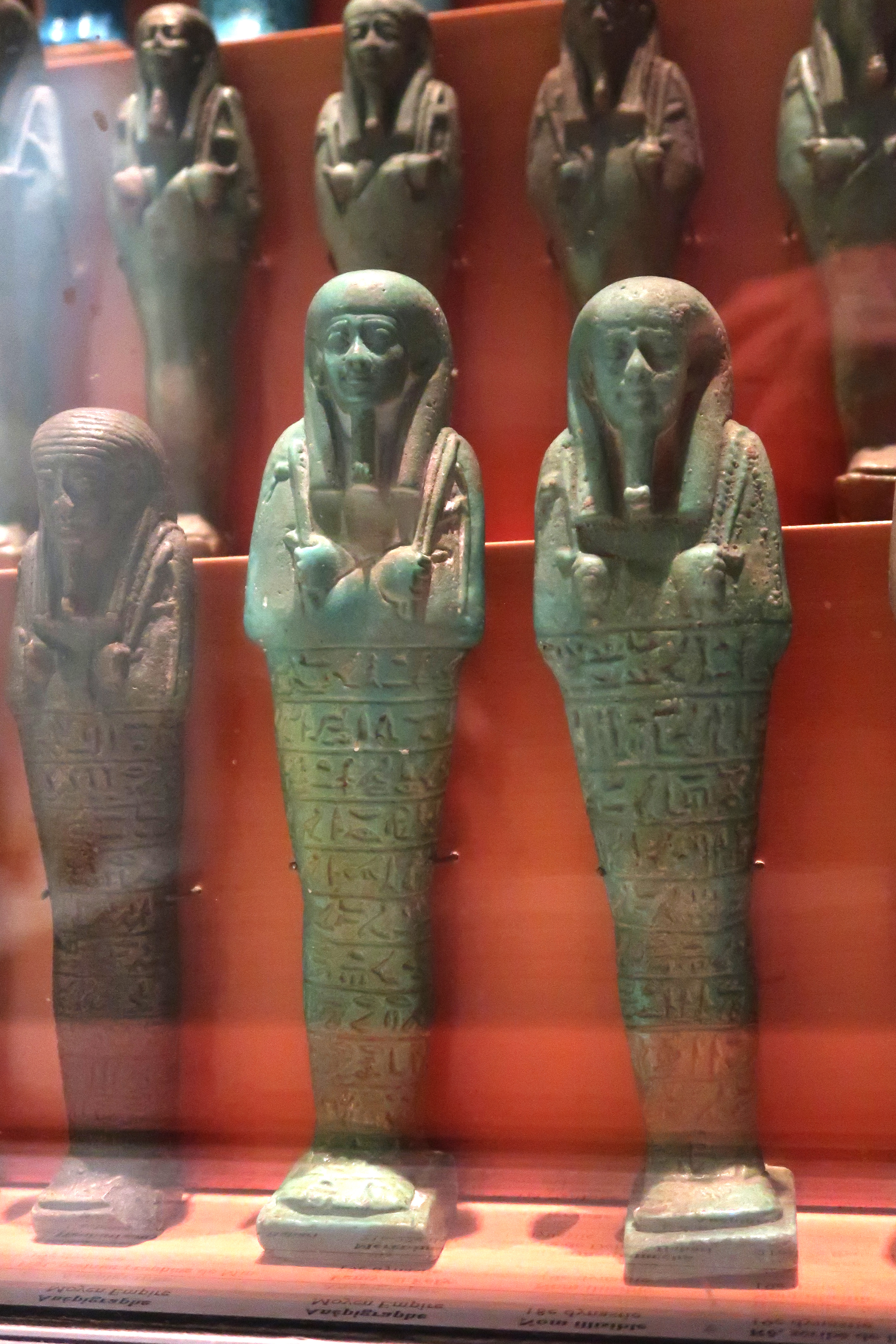
Ouchebtis du surintendant des bateaux de transport du roi Ahmôsis II, XXVIe dynastie. Faïence égyptienne.
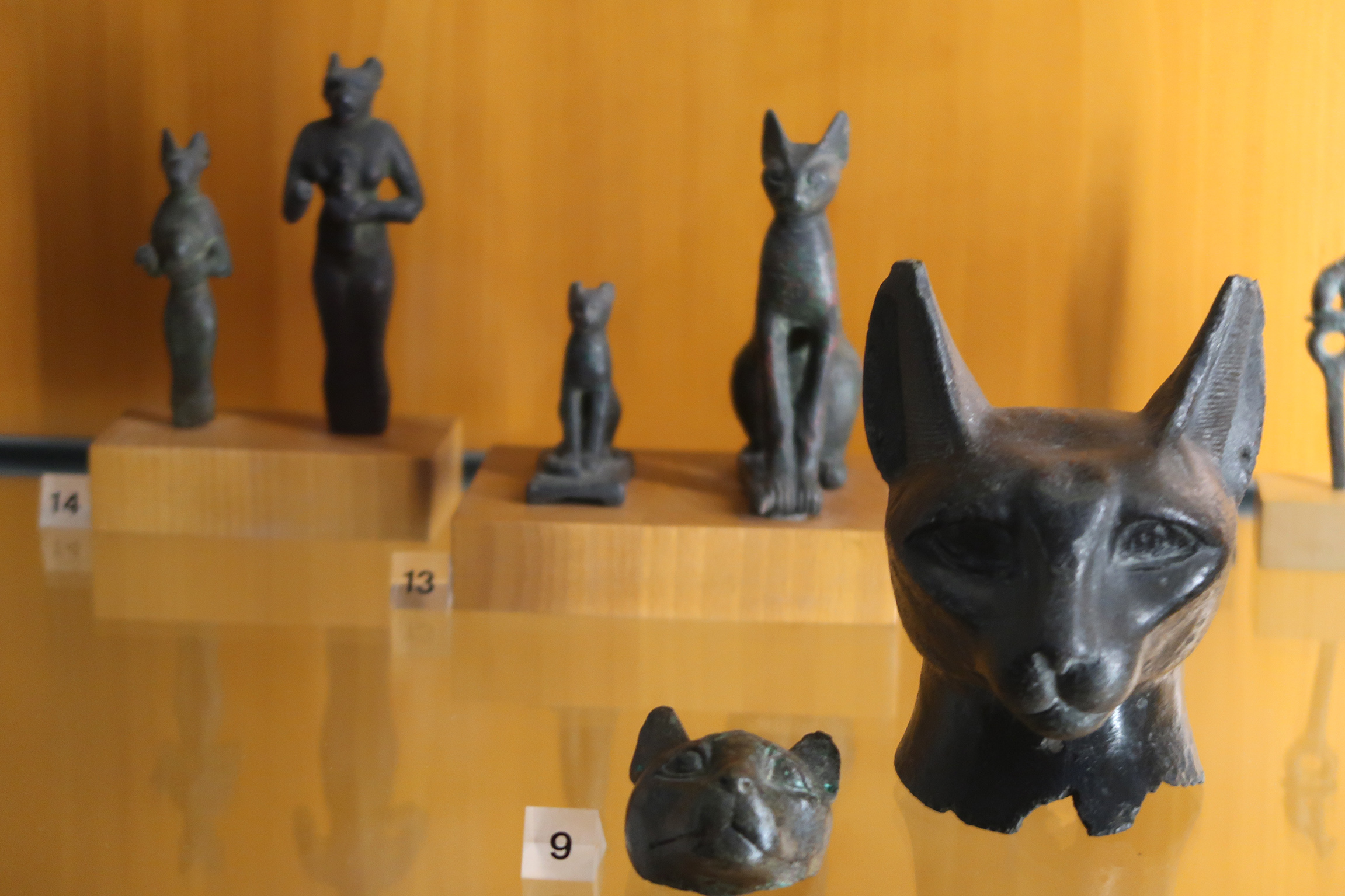
Figurines à la déesse Bastet. Bronze 9: Époque saïte (XXVIe dynastie) et 14: dynastie lagide

- Statuette d'Horus enfant ou Harpocrate, Basse époque, XXVIe dynastie, v. 720-650 AEC. Bronze, traces de dorure, yeux incrustés. H. 27,6 cm
- XXVIe dynastie, vers 720-650 AEC: Couvercle de cercueil. Bois de tamaris stuqué et peint, H. 177. Vase canope à tête de chien
- Tête en grauwacke d'un roi de la XXXe dynastie, sans doute Nectanébo II.
- Fragment de bas-relief du temple de Cléopâtre et Césarion, Coptos, Ier siècle AEC. Dynastie lagide-époque romaine
- Quatre stèles de membres d'une confrérie funéraire. « Palmyréniens de Coptos », époque romaine IIe – IIIe siècle.
- Patère dont le manche figure une jeune femme nue tenant une croix. Copte, IVe – Ve siècle